# 重要文化的景観
重要文化的景観（じゅうようぶんかてきけいかん）は、日本の景観計画区域または景観地区内にある文化的景観であって、都道府県または市町村が保存措置を講じているもののうち、特に重要なものとして文化財保護法第134条第1項の規定に基づき国（文部科学大臣）が選定した文化財である。 

## 概要
近年、開発によって地域の個性が失われていく中で、棚田や里山といった人々の生活や風土に深く結びついた地域特有の景観の重要性が見直されるとともに、その保護の必要性が認識されるようになった。
このような流れを受けて、2004年6月9日に公布され、2005年4月1日に施行された改正文化財保護法では、第2条第1項に文化的景観を文化財の一領域として加え、同項第5号で「地域における人々の生活又は生業及び当該地域の風土により形成された景観地で我が国民の生活又は生業の理解のため欠くことのできないもの」と、文化的景観が定義された。また、法執行上の規定として第8章（第134条 - 第141条）に重要文化的景観の選定、現状変更の規制等に関する規定が盛り込まれた。
同法第134条第1項においては、文部科学大臣は、都道府県または市町村の申出に基づき、都道府県または市町村が定める景観法に規定する景観計画区域または景観地区内にある文化的景観であって、保存計画の策定、条例による保護措置などの条件を備えたものの中から、特に重要なものを重要文化的景観に選定することができるとしている。

## 選定基準、申出の基準

### 選定基準
「重要文化的景観選定基準」では、文化的景観を重要文化的景観に選定する場合の基準が、次のように定められている。
- 1 地域における人々の生活又は生業及び当該地域の風土により形成された次に掲げる景観地のうち我が国民の基盤的生活又は生業の特色を示すもので典型的なもの又は独特のもの
  1. 水田・畑地などの農耕に関する景観地
  2. 茅野・牧野などの採草・放牧に関する景観地
  3. 用材林・防災林などの森林の利用に関する景観地
  4. 養殖いかだ・海苔ひびなどの漁ろうに関する景観地
  5. ため池・水路・港などの水の利用に関する景観地
  6. 鉱山・採石場・工場群などの採掘・製造に関する景観地
  7. 道・広場などの流通・往来に関する景観地
  8. 垣根・屋敷林などの居住に関する景観地
- 2 前項各号に掲げるものが複合した景観地のうち我が国民の基盤的な生活又は生業の特色を示すもので典型的なもの又は独特なもの

### 選定の申出の基準
重要文化的景観の選定の申出を行う都道府県、市町村が講じる必要がある、文化的景観の保存のための必要な措置に関する基準が次のように定められている。
1. 文化的景観保存計画を定めていること
2. 景観法、文化財保護法、都市計画法、自然公園法、都市緑地法その他の法律に基づく条例で、文化的景観の保存のための必要な規制を定めていること
3. 文化的景観の所有者又は権原に基づく占有者の氏名、住所等を把握していること

## 重要文化的景観一覧
この法律に基づいて、2006年1月26日に、滋賀県近江八幡市の「近江八幡の水郷」が重要文化的景観第1号として選定され、以後、2024年10月現在で、合計73件が選定されている。なお、下記の選定日は官報告示日になる。

### 北海道・東北地方
- アイヌの伝統と開拓による沙流川流域の文化的景観（北海道沙流郡平取町） - 2007年7月26日選定
- 一関本寺の農村景観（岩手県一関市） - 2006年7月28日選定
- 遠野（岩手県遠野市） - 2008年3月28日選定、2013年3月27日追加選定・名称変更
  - 荒川高原牧場
  - 土淵山口集落
- 最上川の流通・往来及び左沢町場の景観（山形県西村山郡大江町） - 2013年3月27日選定
- 最上川上流域における長井の町場景観（山形県長井市） - 2018年2月13日選定

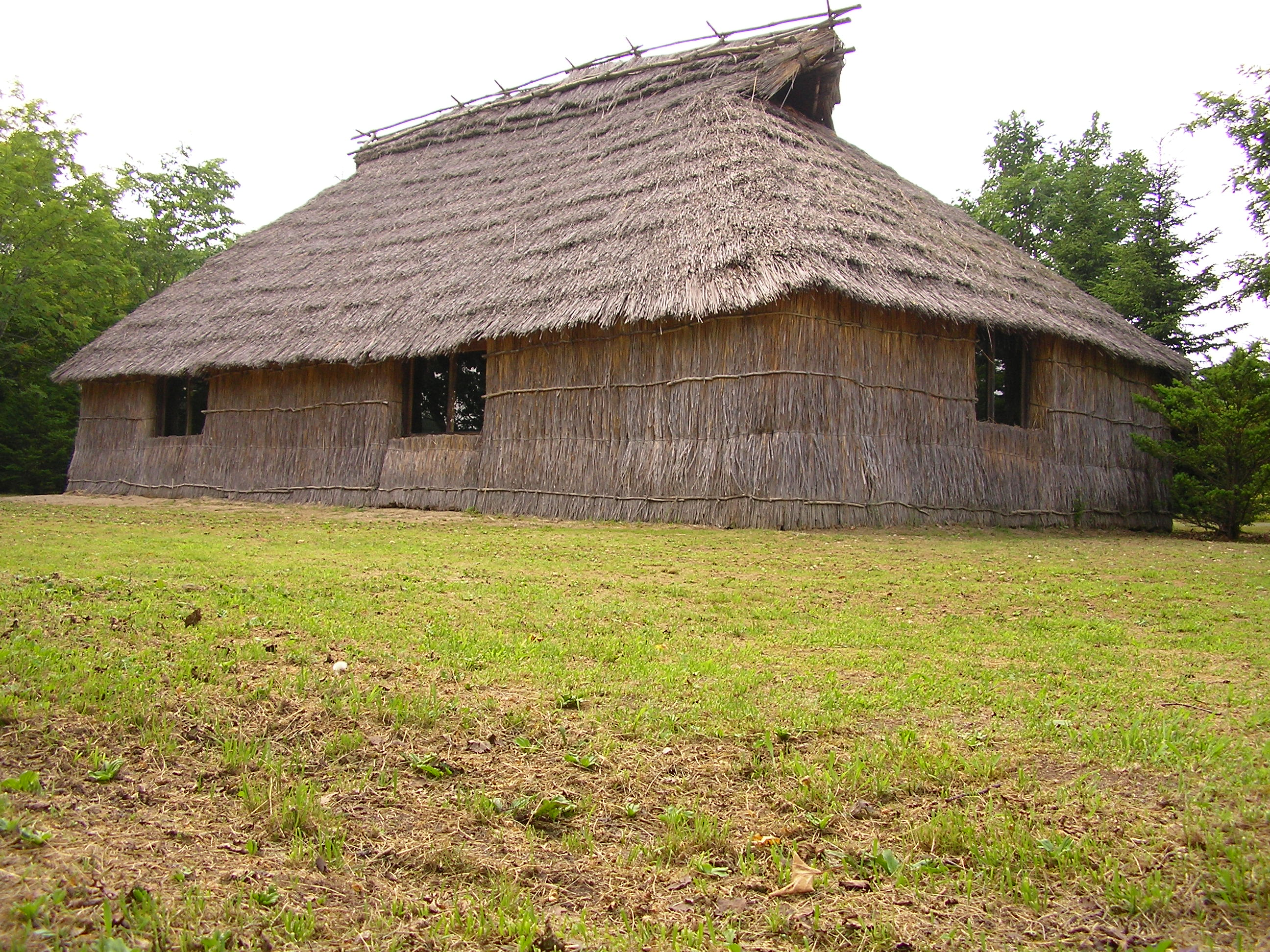
アイヌ住宅のチセ （二風谷）
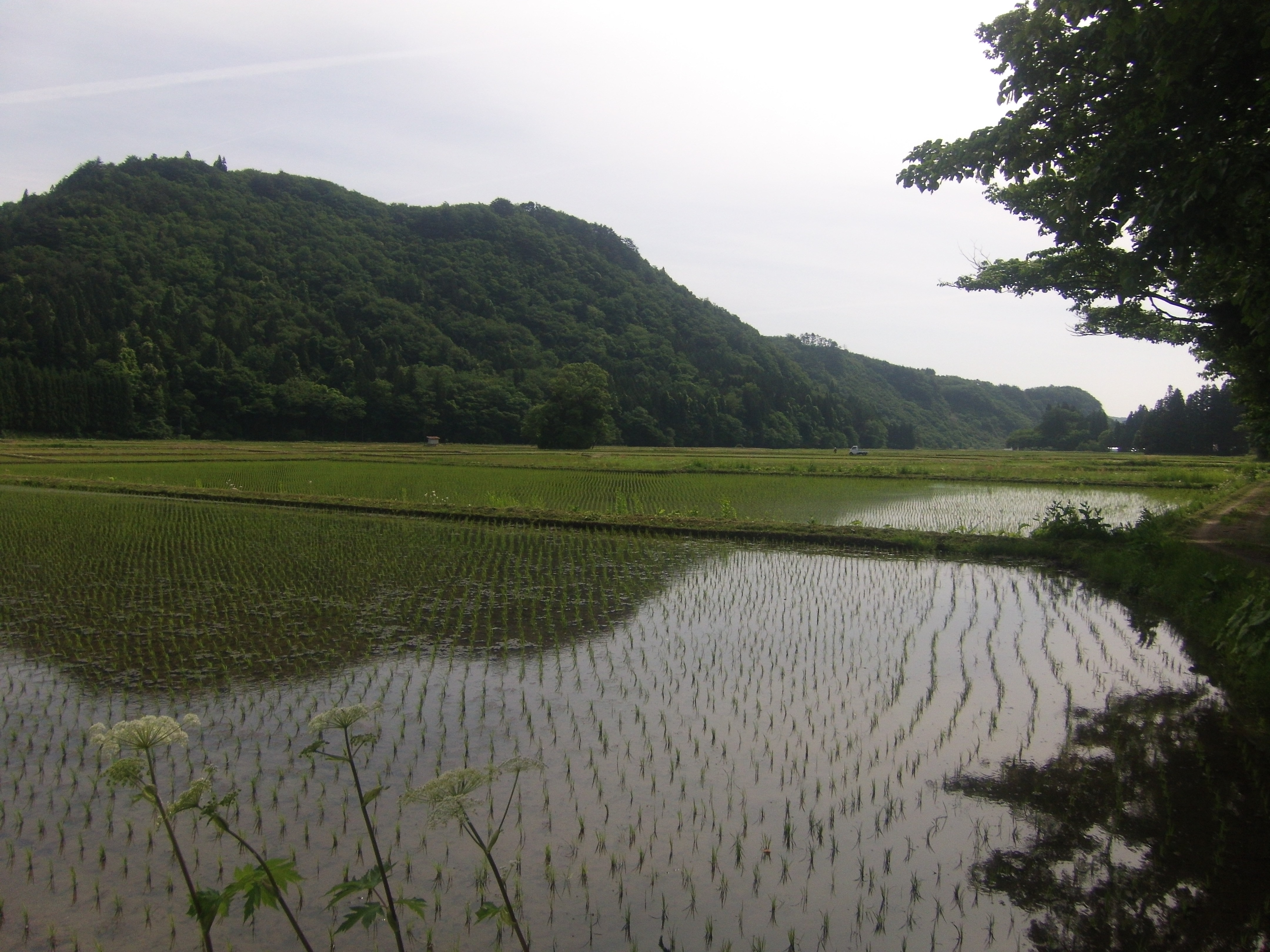
一関本寺の田園風景 （旧骨寺村荘園）
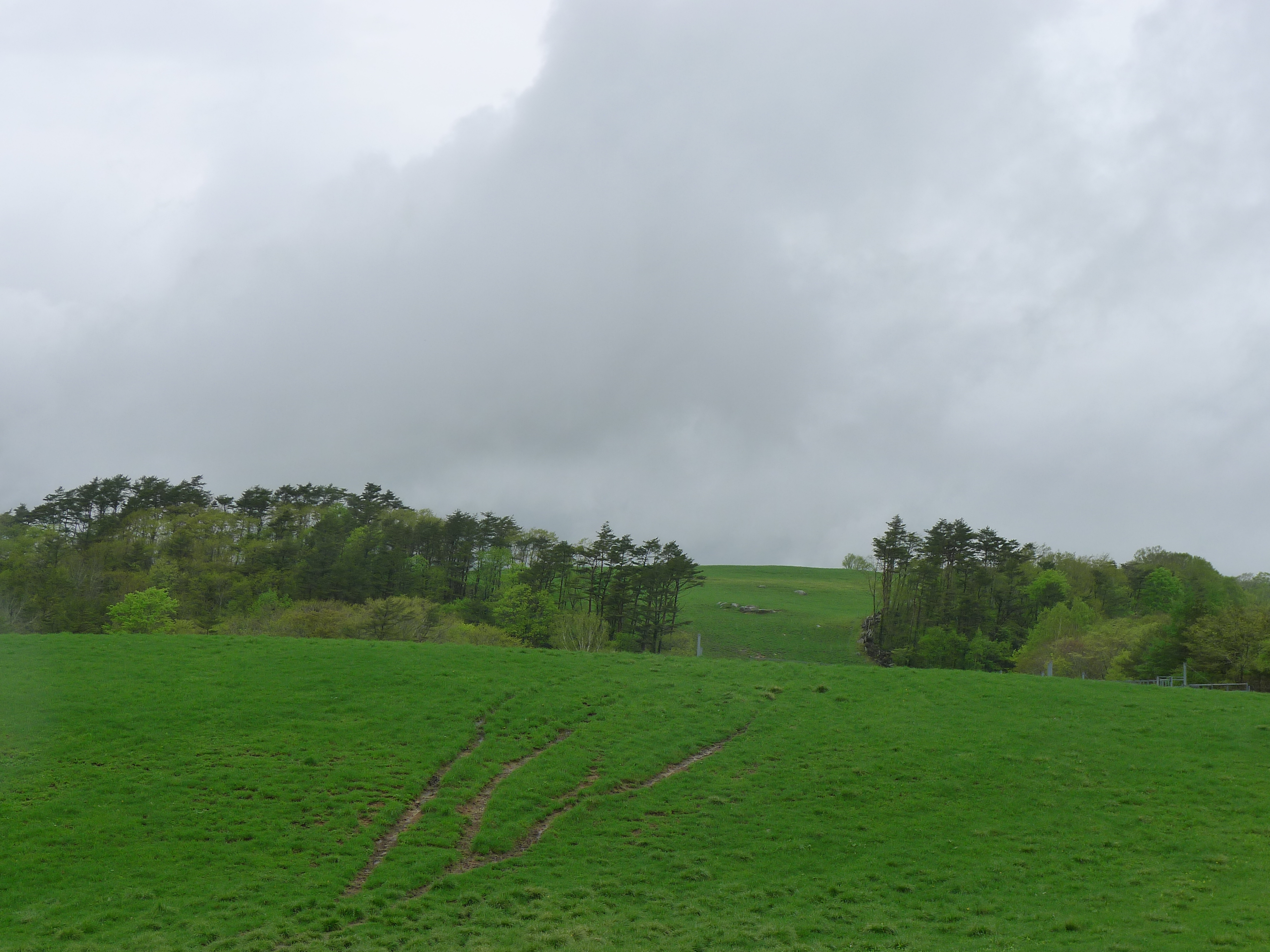
遠野／荒川高原牧場
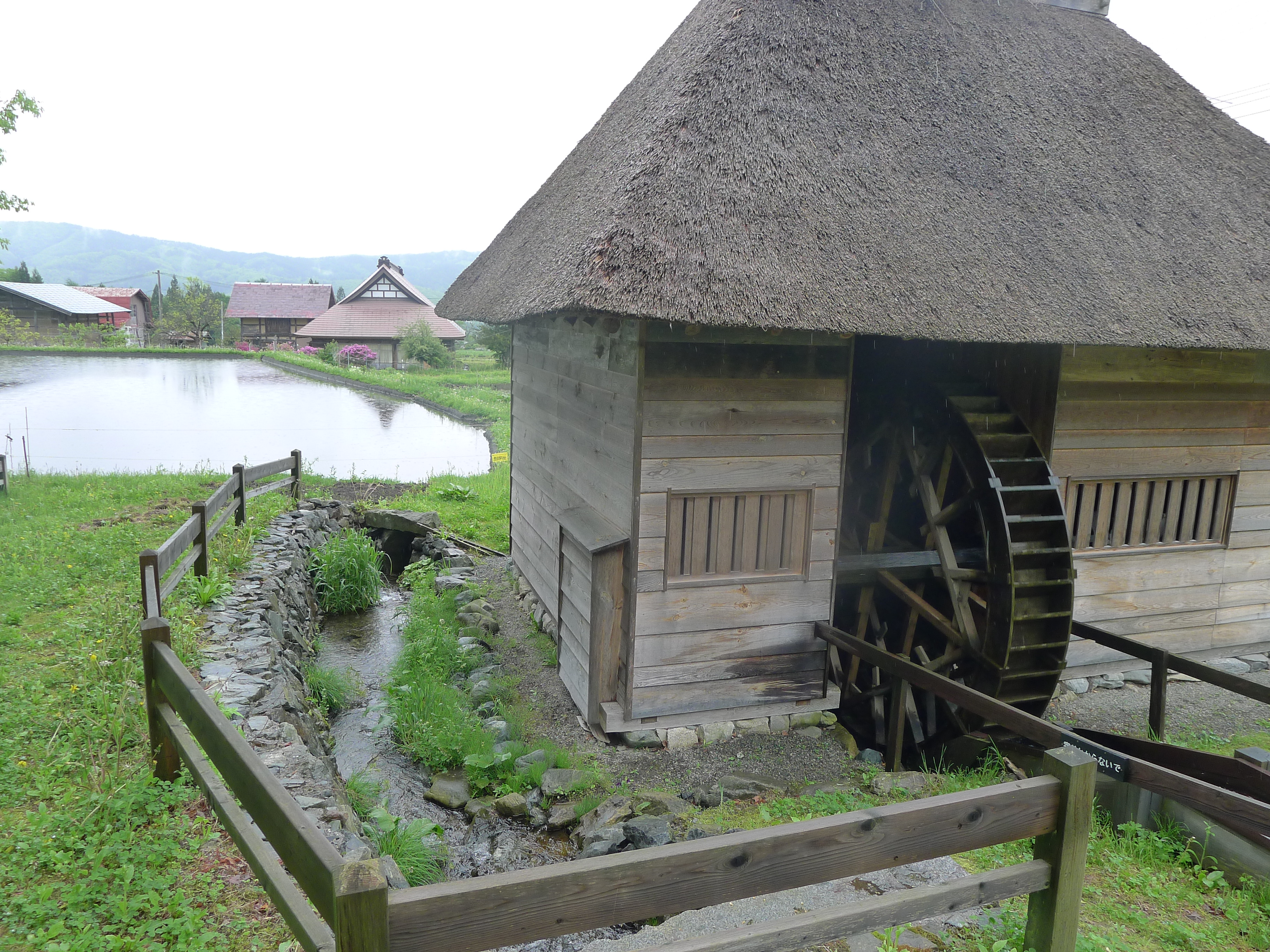
遠野／土淵山口集落
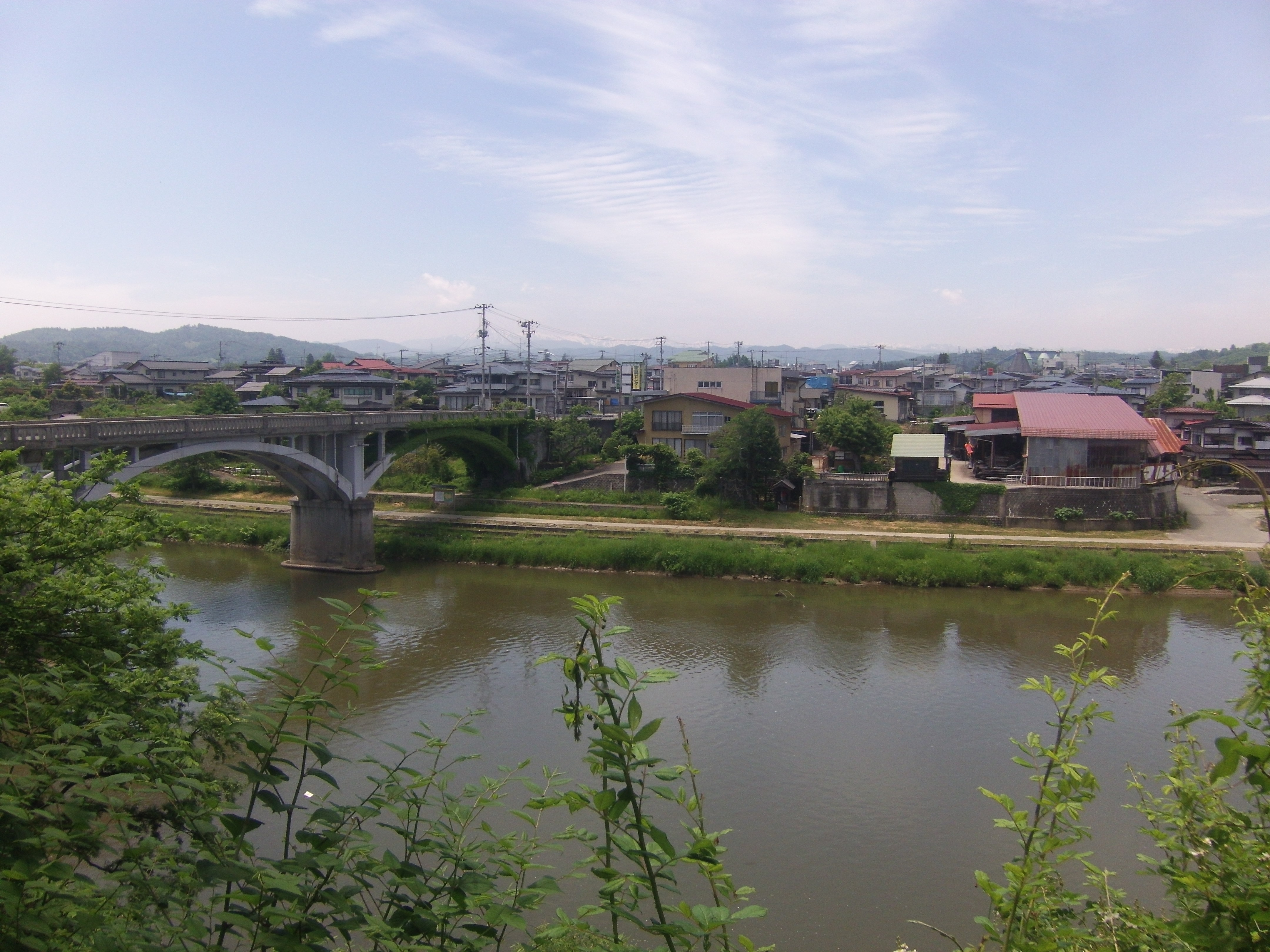
最上川に面した左沢町
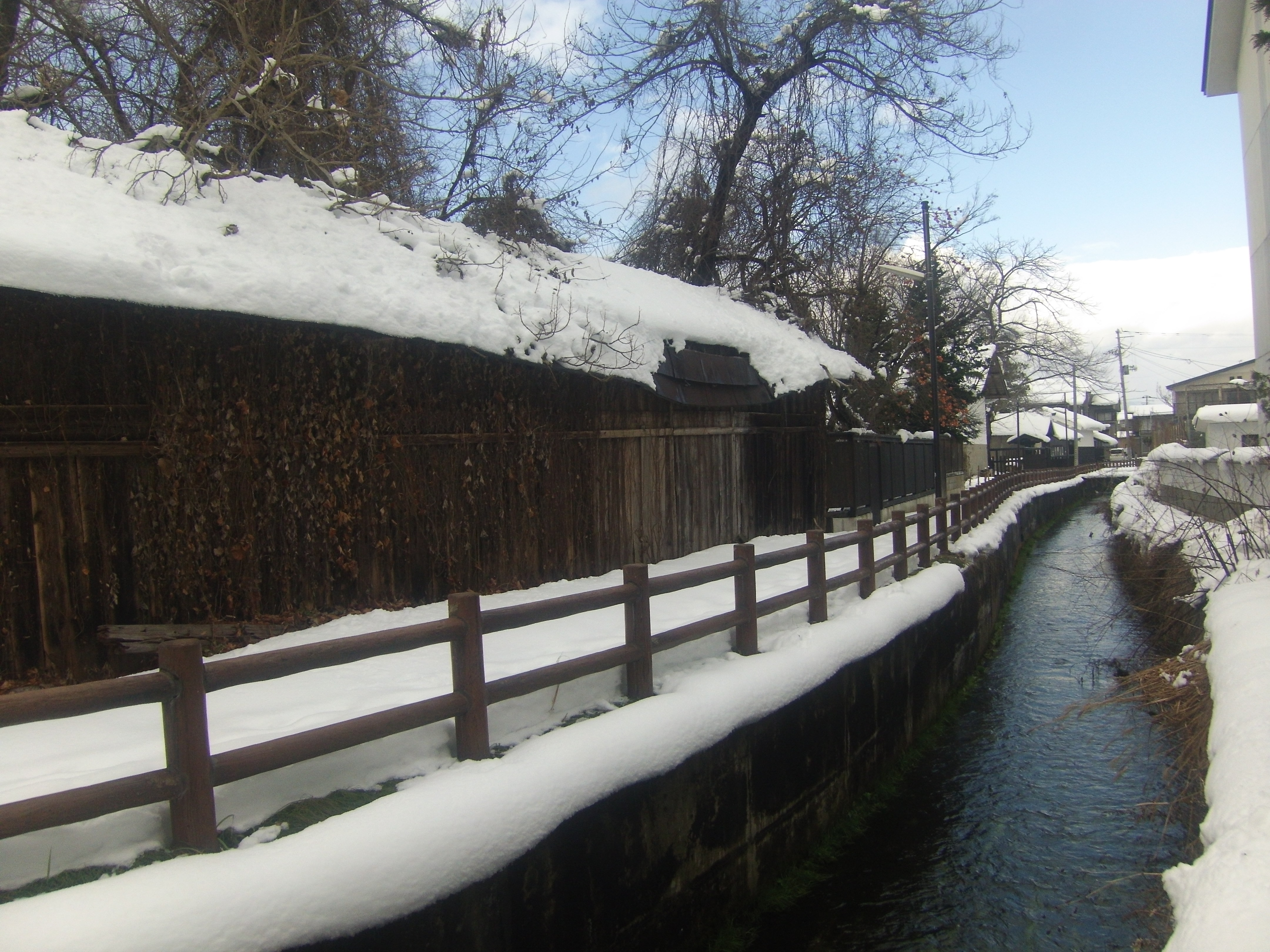
長井の水路

### 関東地方
- 大谷の奇岩群と採石産業の文化的景観（栃木県宇都宮市） - 2024年10月11日選定
- 利根川・渡良瀬川合流域の水場景観（群馬県邑楽郡板倉町） - 2011年9月21日選定
- 葛飾柴又の文化的景観（東京都葛飾区） - 2018年2月13日選定

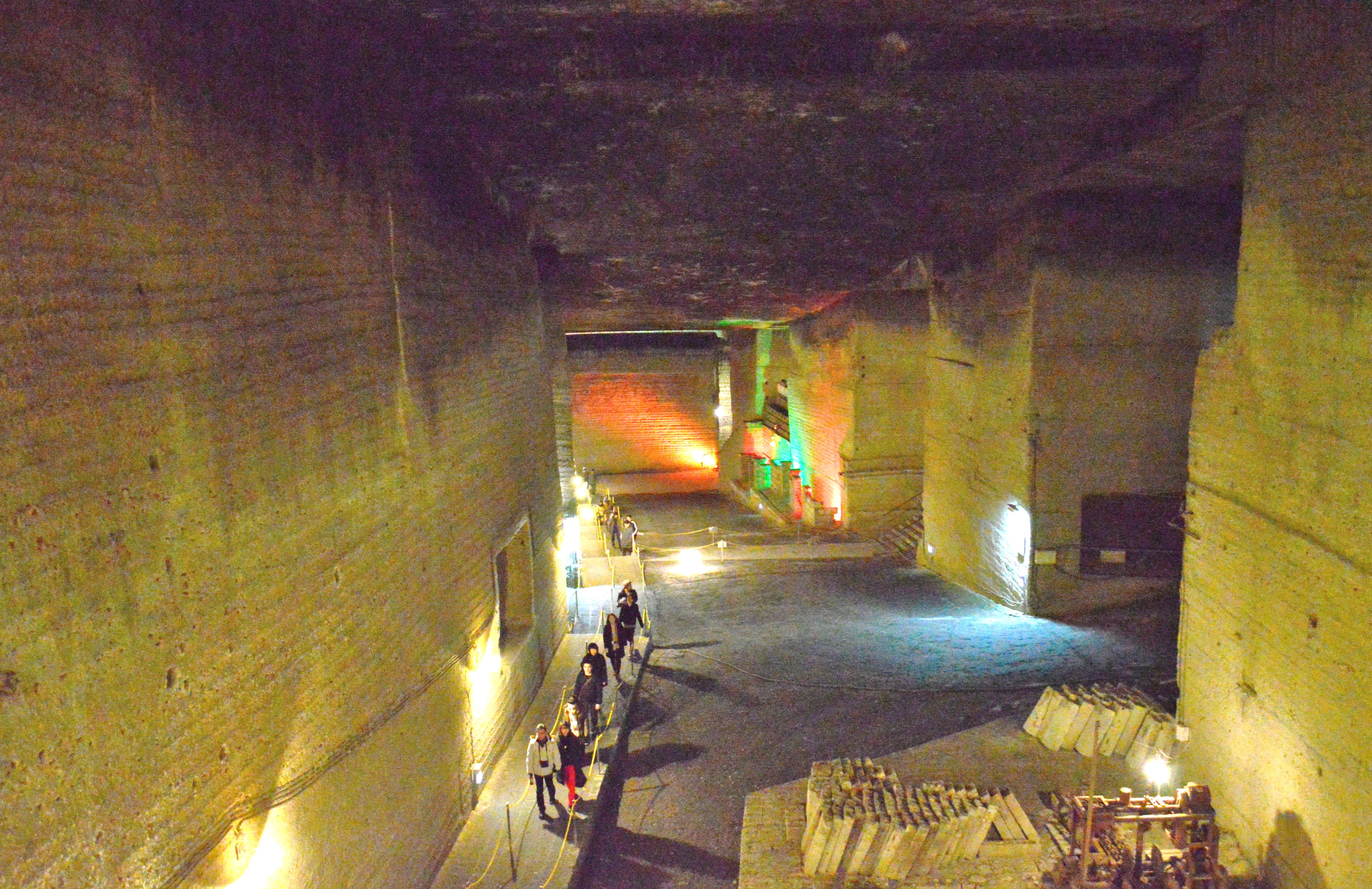
大谷石採石場
板倉町の水場景観
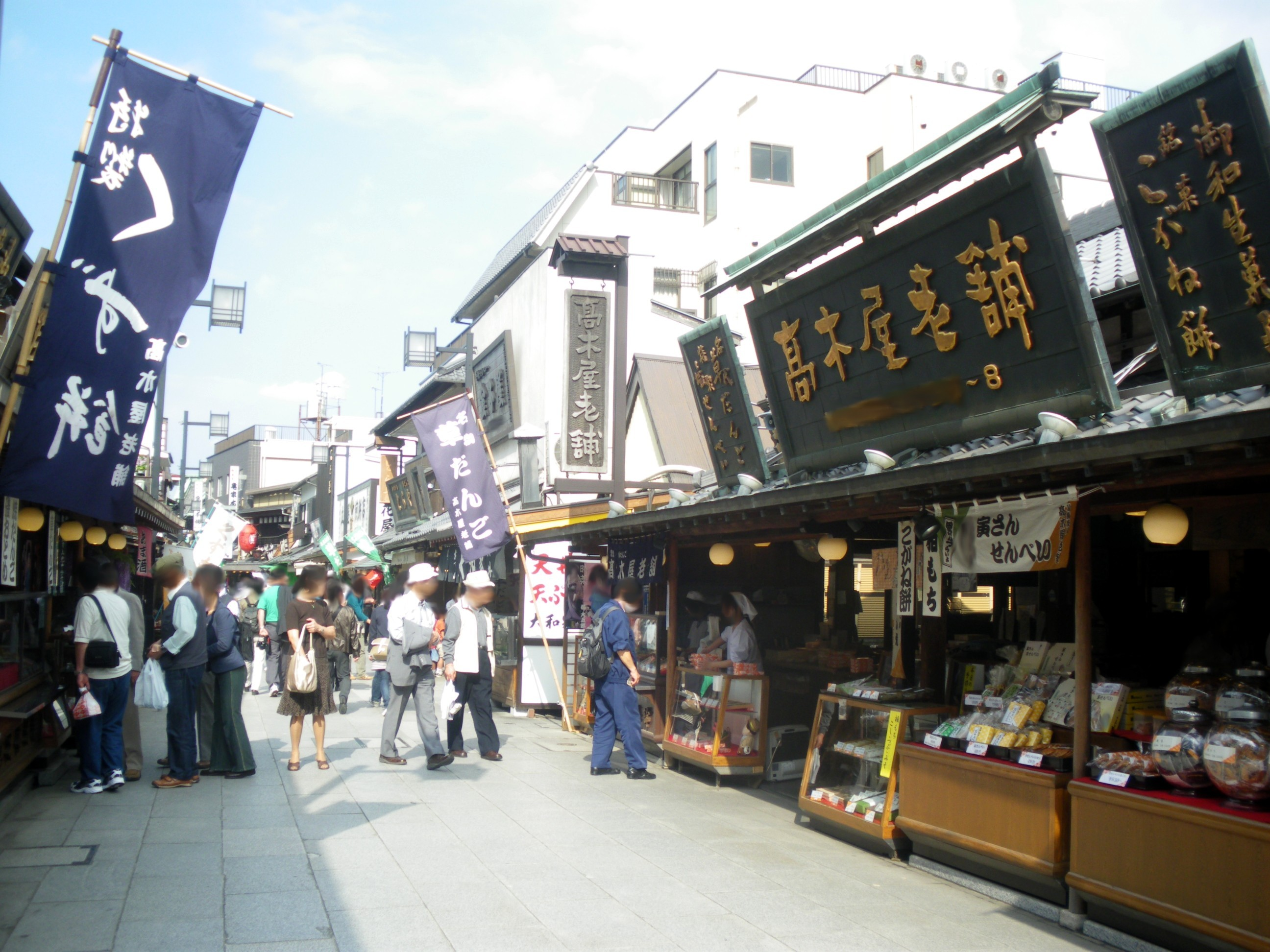
柴又帝釈天参道

### 中部地方
- 佐渡西三川の砂金山由来の農山村景観（新潟県佐渡市） - 2011年9月21日選定、2023年9月28日追加選定
- 佐渡相川の鉱山及び鉱山町の文化的景観（新潟県佐渡市） - 2015年10月7日選定
- 金沢の文化的景観 城下町の伝統と文化（石川県金沢市） - 2010年2月22日選定
- 大沢・上大沢の間垣集落景観（石川県輪島市） - 2015年10月7日選定
- 加賀海岸地域の海岸砂防林および集落の文化的景観（石川県加賀市） - 2021年3月26日選定
- 越前海岸の水仙畑 下岬の文化的景観（福井県福井市） - 2021年3月26日選定
- 越前海岸の水仙畑 上岬の文化的景観（福井県丹生郡越前町） - 2021年3月26日選定
- 越前海岸の水仙畑 糠の文化的景観（福井県南条郡南越前町） - 2021年3月26日選定
- 小菅の里及び小菅山の文化的景観（長野県飯山市） - 2015年1月26日選定
- 姨捨の棚田（長野県千曲市） - 2010年2月22日選定
- 長良川中流域における岐阜の文化的景観（岐阜県岐阜市） - 2014年3月18日選定

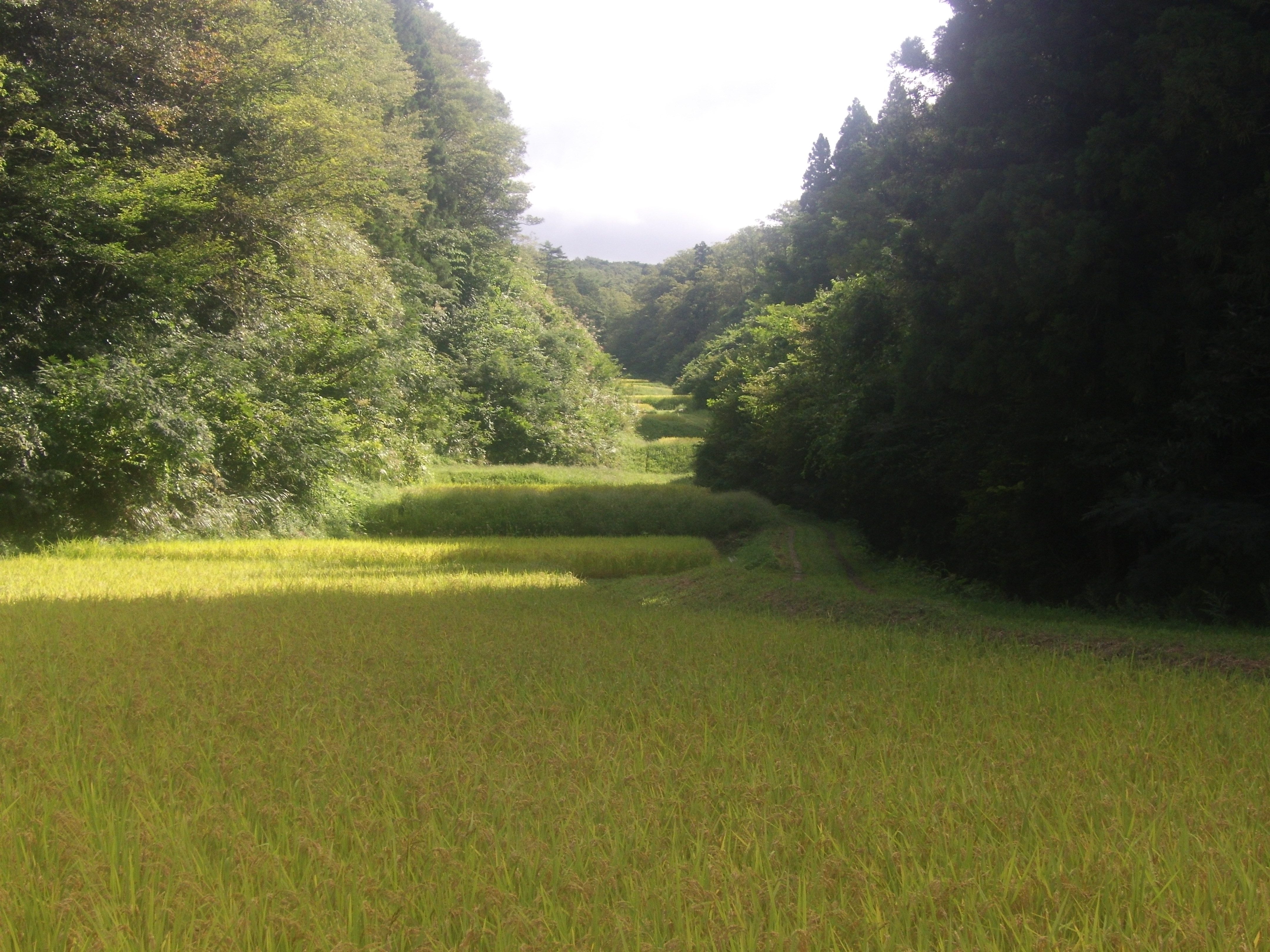
佐渡／西三川砂金山由来の棚田
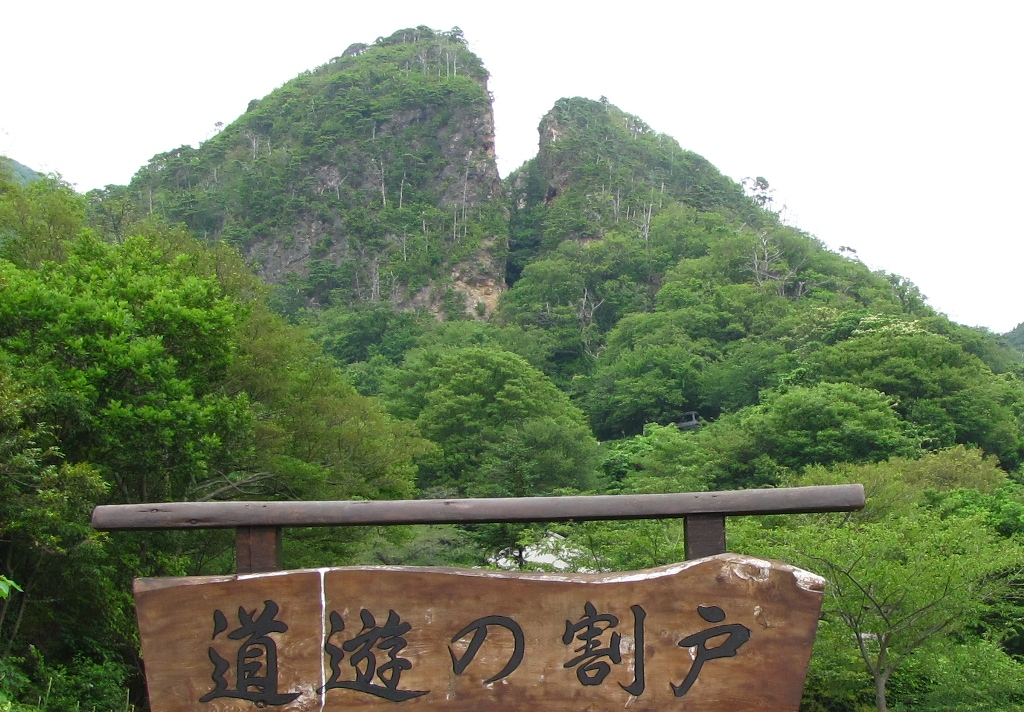
佐渡／相川の鉱山跡
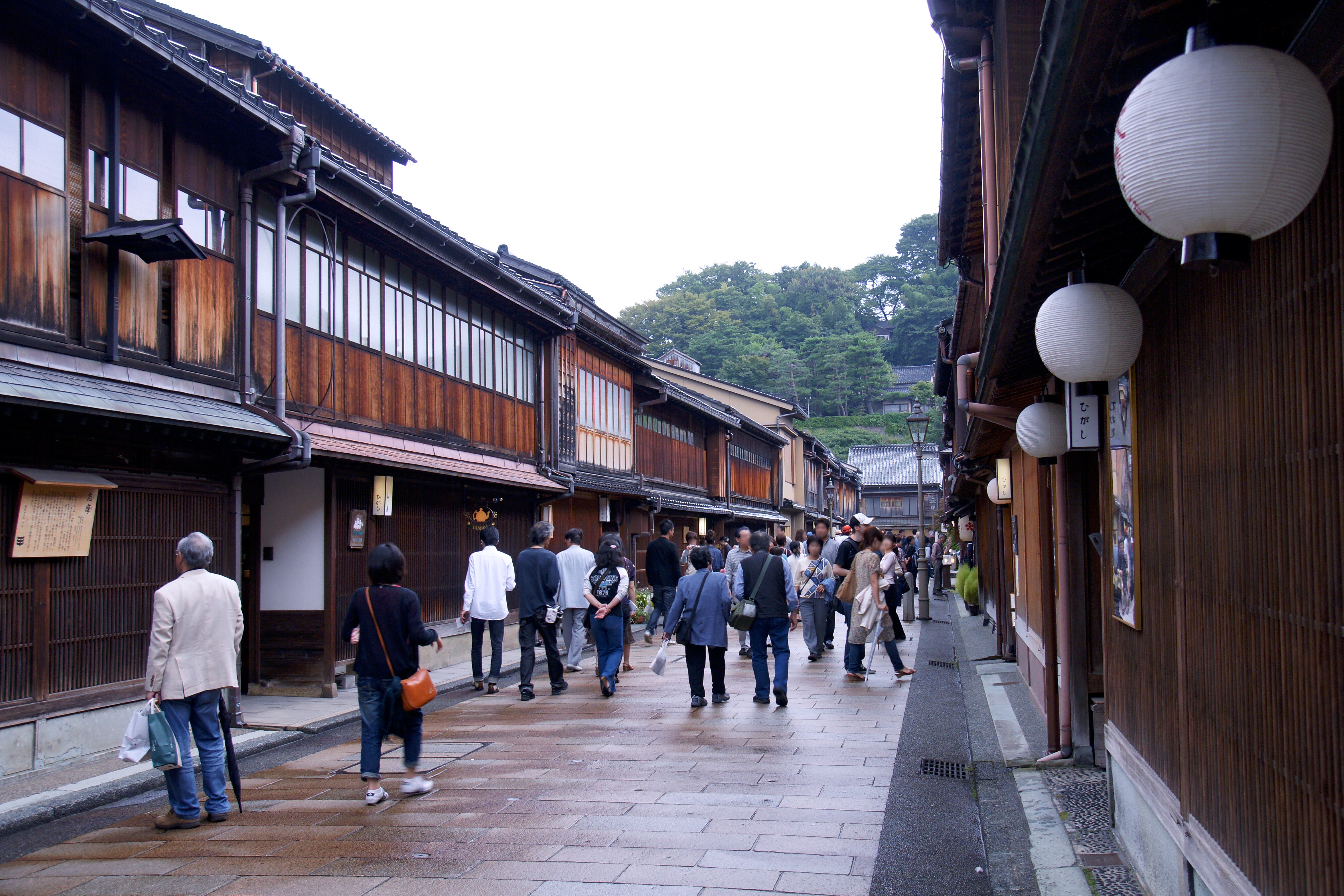
東山ひがし（金沢）
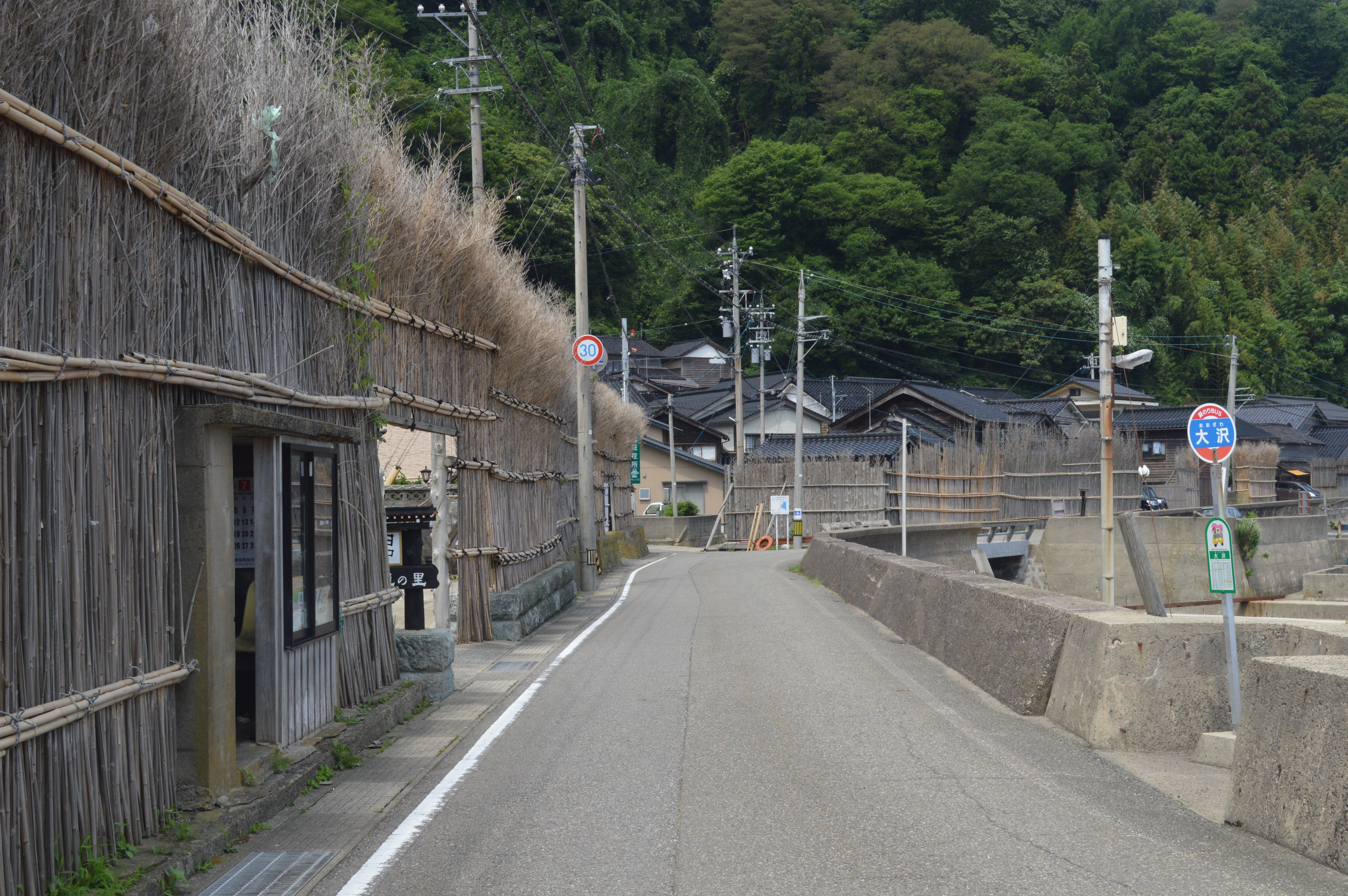
大沢の間垣
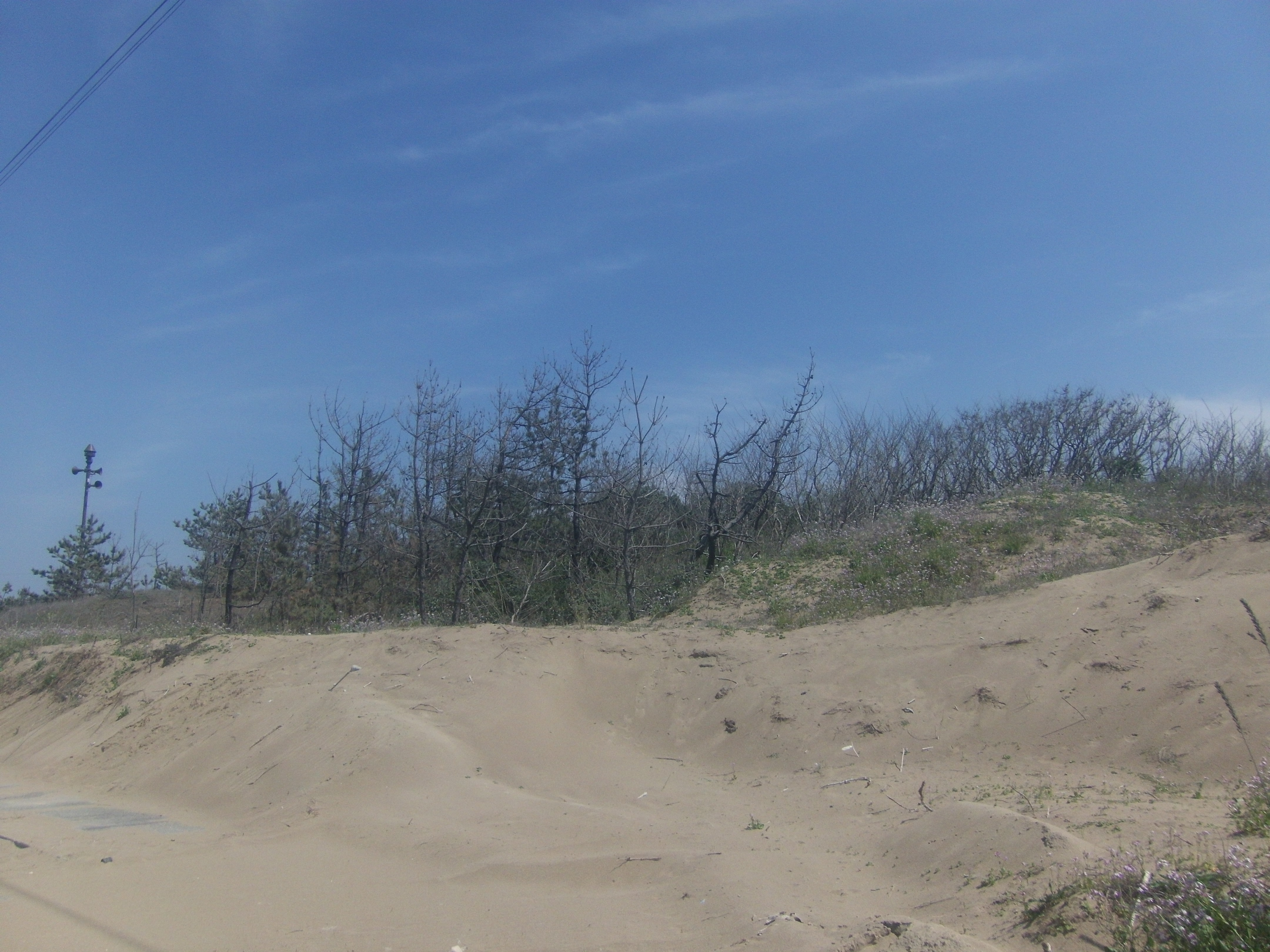
加賀海岸の砂防林
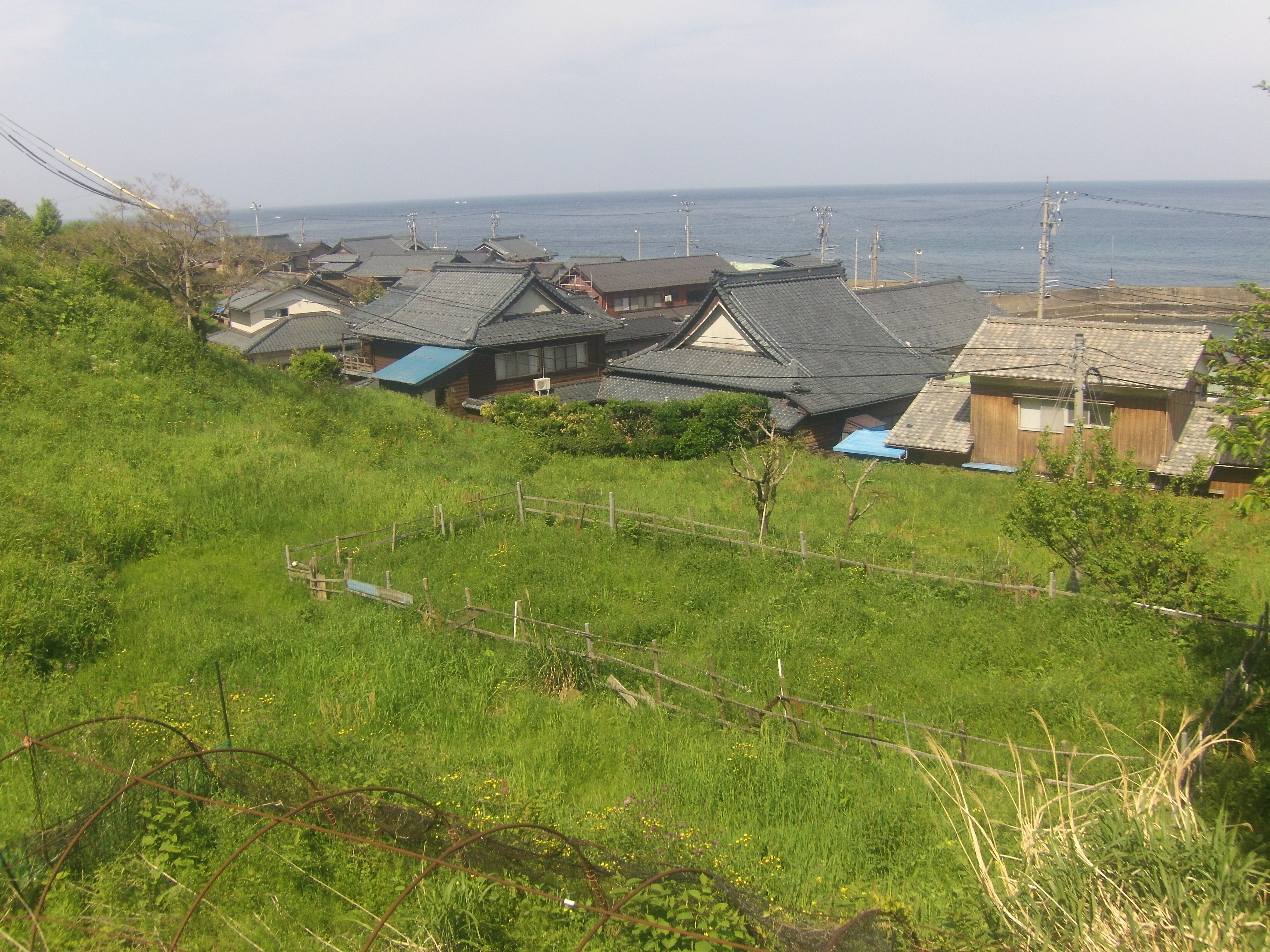
越前海岸の水仙畑 （下岬）※非開花期
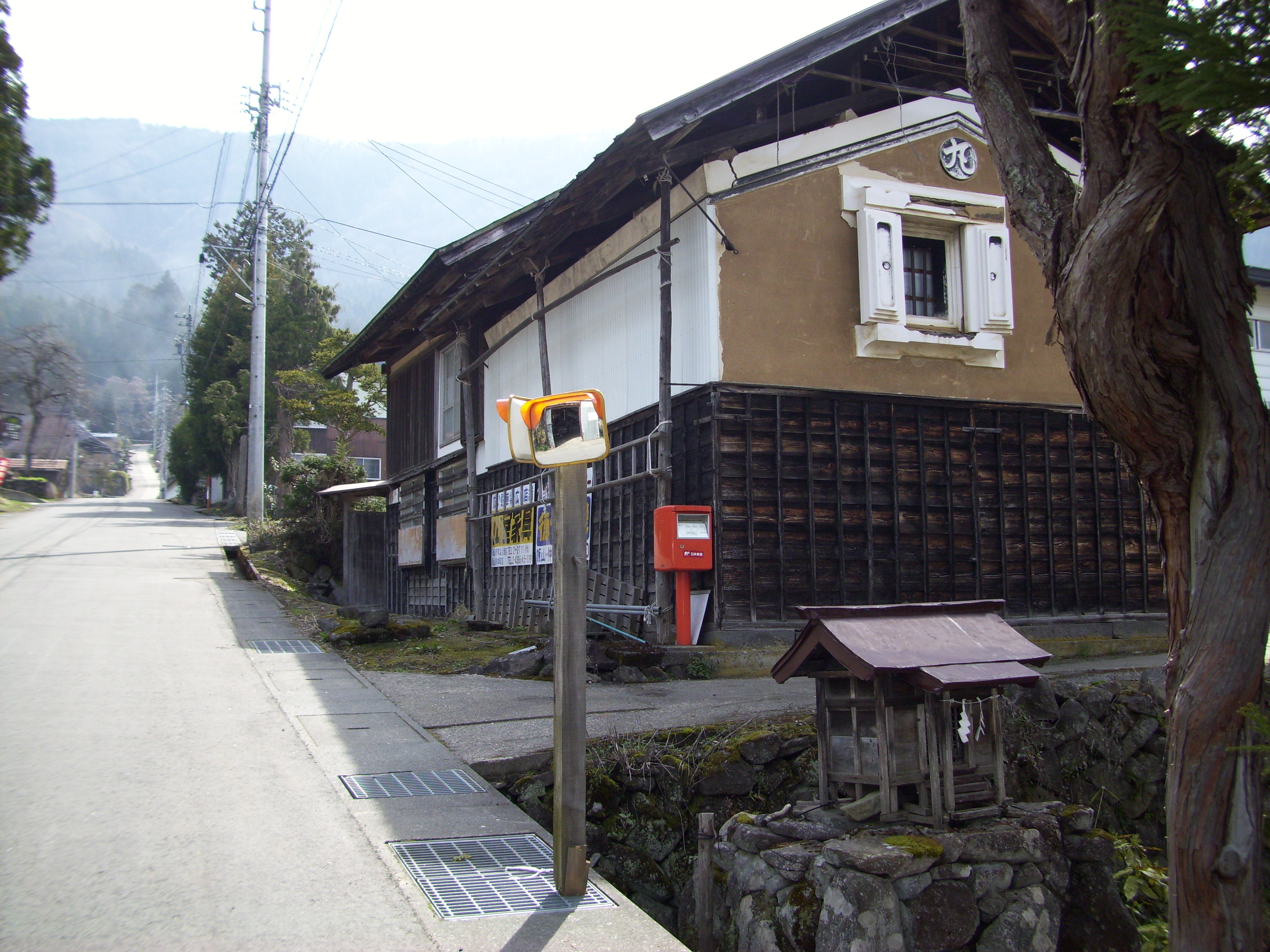
小菅集落
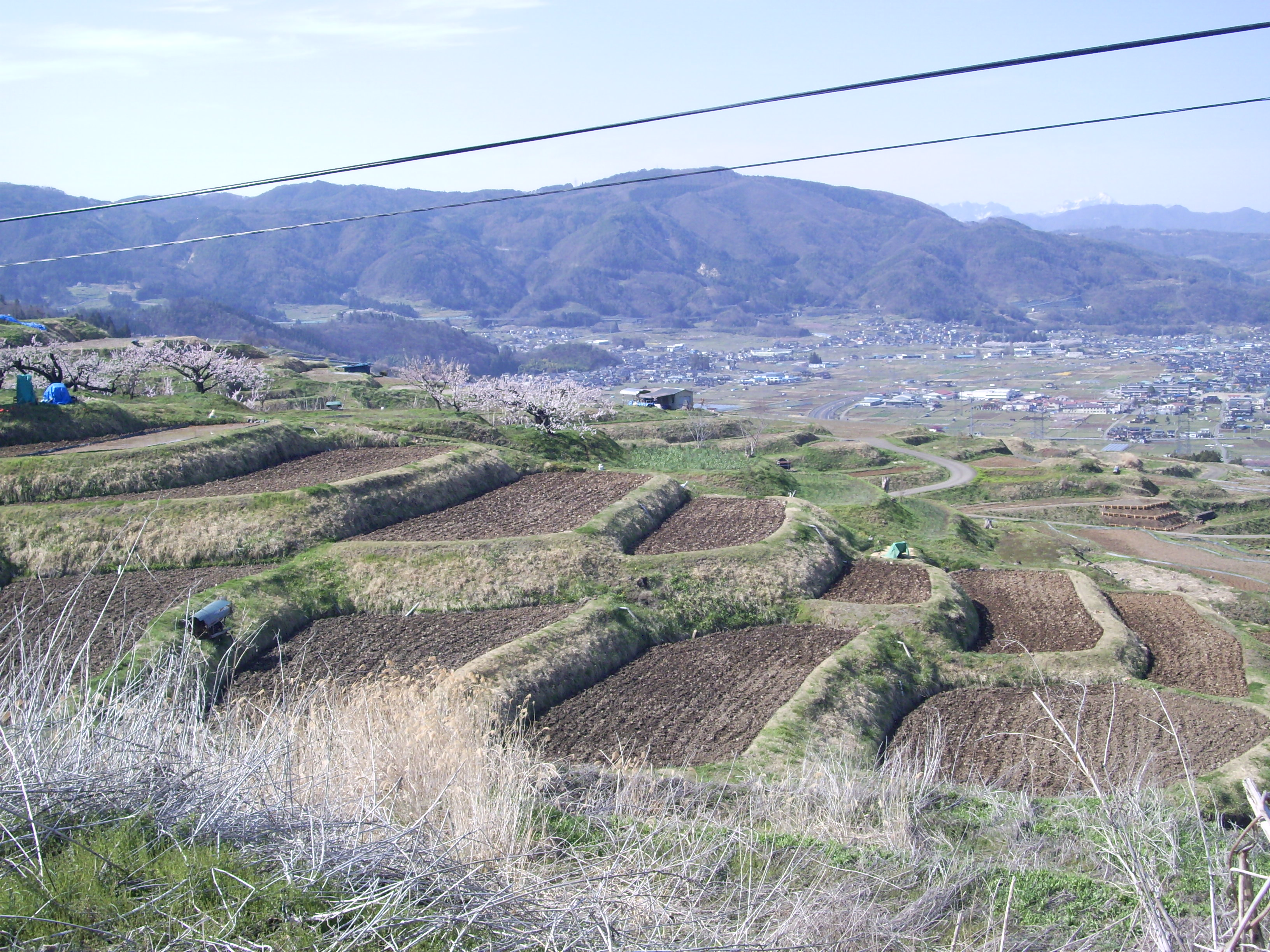
姨捨の棚田
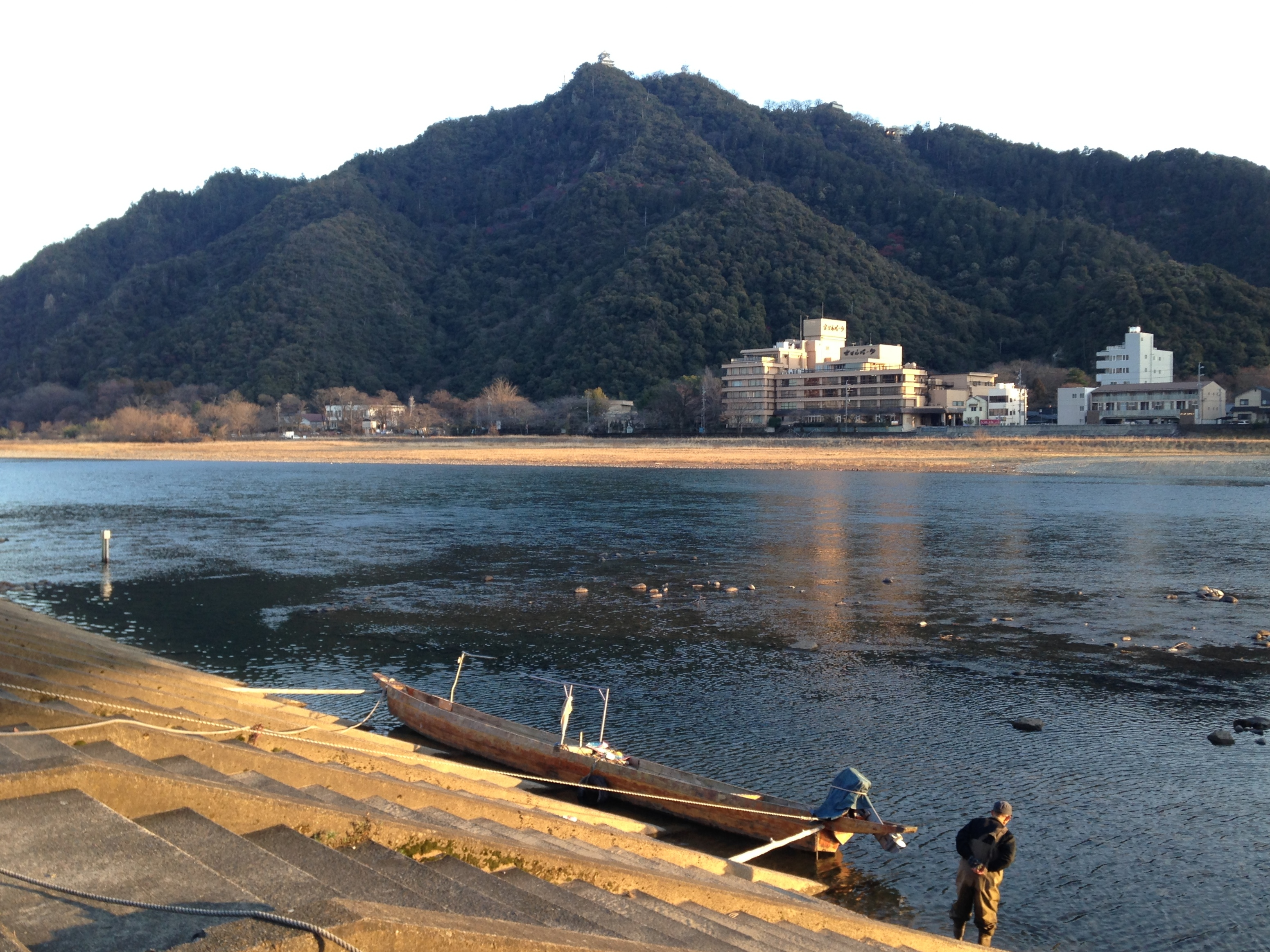
長良川

### 近畿地方
- 近江八幡の水郷（滋賀県近江八幡市） - 2006年1月26日選定
- 高島市海津・西浜・知内の水辺景観（滋賀県高島市） - 2008年3月28日選定
- 高島市針江・霜降の水辺景観（滋賀県高島市） - 2010年8月5日選定
- 大溝の水辺景観（滋賀県高島市） - 2015年1月26日選定
- 東草野の山村景観（滋賀県米原市） - 2014年3月18日選定
- 菅浦の湖岸集落景観（滋賀県長浜市） - 2014年10月6日選定
- 伊庭内湖の農村景観（滋賀県東近江市） - 2018年10月15日選定
- 京都岡崎の文化的景観（京都府京都市） - 2015年10月7日選定
- 宇治の文化的景観（京都府宇治市） - 2009年2月12日選定
- 宮津天橋立の文化的景観（京都府宮津市） - 2014年3月18日選定
- 日根荘大木の農村景観（大阪府泉佐野市） - 2013年10月17日選定
- 生野鉱山及び鉱山町の文化的景観（兵庫県朝来市） - 2014年3月18日選定
- 奥飛鳥の文化的景観（奈良県高市郡明日香村） - 2011年9月21日選定
- 蘭島及び三田・清水の農山村景観（和歌山県有田郡有田川町） - 2013年10月17日選定

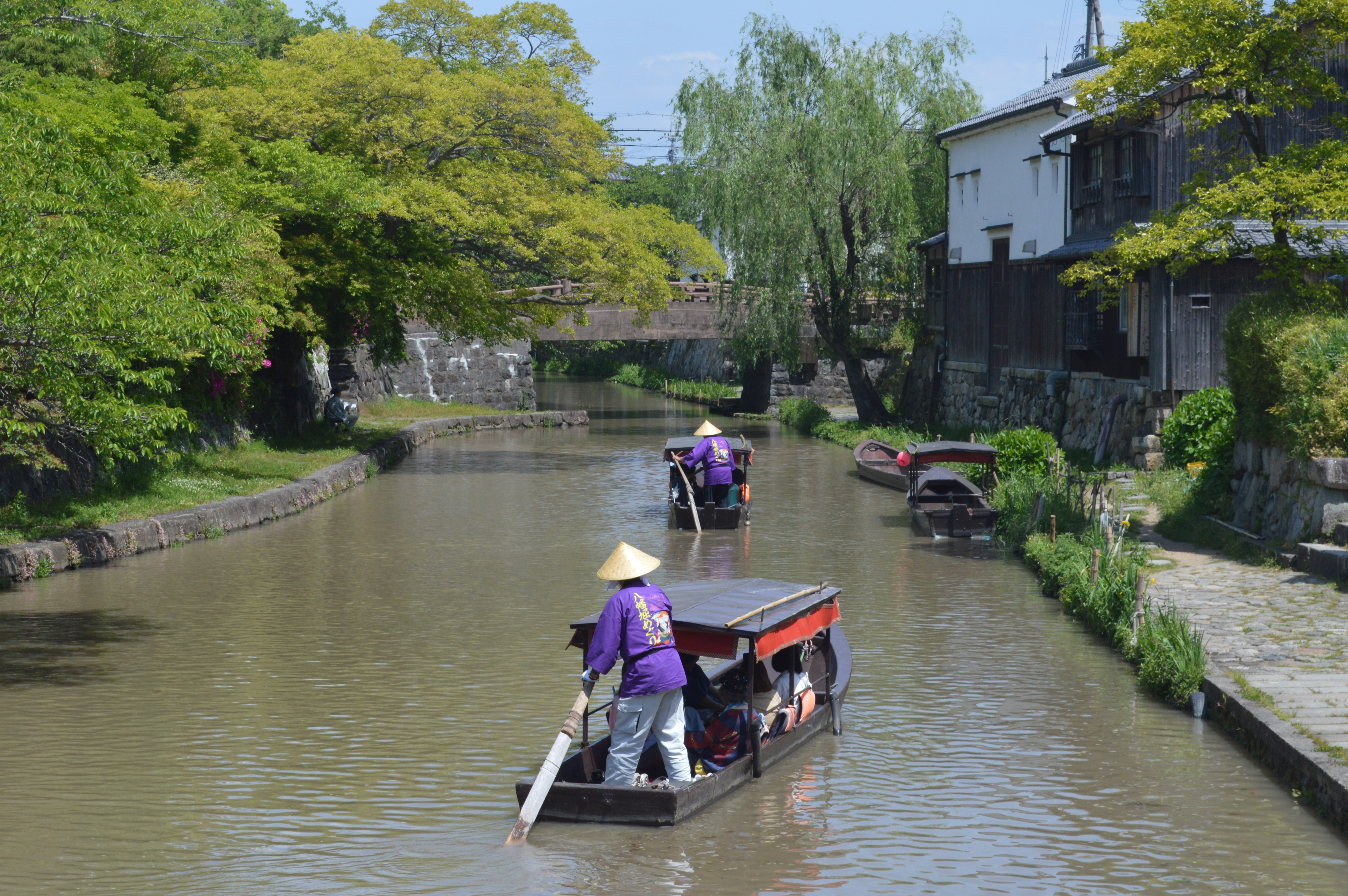
近江八幡の八幡堀
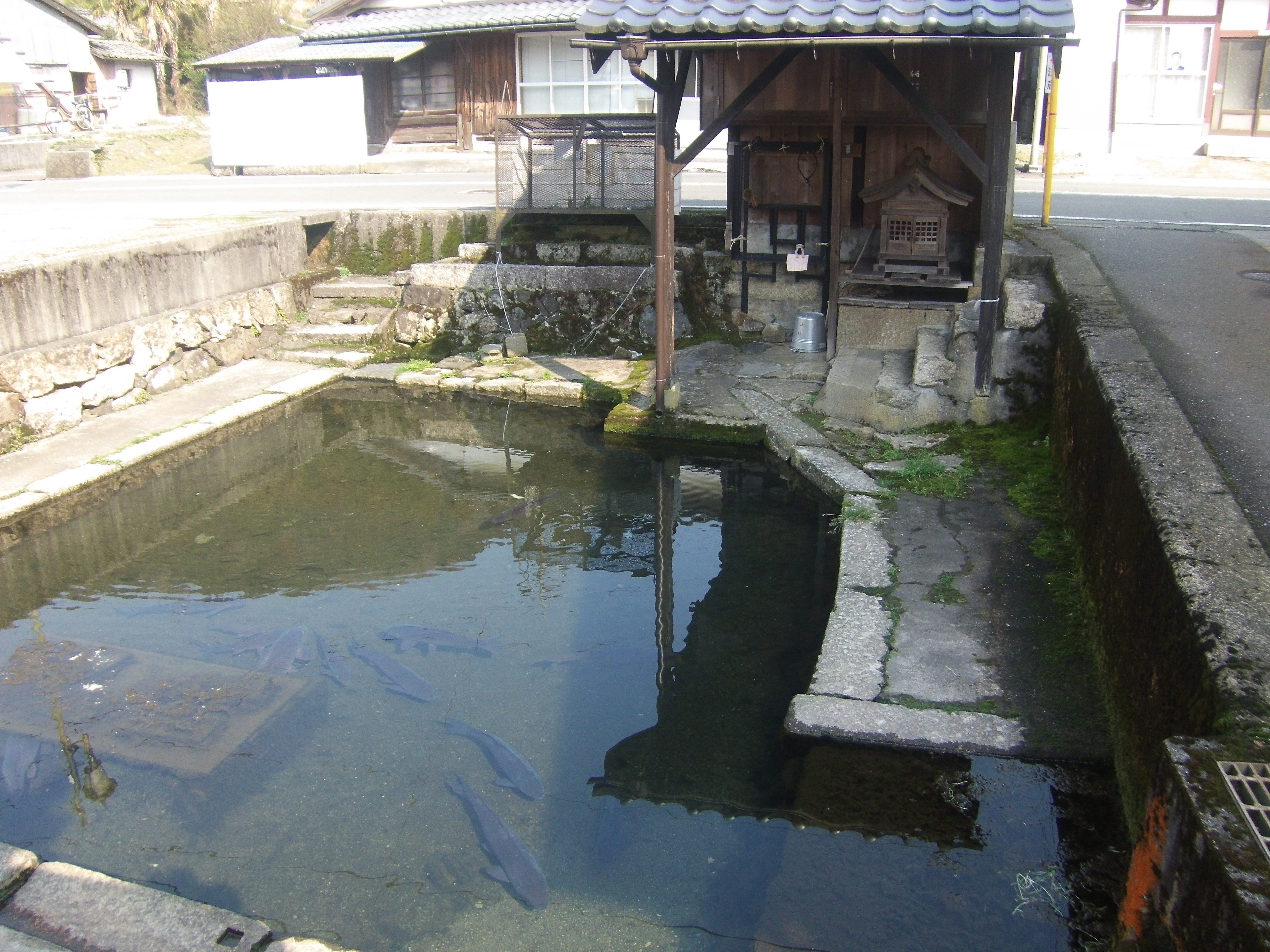
海津・西浜・知内
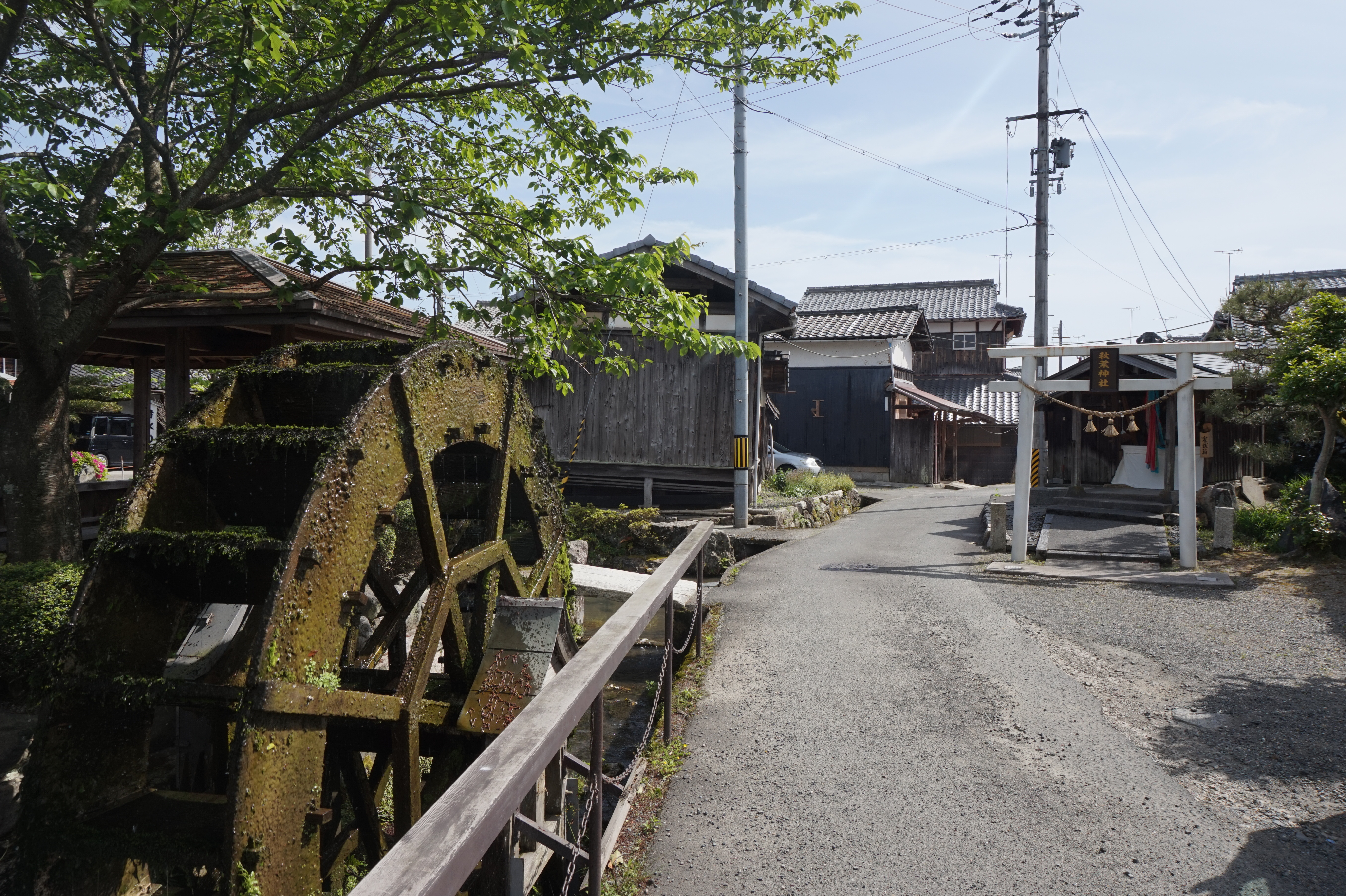
針江
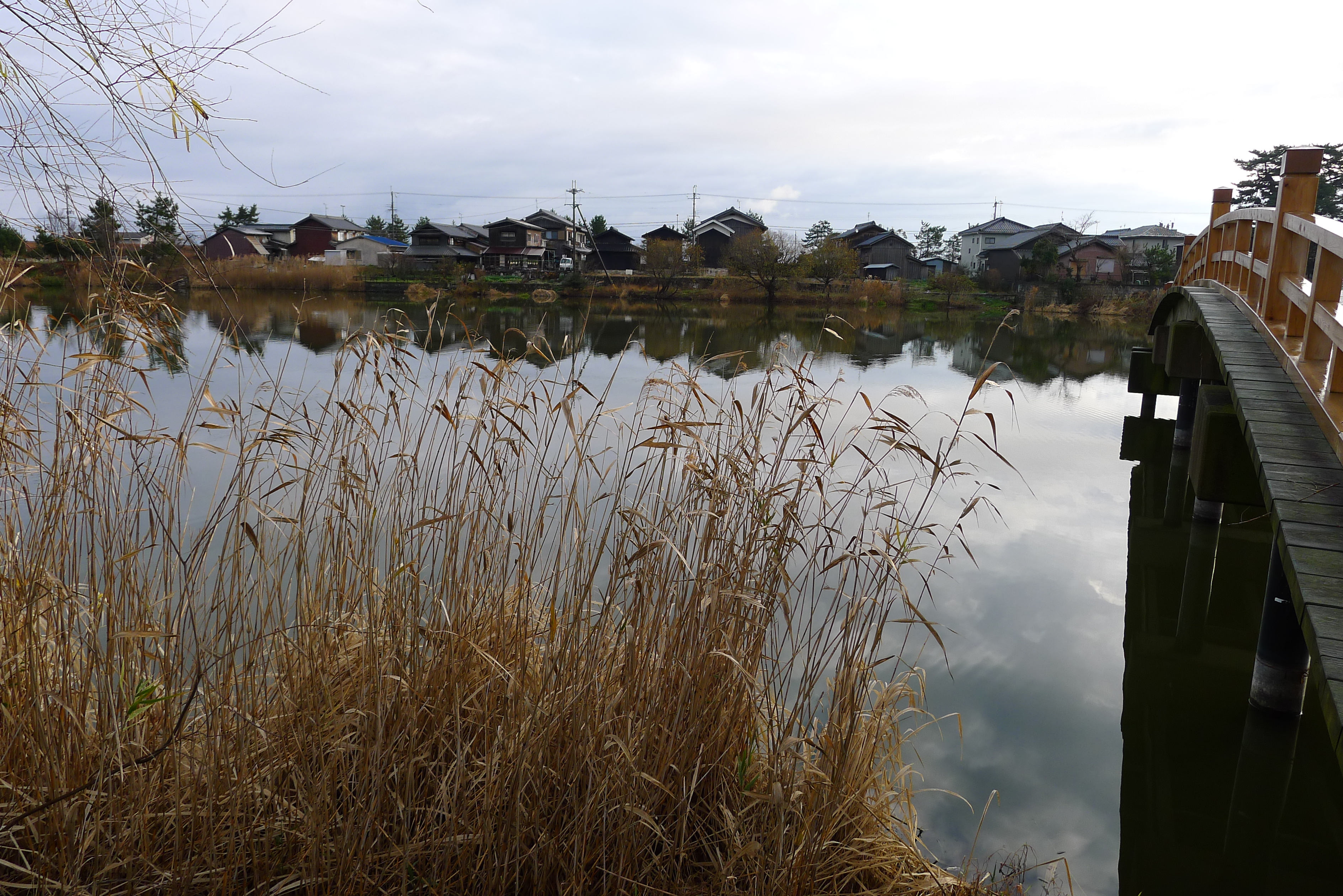
大溝
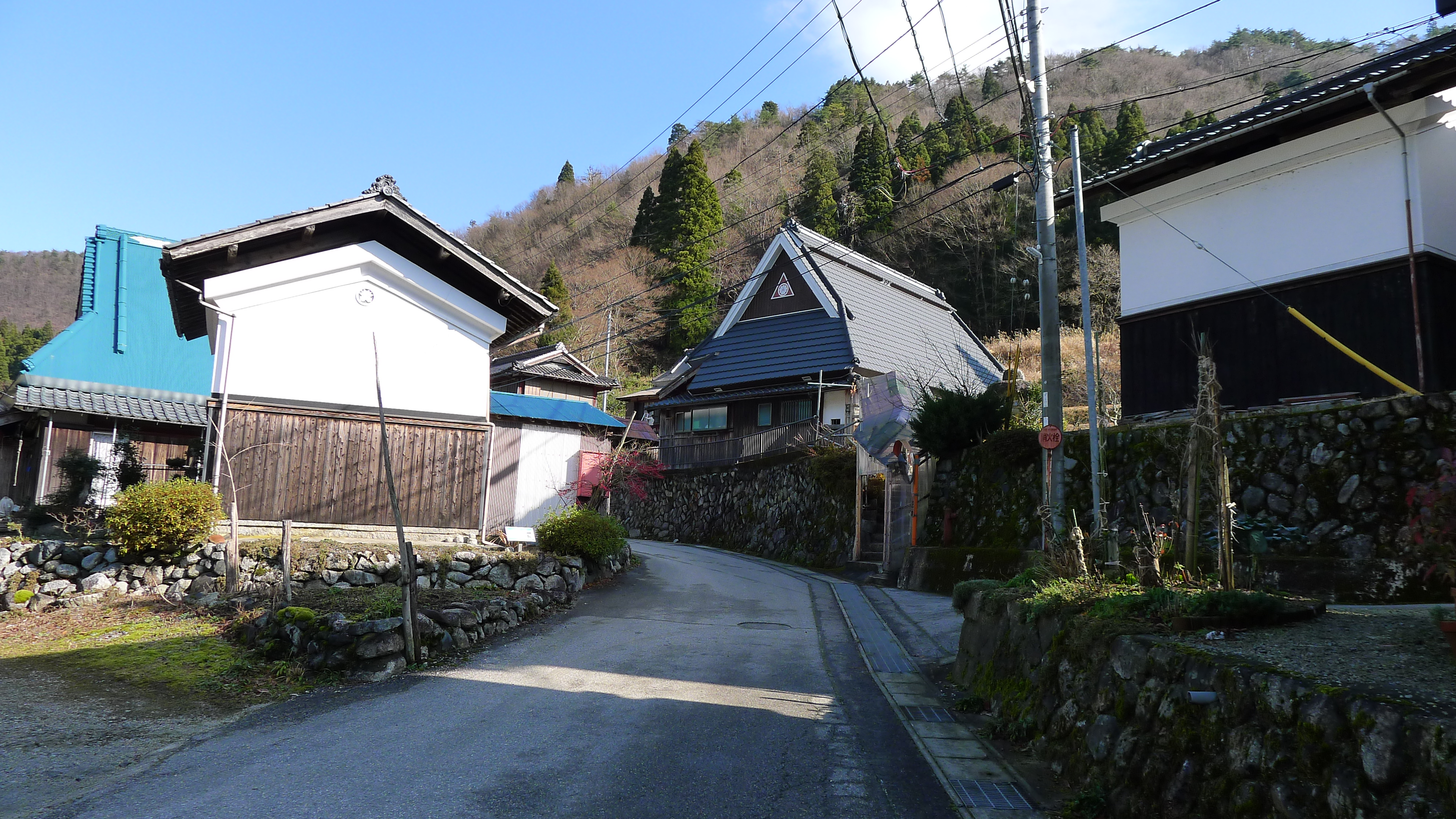
東草野（曲谷地区）
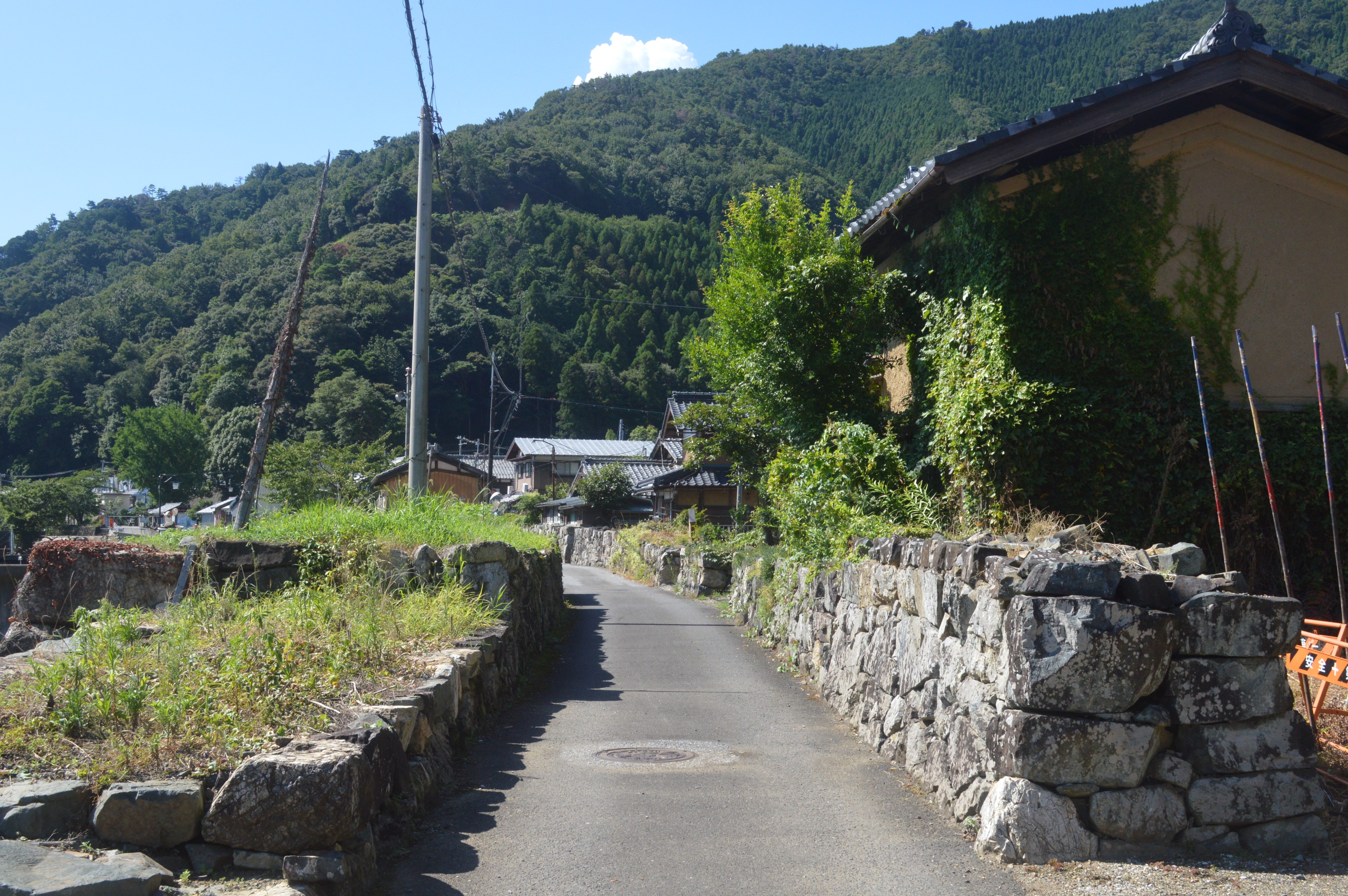
菅浦集落
伊庭内湖
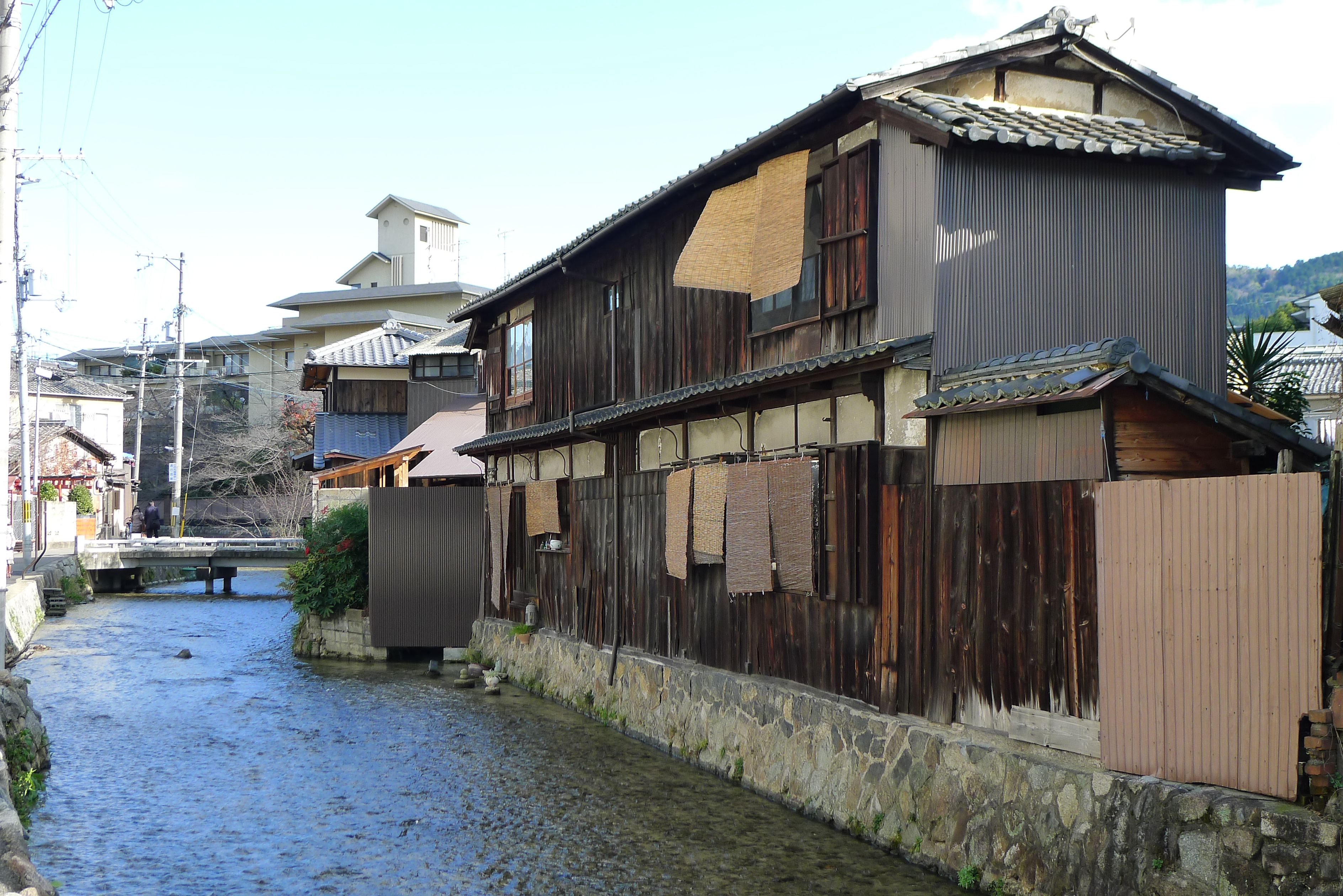
岡崎（京都）
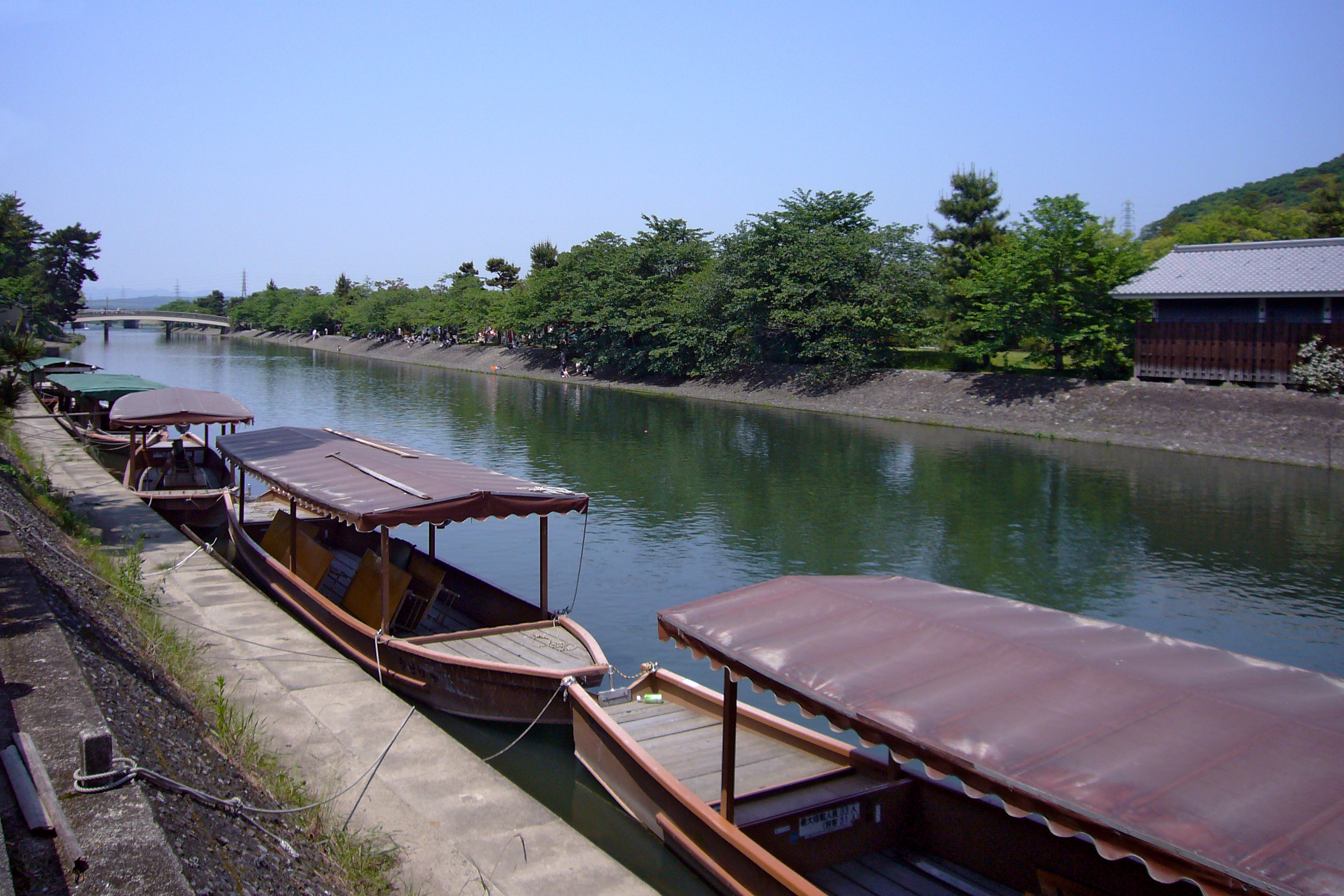
宇治
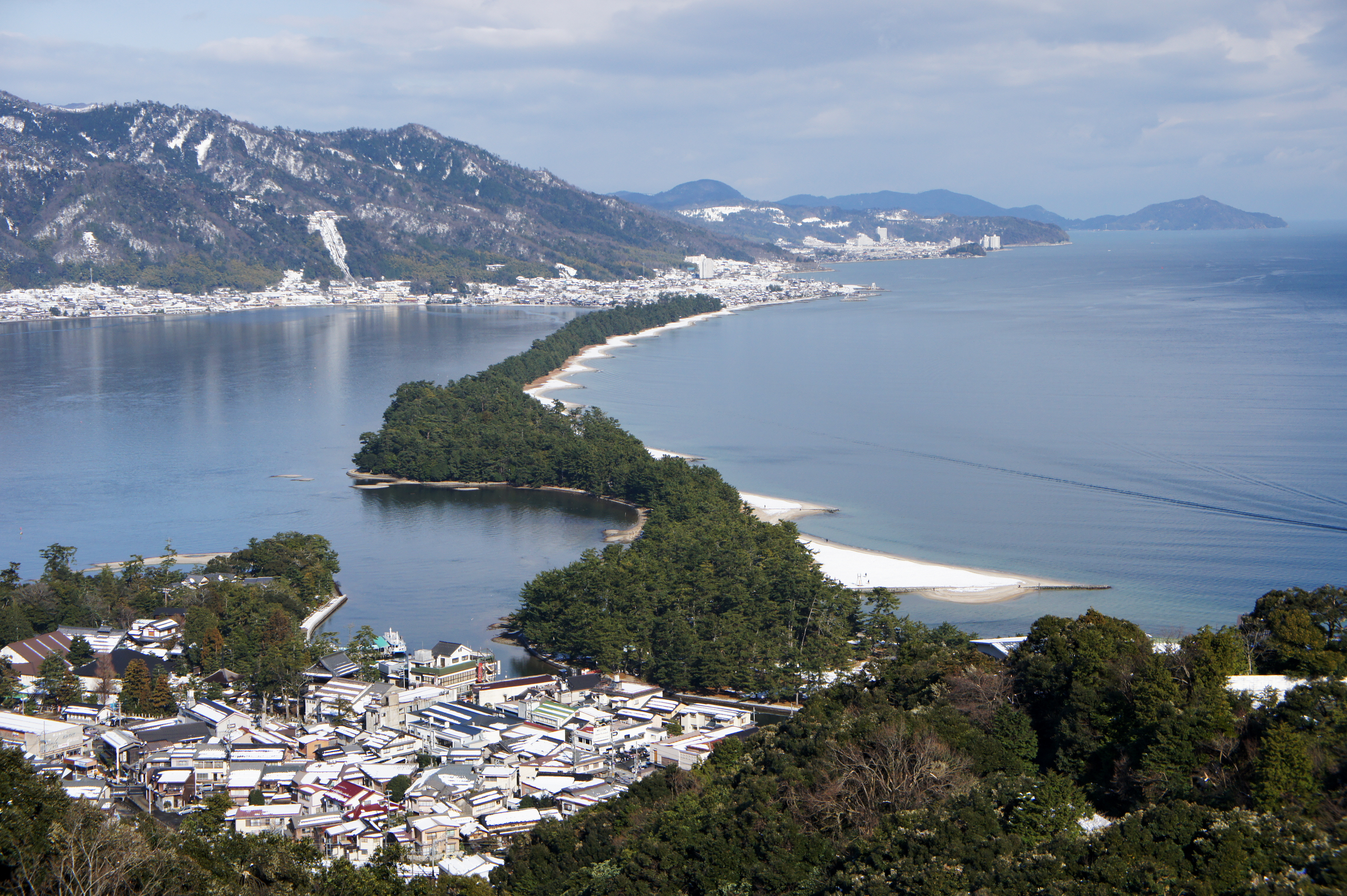
天橋立
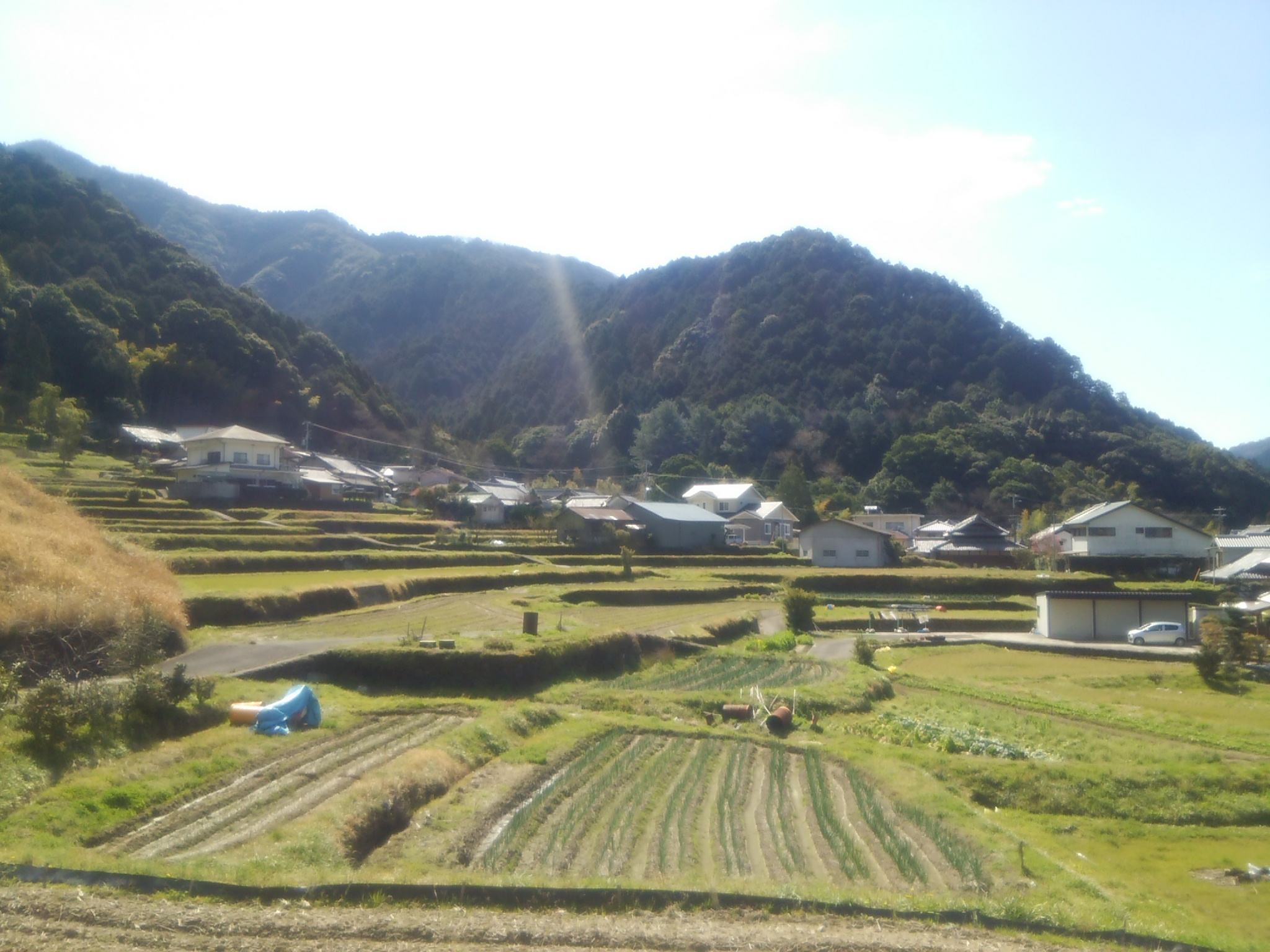
日根荘大木
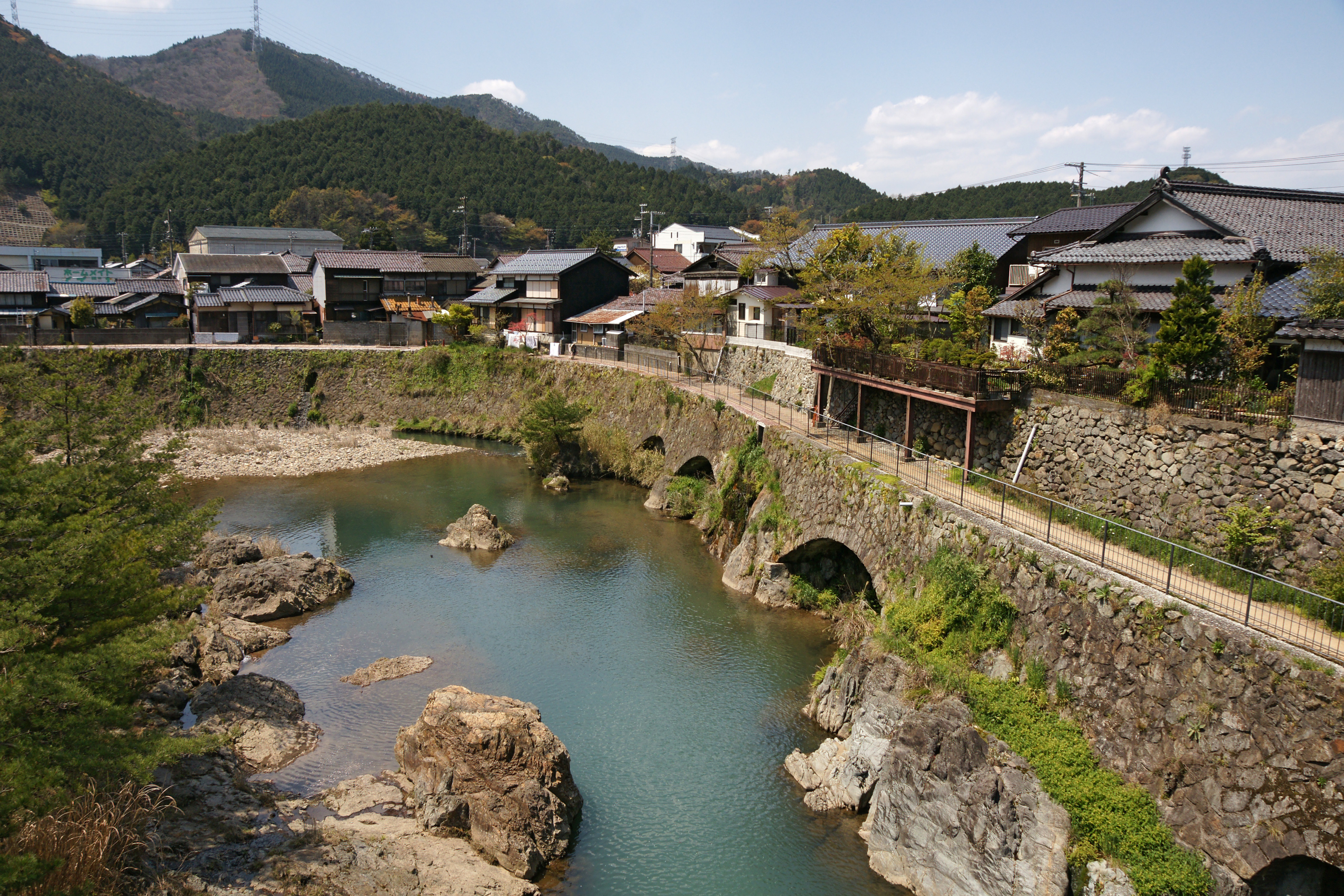
生野鉱山
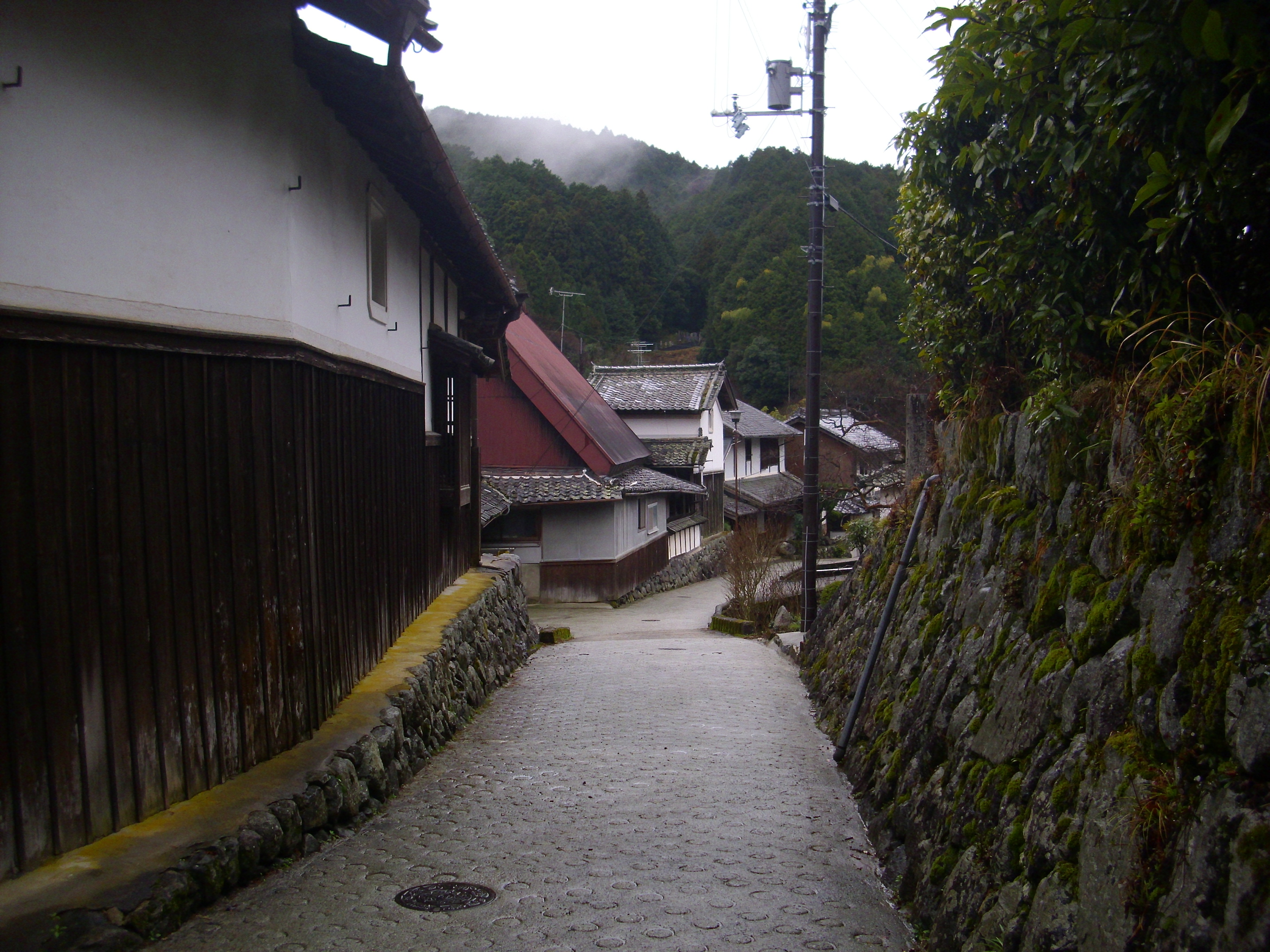
奥飛鳥（栢森）
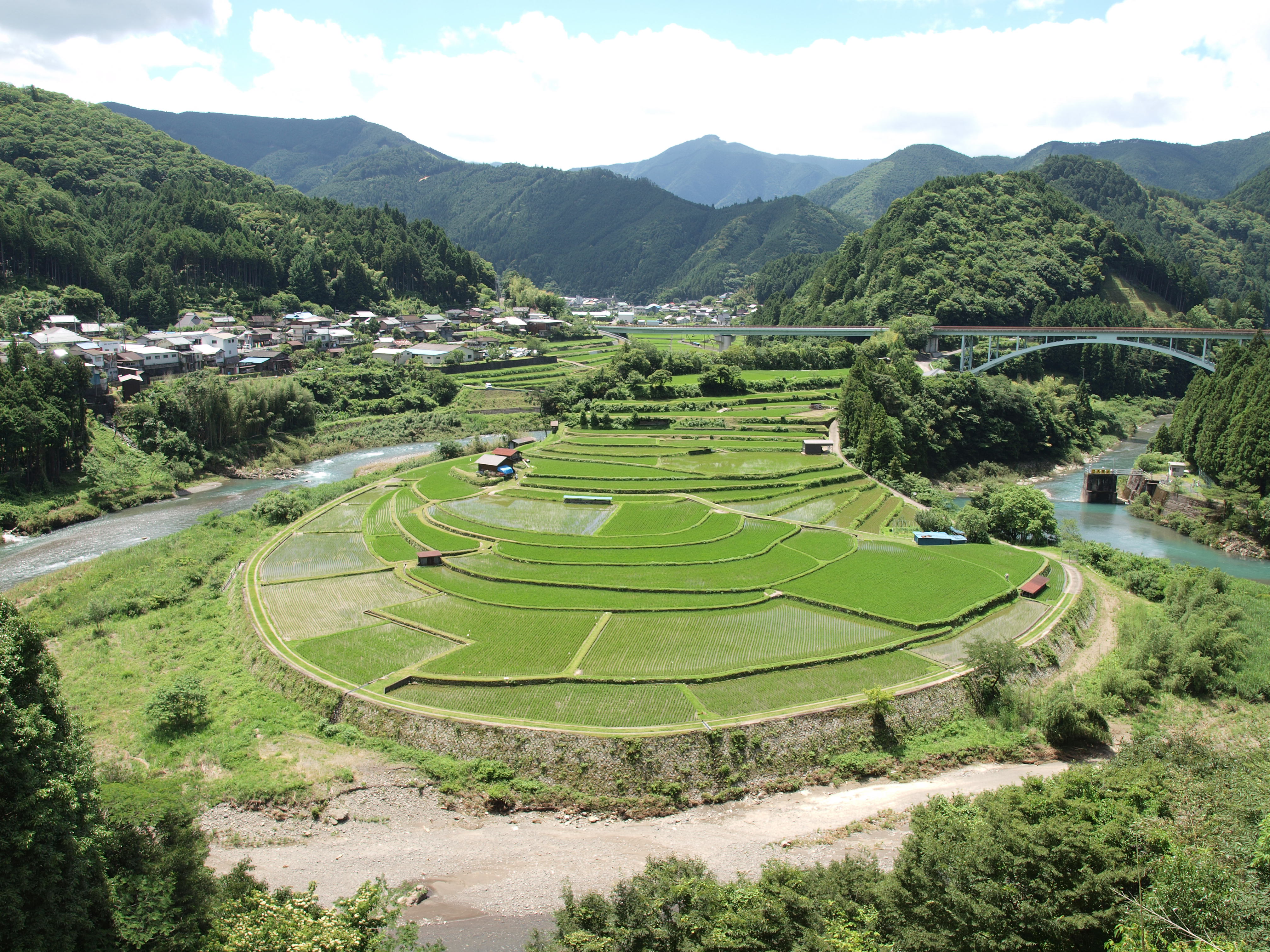
蘭島
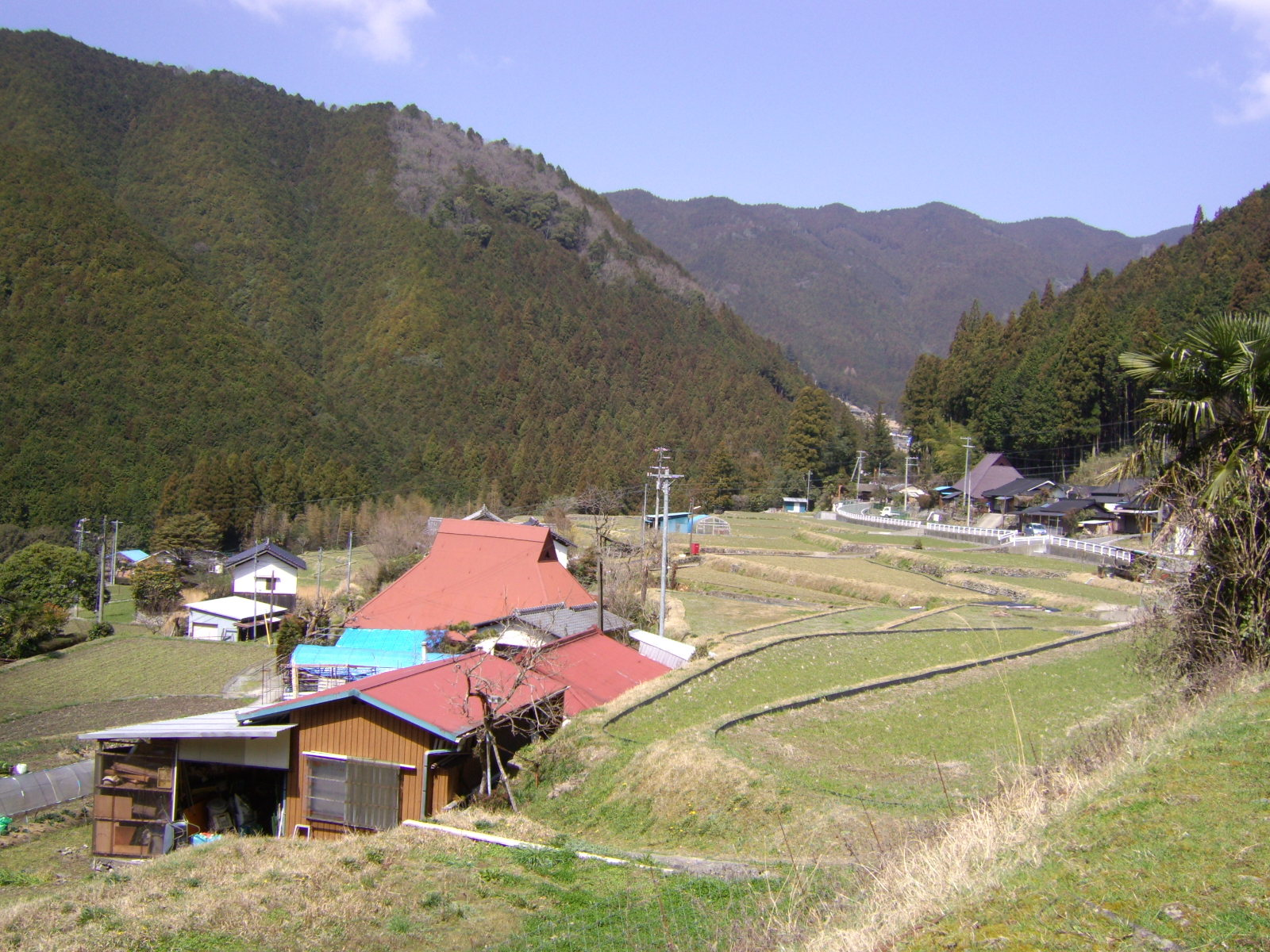
清水

### 中国地方
- 智頭の林業景観（鳥取県八頭郡智頭町） - 2018年2月13日選定
- 奥出雲たたら製鉄及び棚田の文化的景観（島根県仁多郡奥出雲町） - 2014年3月18日選定
- 錦川下流域における錦帯橋と岩国城下町の文化的景観（山口県岩国市） - 2021年10月11日選定

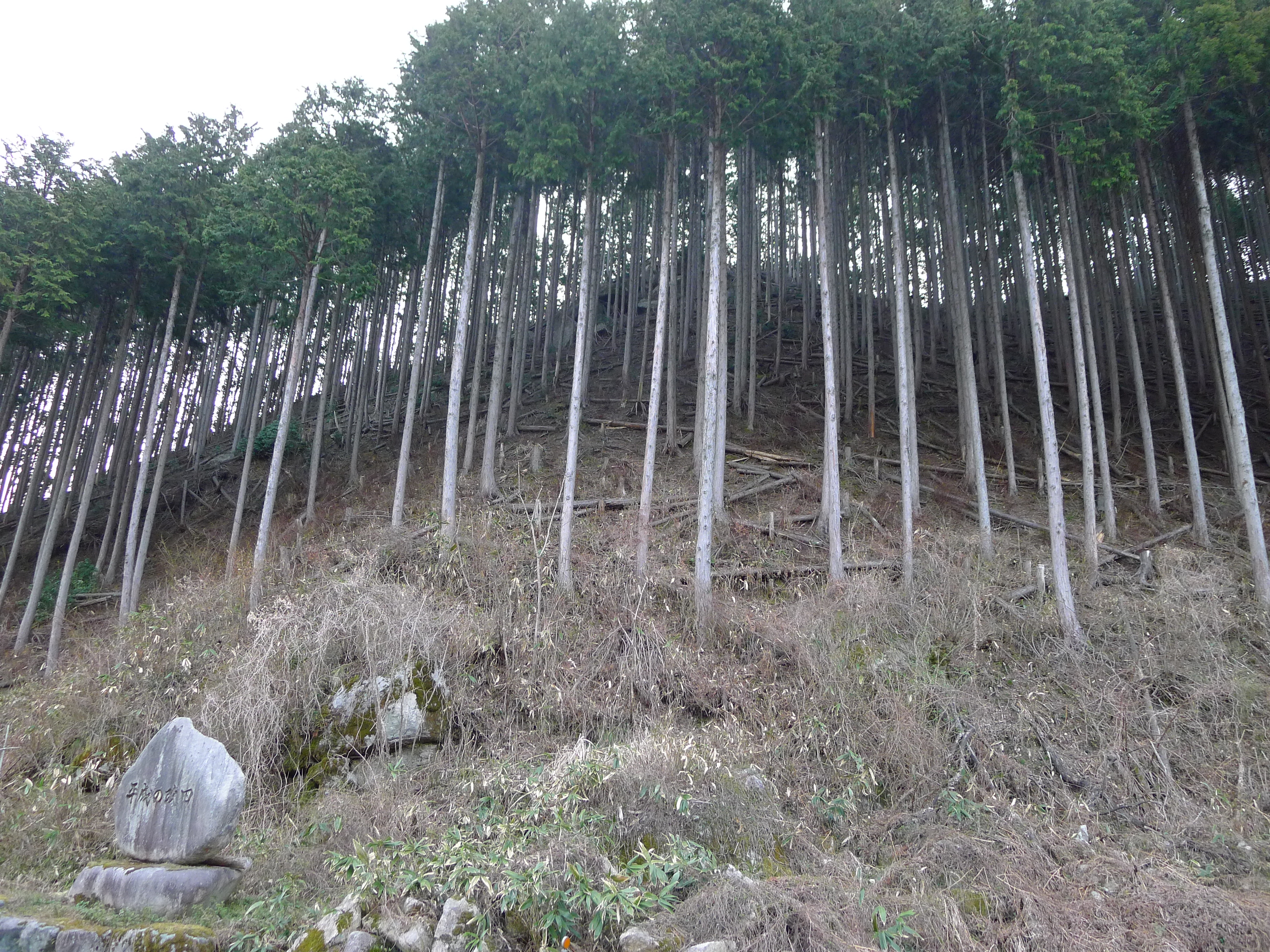
智頭の林業
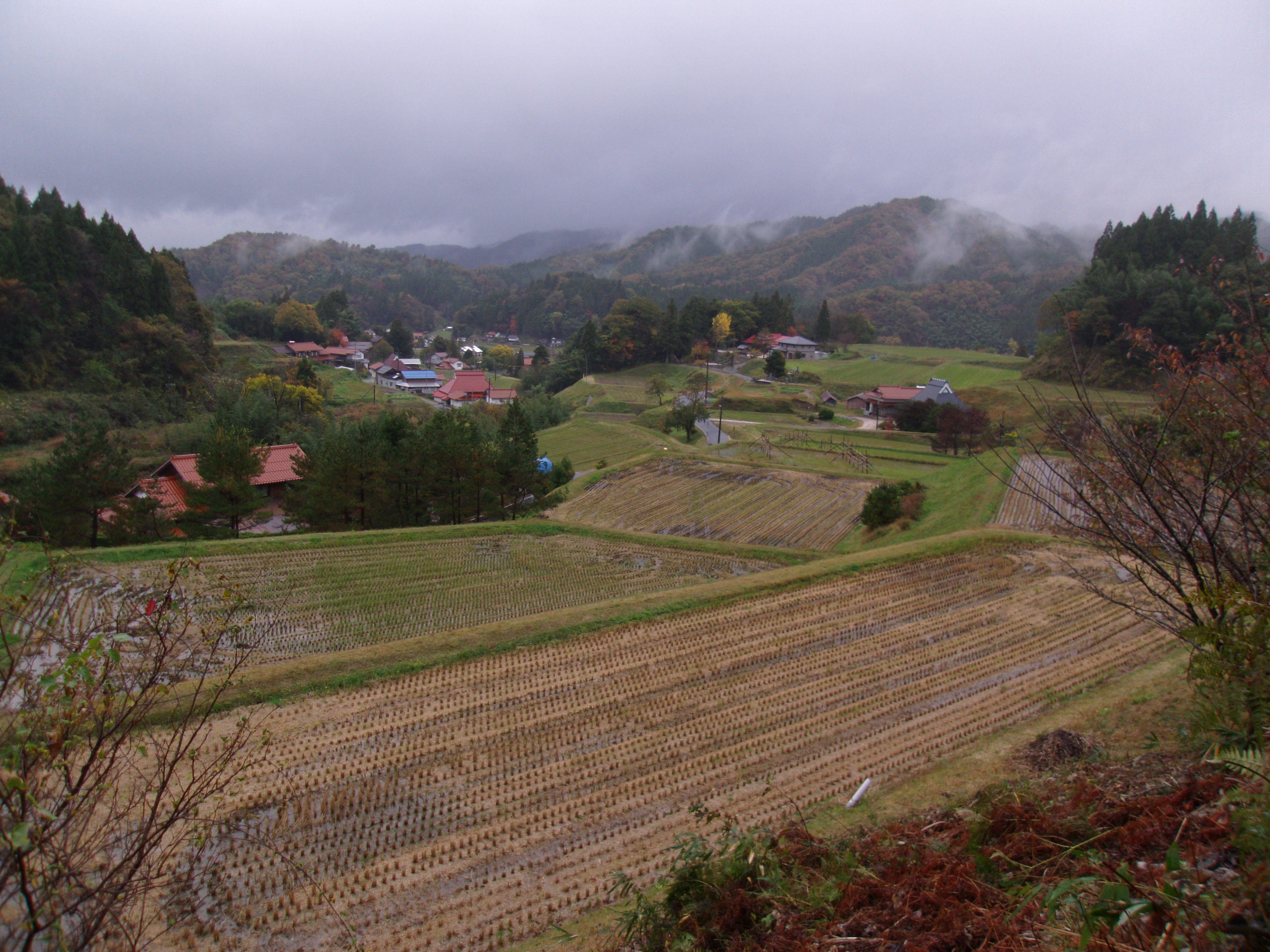
奥出雲
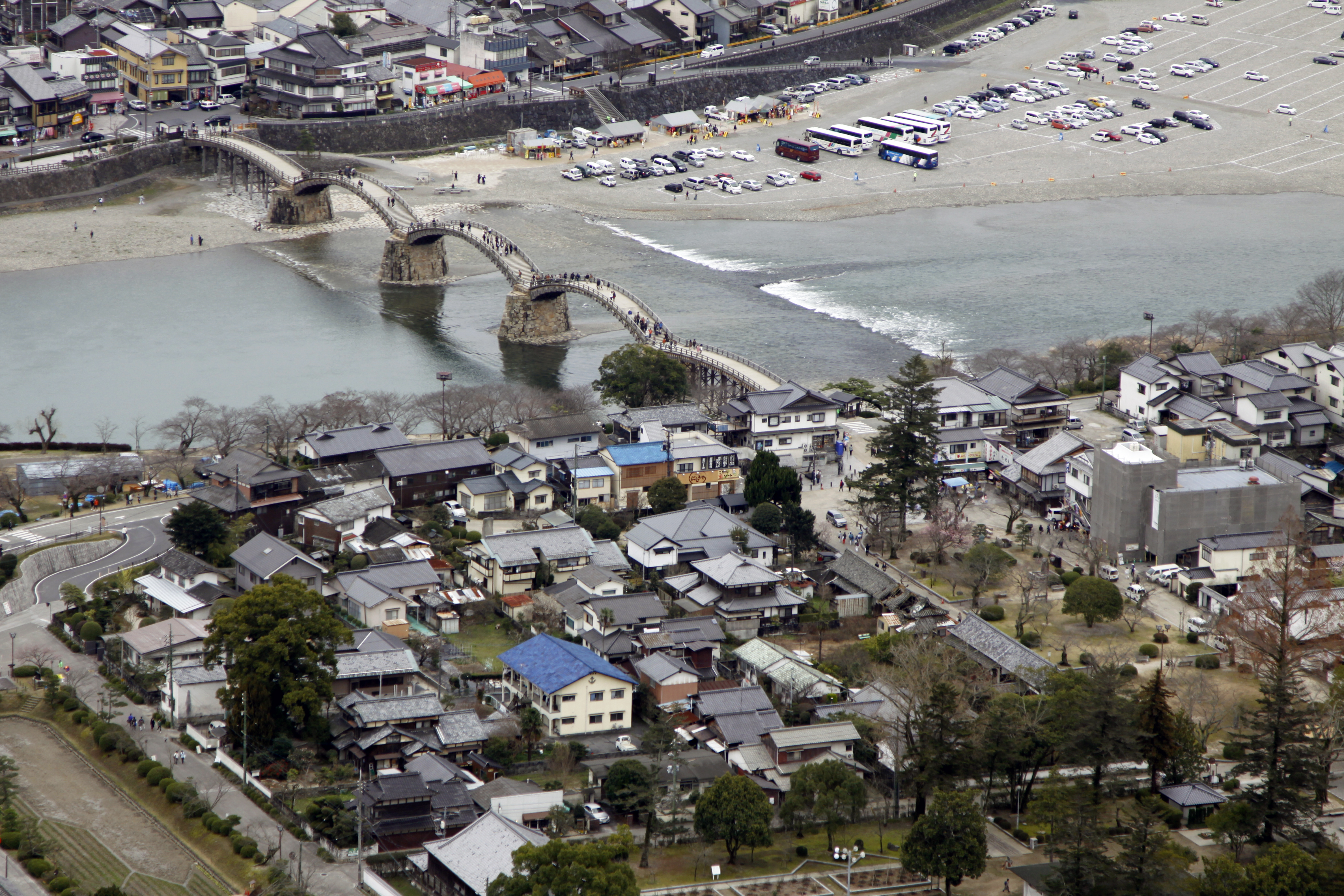
錦帯橋と岩国城下町

### 四国地方
- 樫原の棚田及び農村景観（徳島県勝浦郡上勝町） - 2010年2月22日選定、2013年10月17日追加選定・名称変更
- 遊子水荷浦の段畑（愛媛県宇和島市） - 2007年7月26日選定
- 奥内の棚田及び農山村景観（愛媛県北宇和郡松野町） - 2017年2月9日選定
- 宇和海狩浜の段畑と農漁村景観（愛媛県西予市） - 2019年2月26日選定
- 四万十川流域の文化的景観 源流域の山村（高知県高岡郡津野町） - 2009年2月12日選定
- 四万十川流域の文化的景観 上流域の山村と棚田（高知県高岡郡檮原町） - 2009年2月12日選定
- 四万十川流域の文化的景観 上流域の農山村と流通・往来（高知県高岡郡中土佐町） - 2009年2月12日選定
- 久礼の港と漁師町の景観（高知県高岡郡中土佐町） - 2011年2月7日選定
- 四万十川流域の文化的景観 中流域の農山村と流通・往来（高知県高岡郡四万十町） - 2009年2月12日選定
- 四万十川流域の文化的景観 下流域の生業と流通・往来（高知県四万十市） - 2009年2月12日選定

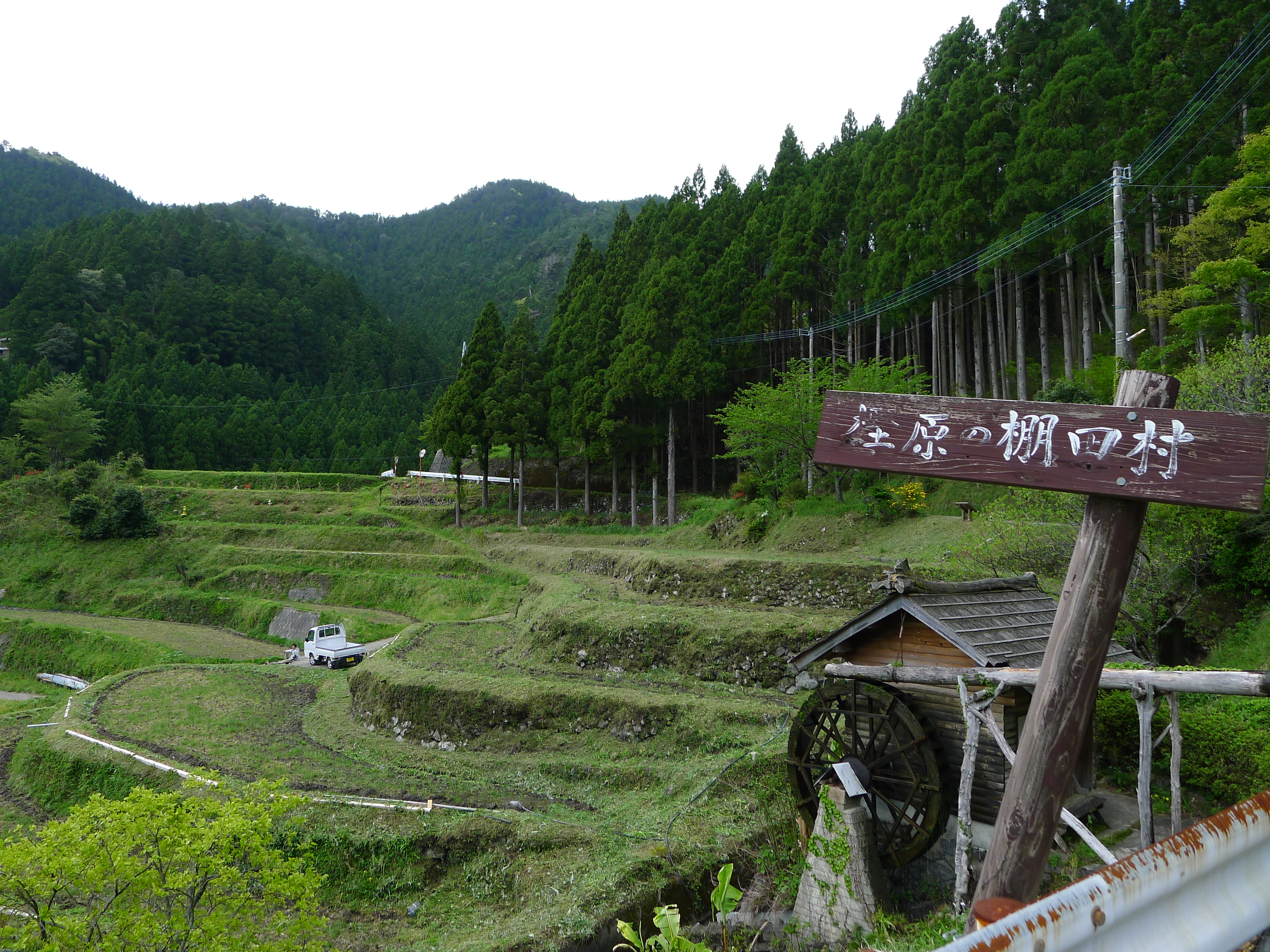
樫原の棚田
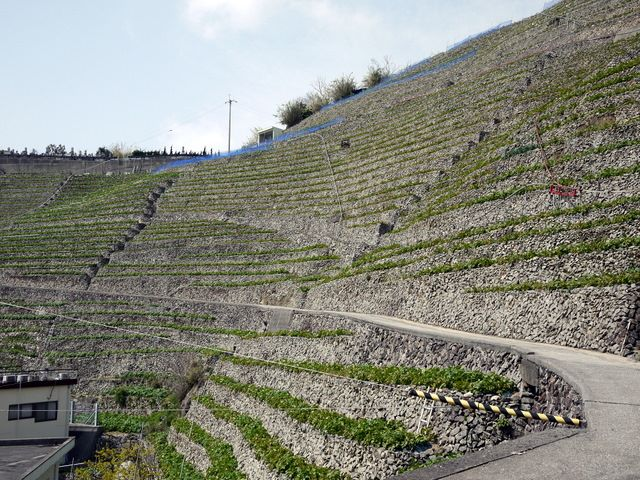
遊子水荷浦の段畑
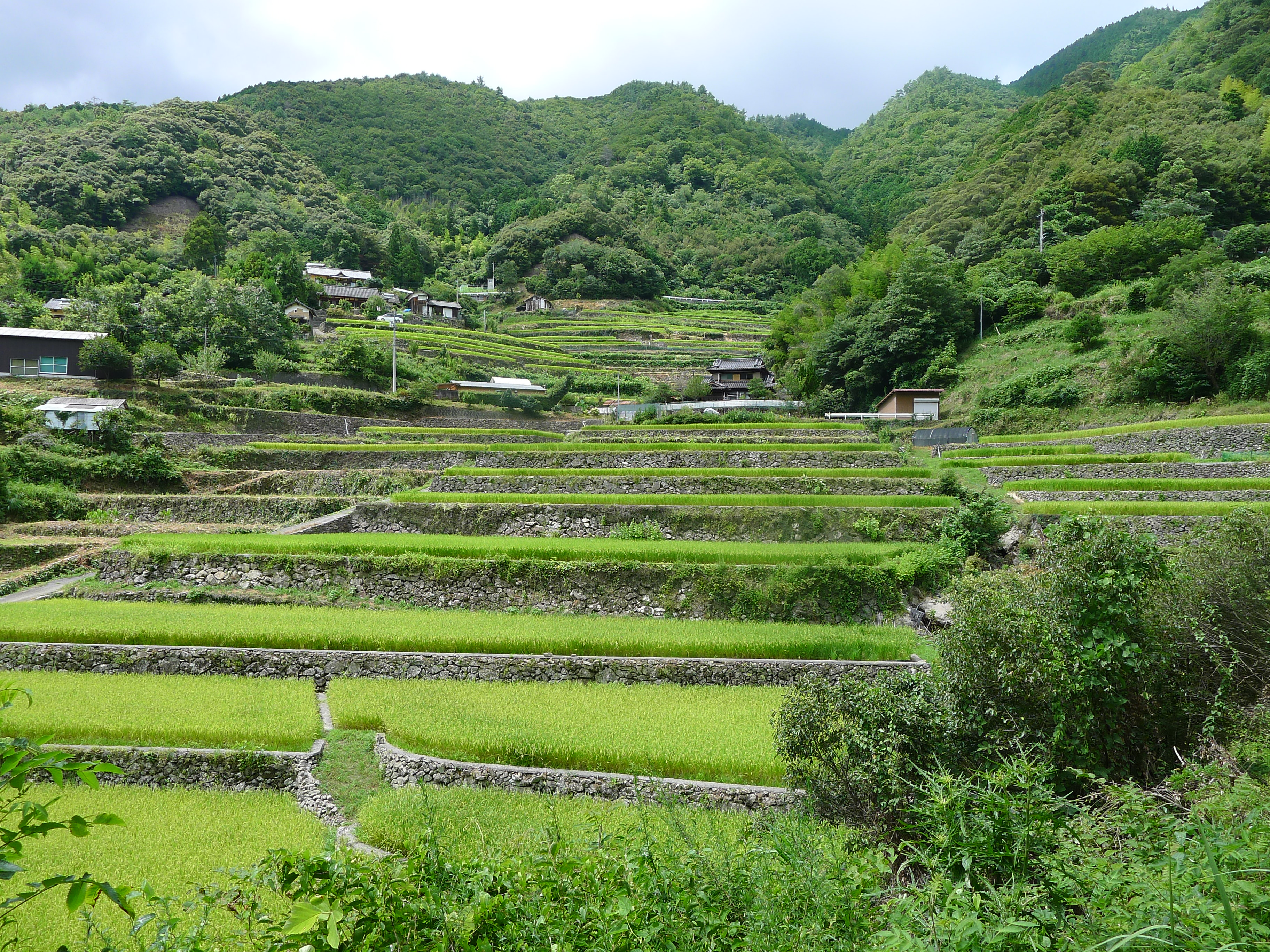
奥内の棚田
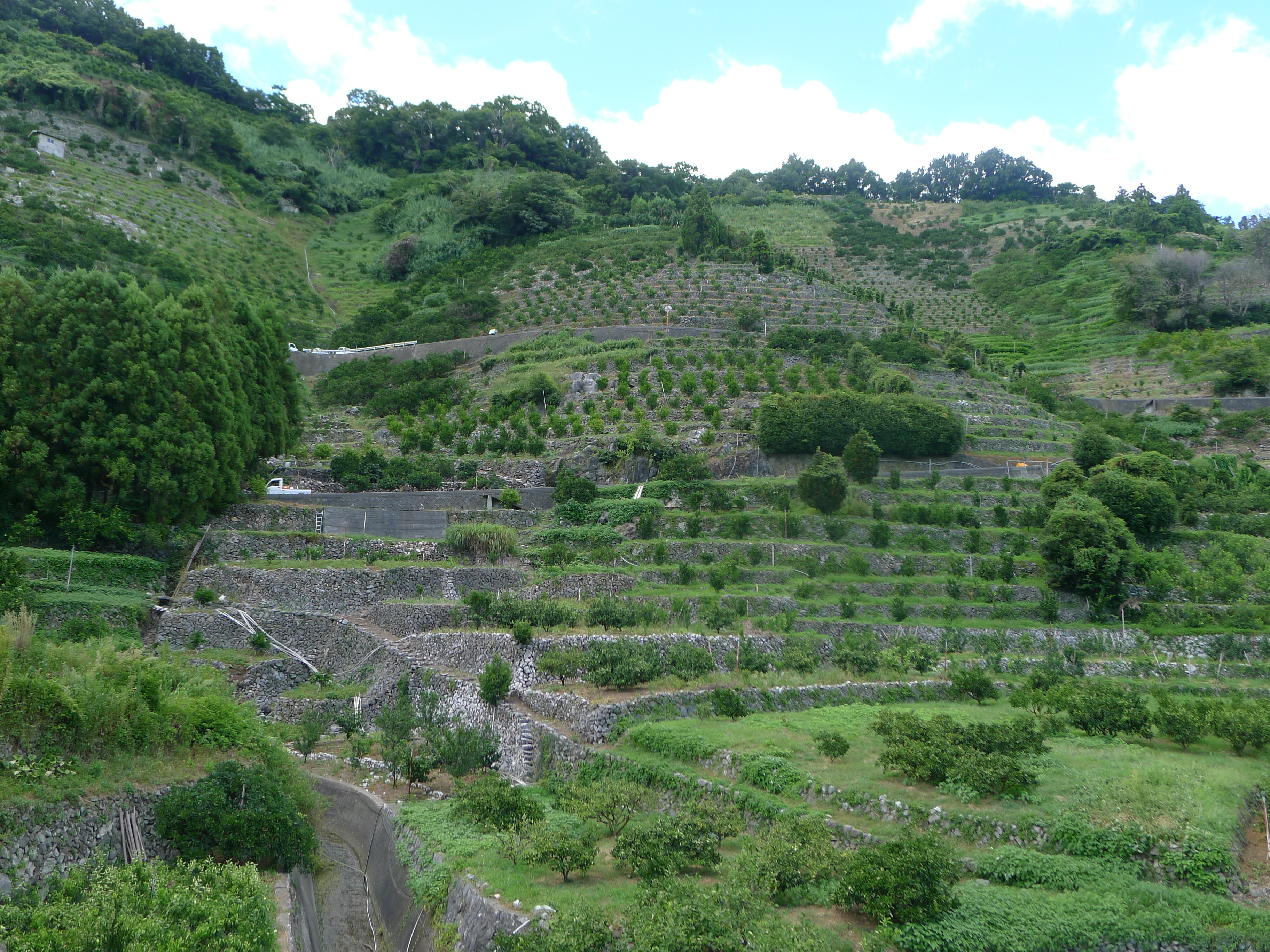
狩浜の段畑
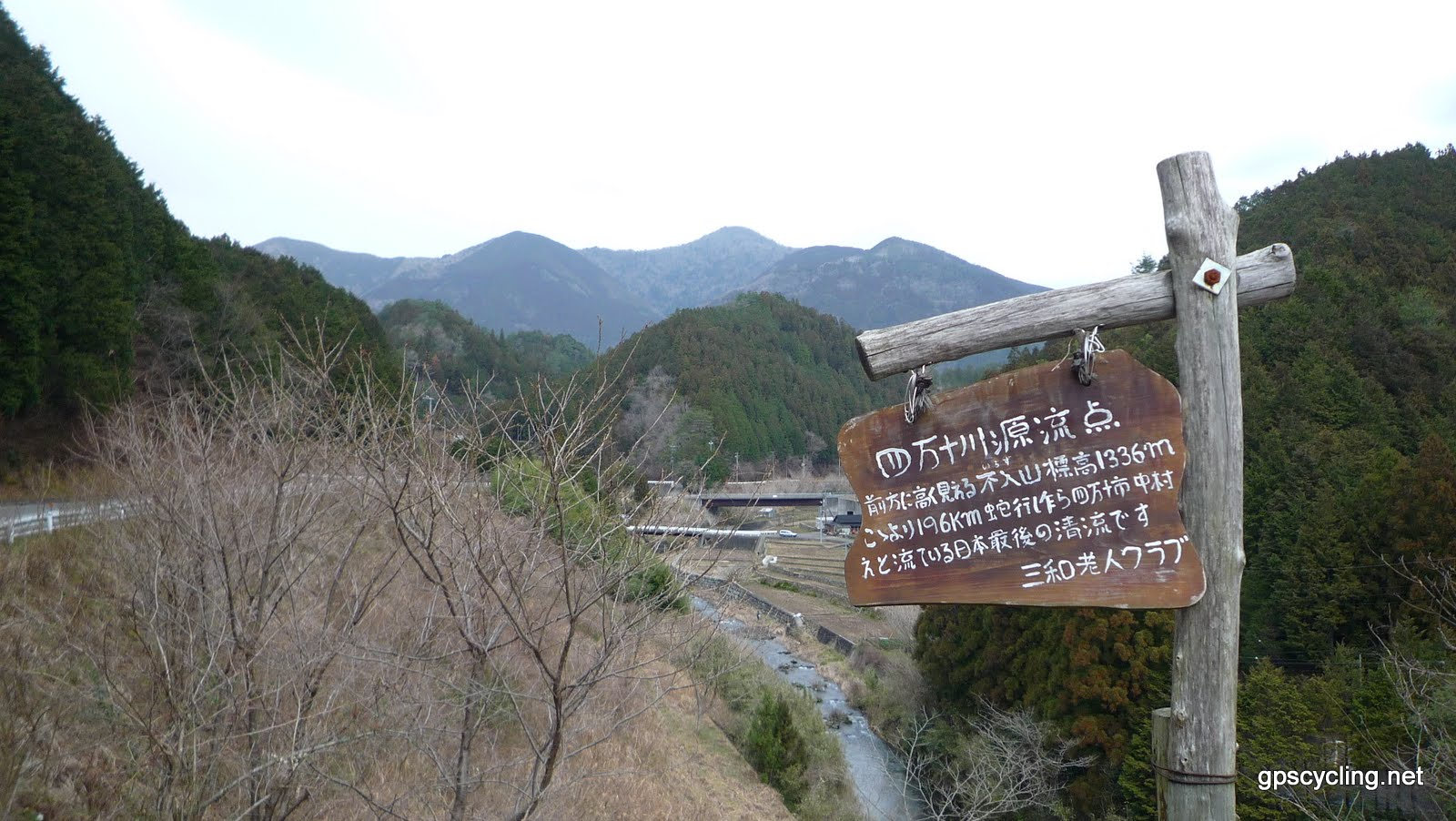
四万十川源流域
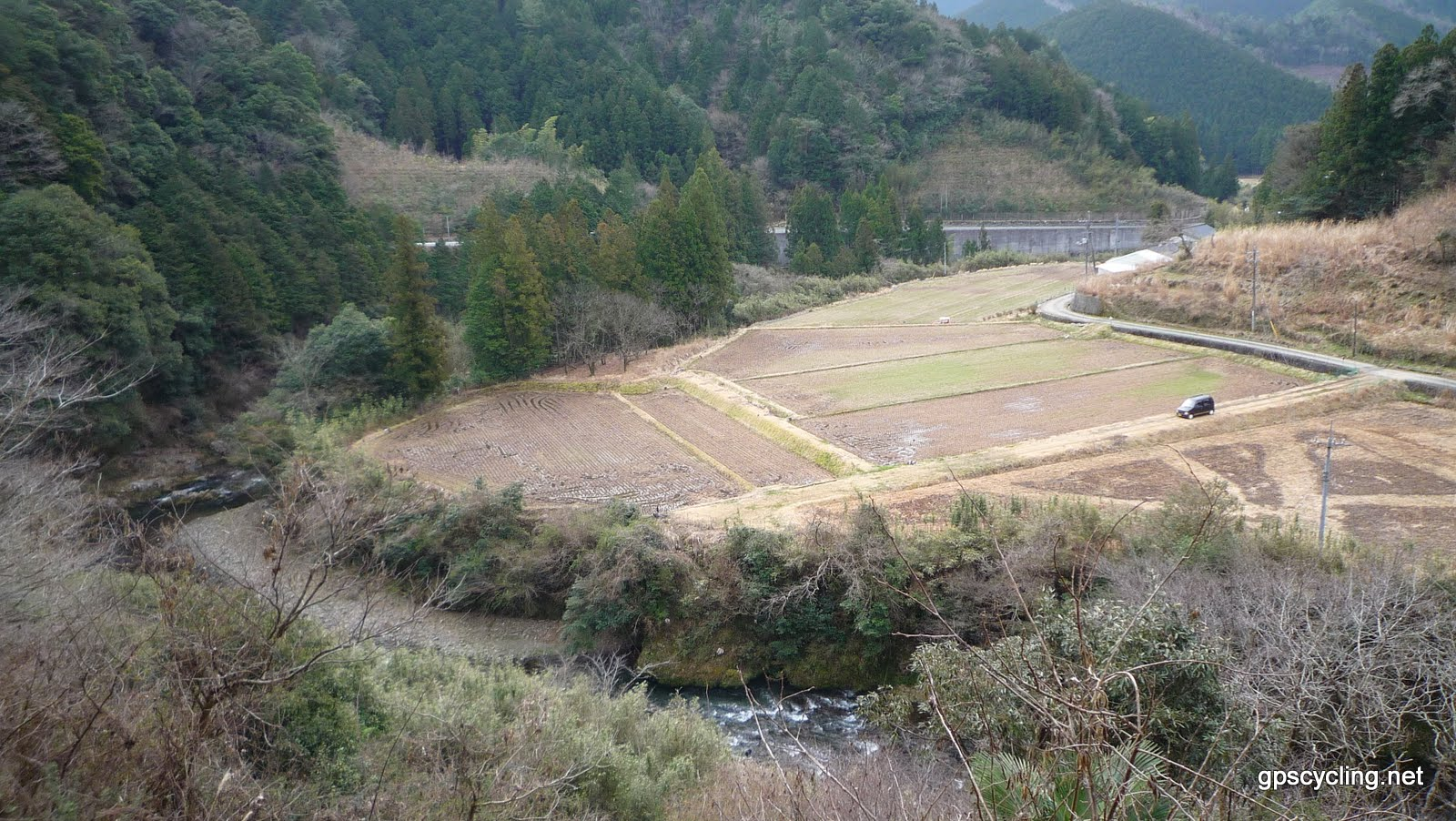
四万十川上流域
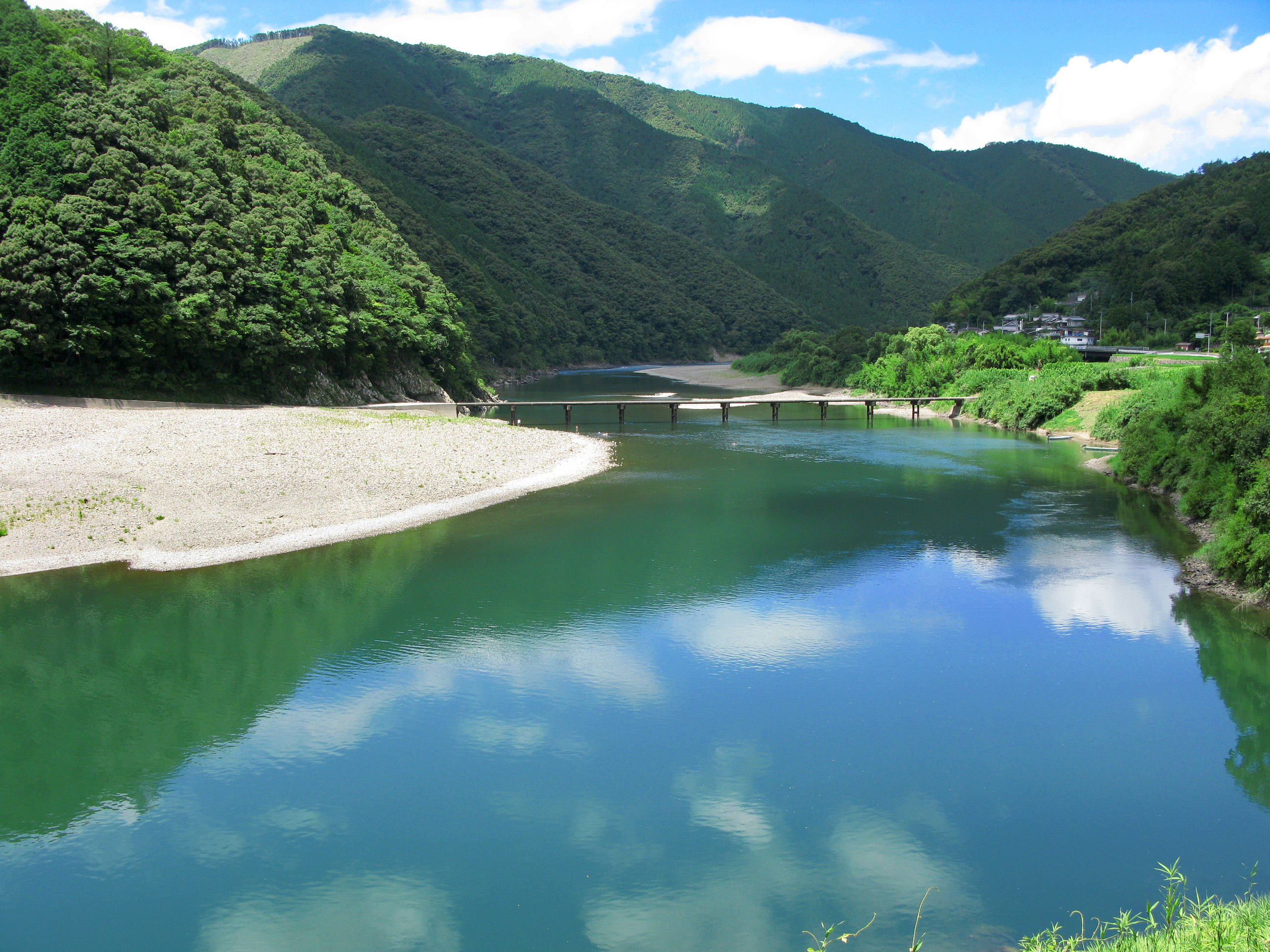
四万十川中流域
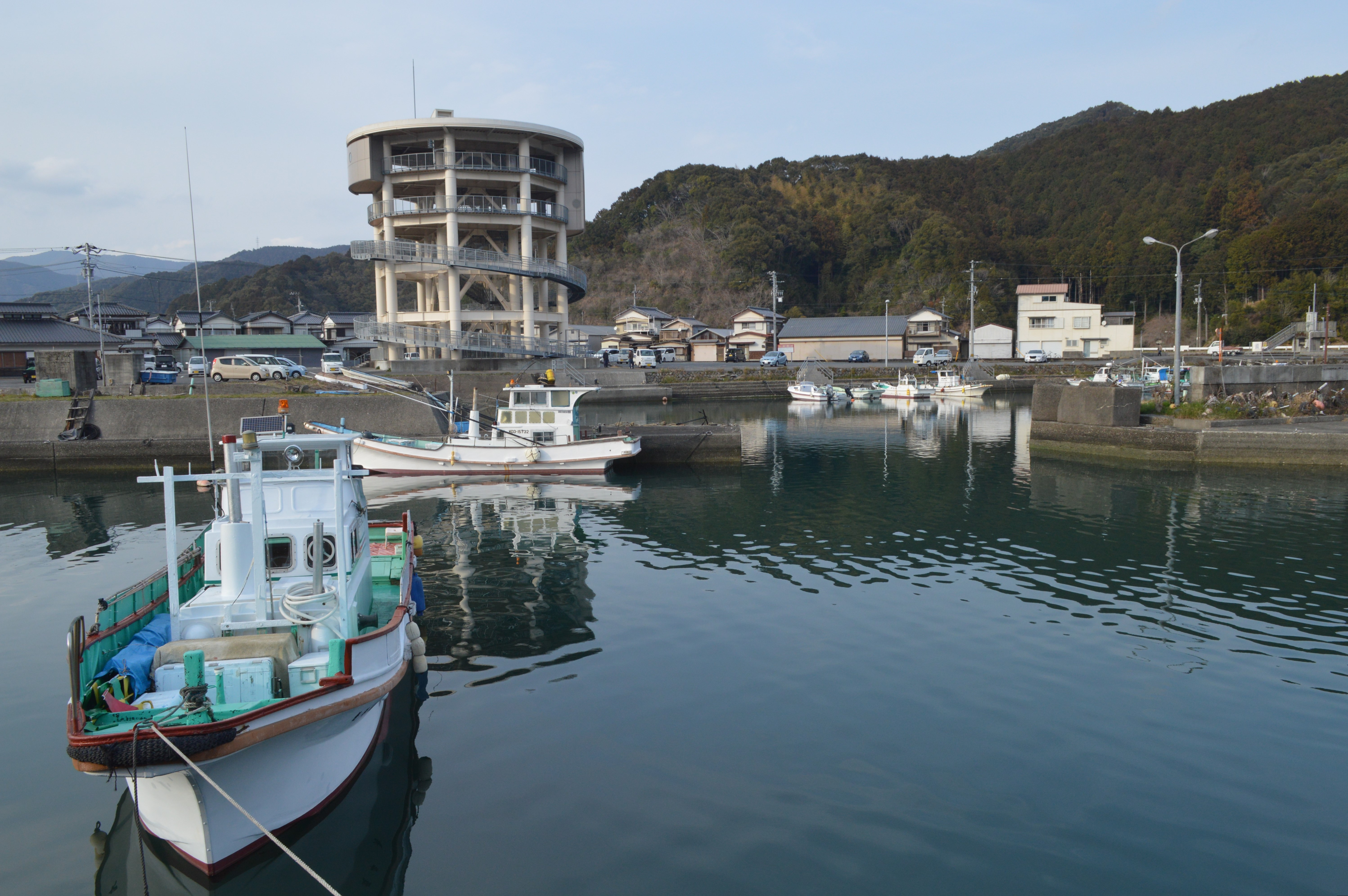
久礼

### 九州・沖縄地方
- 求菩提の農村景観（福岡県豊前市） - 2012年9月19日選定
- 蕨野の棚田（佐賀県唐津市） - 2008年7月28日選定
- 長崎市外海の石積集落景観（長崎県長崎市） - 2012年9月19日選定、2018年2月13日追加選定
- 佐世保市黒島の文化的景観（長崎県佐世保市） - 2011年9月21日選定
- 平戸島の文化的景観（長崎県平戸市） - 2010年2月22日選定、2011年8月5日追加選定・名称変更
- 五島列島における瀬戸を介した久賀島及び奈留島の集落景観（長崎県五島市） - 2011年9月21日選定[3]、2022年3月15日追加選定・名称変更
- 小値賀諸島の文化的景観（長崎県北松浦郡小値賀町） - 2011年2月7日選定、2011年9月21日追加選定
- 新上五島町北魚目の文化的景観（長崎県南松浦郡新上五島町） - 2012年1月24日選定
- 新上五島町崎浦の五島石集落景観（長崎県南松浦郡新上五島町） - 2012年9月19日選定
- 三角浦の文化的景観（熊本県宇城市） - 2015年1月26日選定
- 天草市﨑津・今富の文化的景観（熊本県天草市） - 2011年2月7日選定、2012年9月19日追加選定・名称変更
- 通潤用水と白糸台地の棚田景観（熊本県上益城郡山都町） - 2008年7月28日選定
- 阿蘇の文化的景観 阿蘇北外輪山及び中央火口群の草原景観（熊本県阿蘇市） - 2017年10月13日選定、2021年3月26日／2023年3月20日追加選定・名称変更
- 阿蘇の文化的景観 南小国町西部の草原及び森林景観（熊本県阿蘇郡南小国町） - 2017年10月13日選定
- 阿蘇の文化的景観 涌蓋山麓の草原景観（熊本県阿蘇郡小国町） - 2017年10月13日選定
- 阿蘇の文化的景観 産山村の農村景観（熊本県阿蘇郡産山村） - 2017年10月13日選定、2023年3月20日追加選定
- 阿蘇の文化的景観 根子岳南麓の草原景観（熊本県阿蘇郡高森町） - 2017年10月13日選定
- 阿蘇の文化的景観 阿蘇山南西部の草原及び森林景観（熊本県阿蘇郡南阿蘇村） - 2017年10月13日選定
- 阿蘇の文化的景観 阿蘇外輪山西部の草原景観（熊本県阿蘇郡西原村） - 2017年10月13日選定
- 別府の湯けむり・温泉地景観（大分県別府市） - 2012年9月19日選定
- 小鹿田焼の里（大分県日田市） - 2008年3月28日選定
- 田染荘小崎の農村景観（大分県豊後高田市） - 2010年8月5日選定
- 瀬戸内海姫島の海村景観（大分県東国東郡姫島村） - 2021年3月26日選定
- 緒方川と緒方盆地の農村景観（大分県豊後大野市） - 2023年3月20日選定
- 酒谷の坂元棚田及び農山村景観（宮崎県日南市） - 2013年10月17日選定
- 北大東島の燐鉱山由来の文化的景観（沖縄県島尻郡北大東村） - 2018年10月15日選定
- 今帰仁村今泊のフクギ屋敷林と集落景観（沖縄県国頭郡今帰仁村） - 2019年10月16日選定

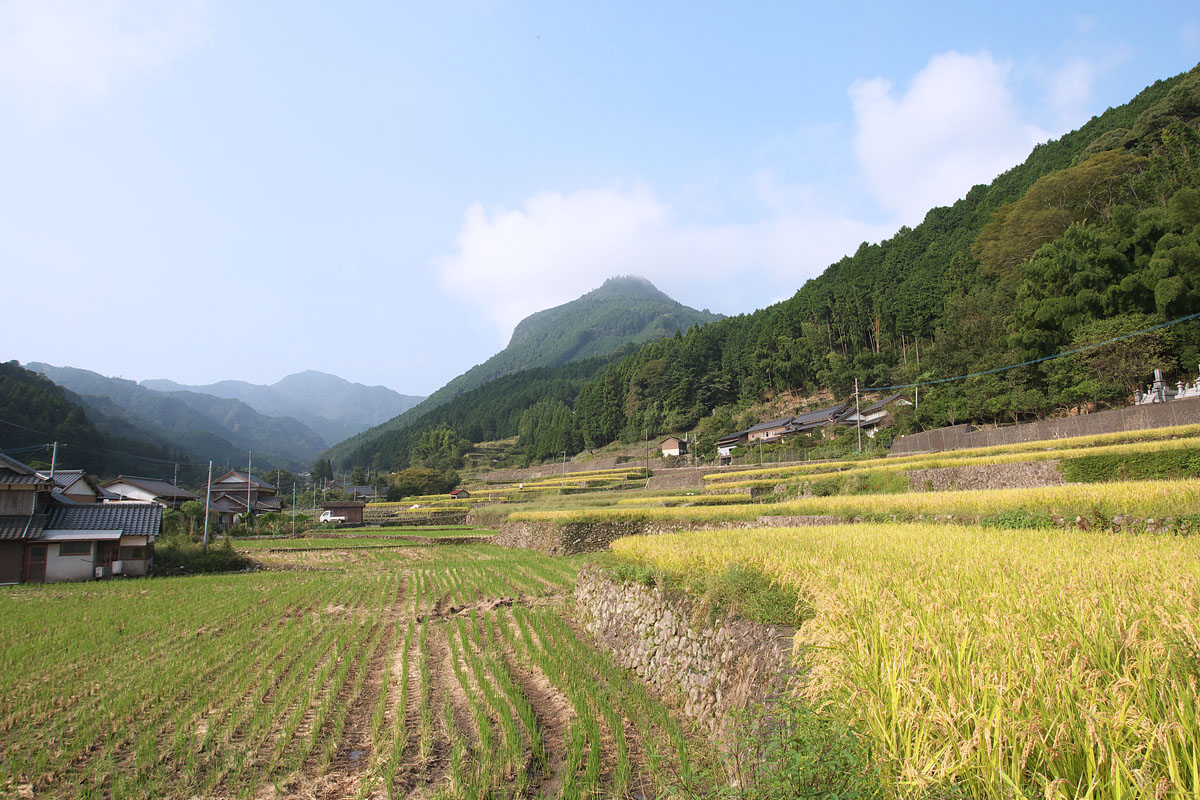
求菩提
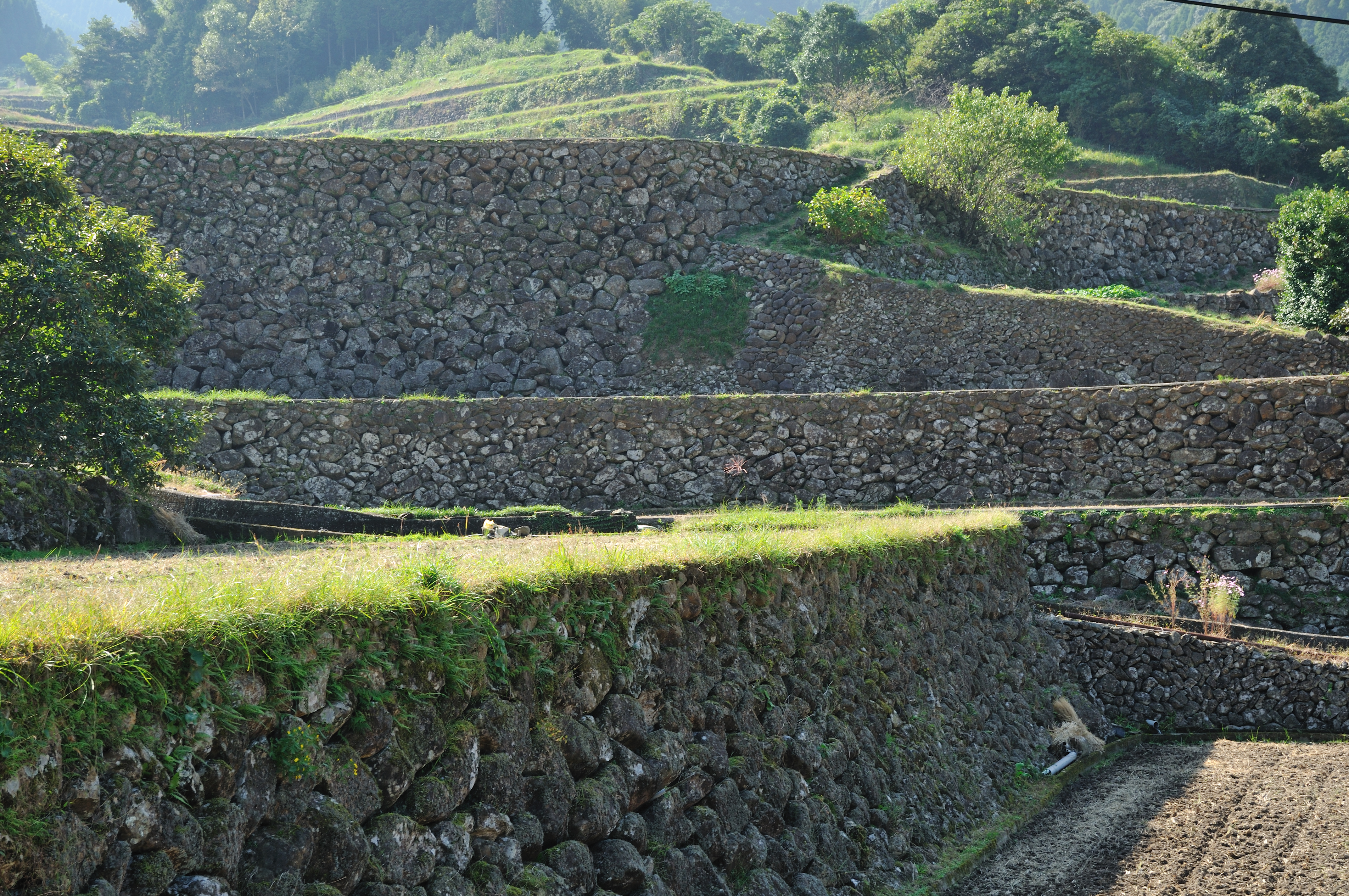
蕨野の棚田
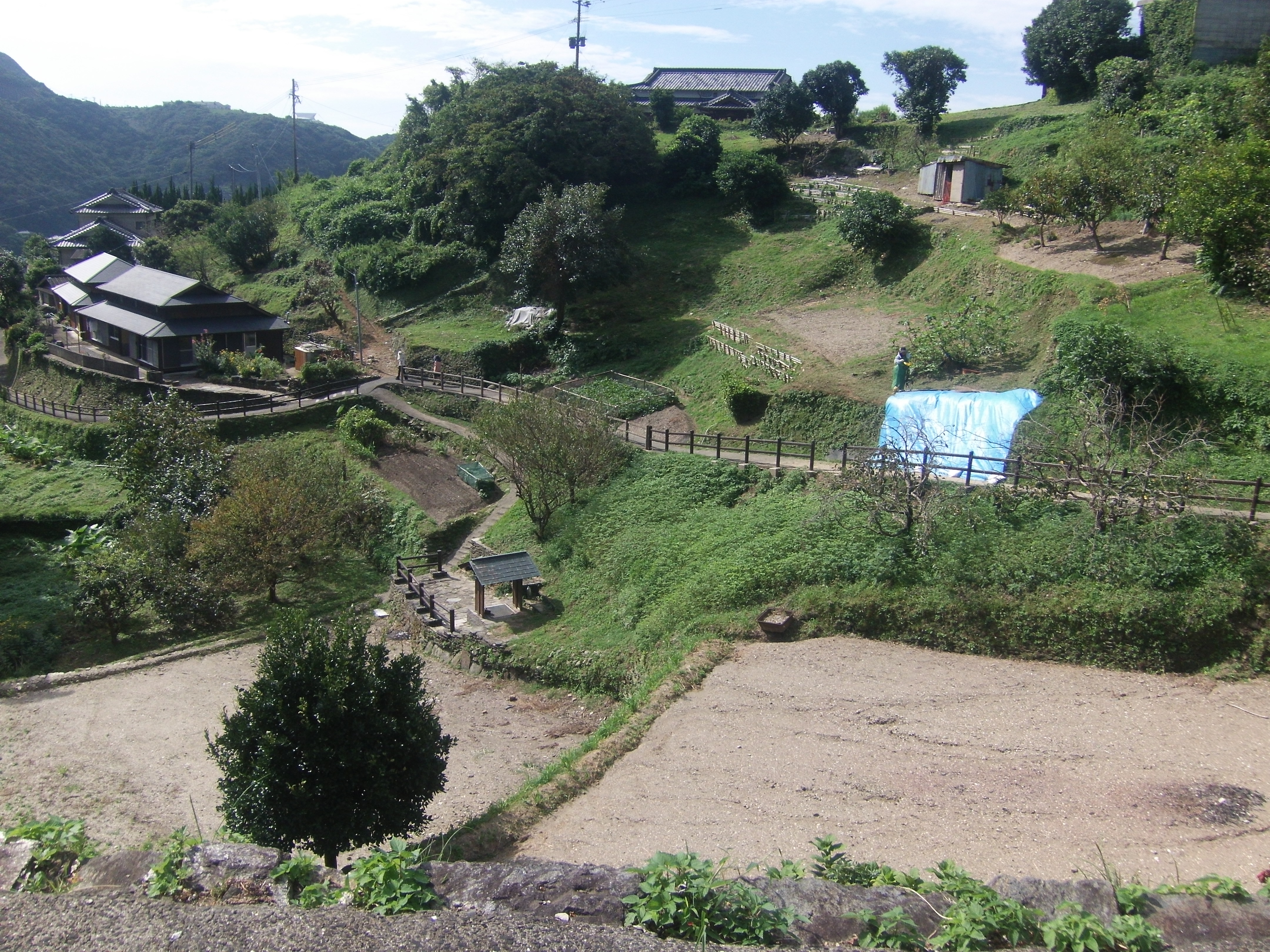
外海（西出津）
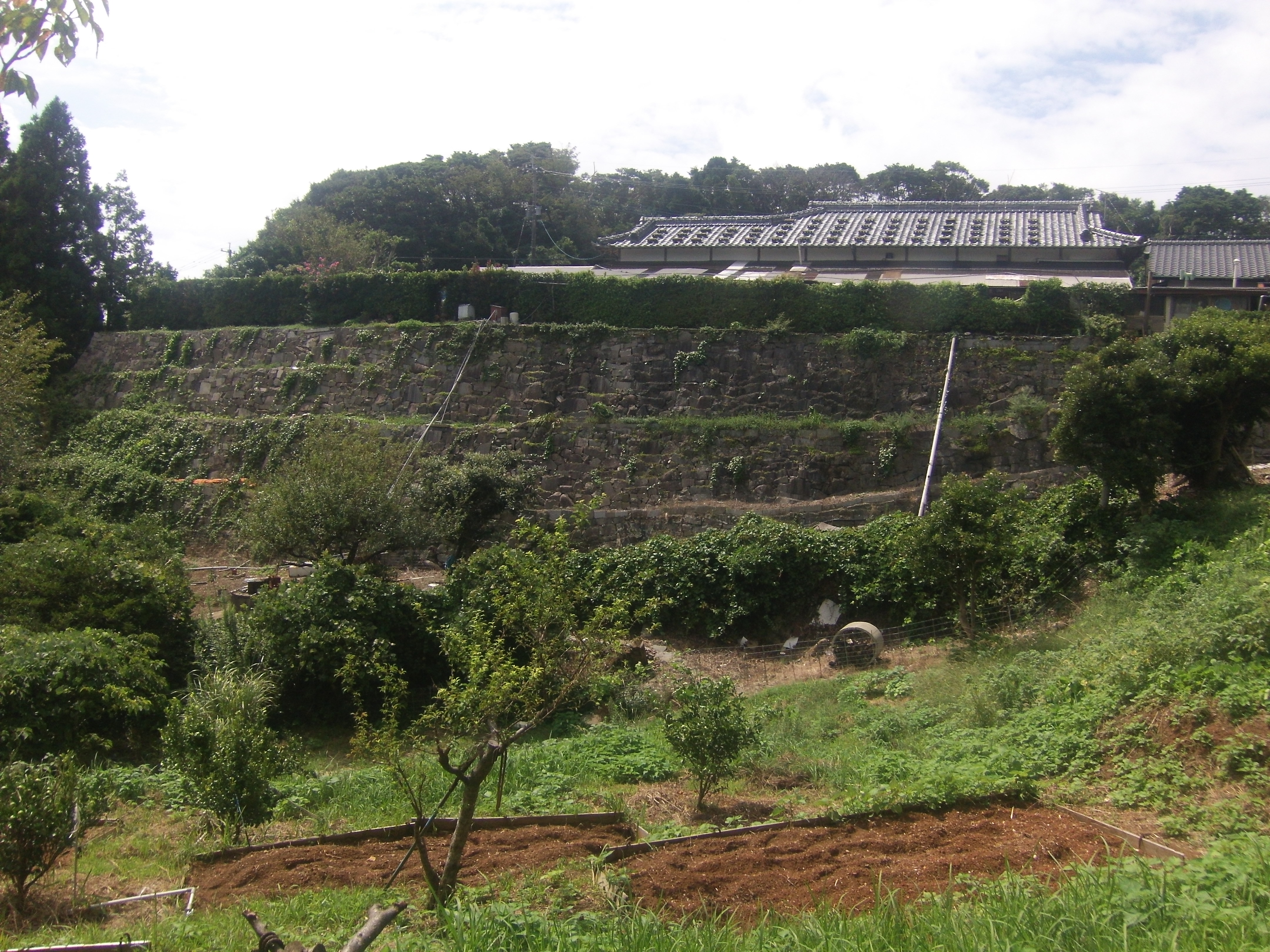
黒島-田代地区
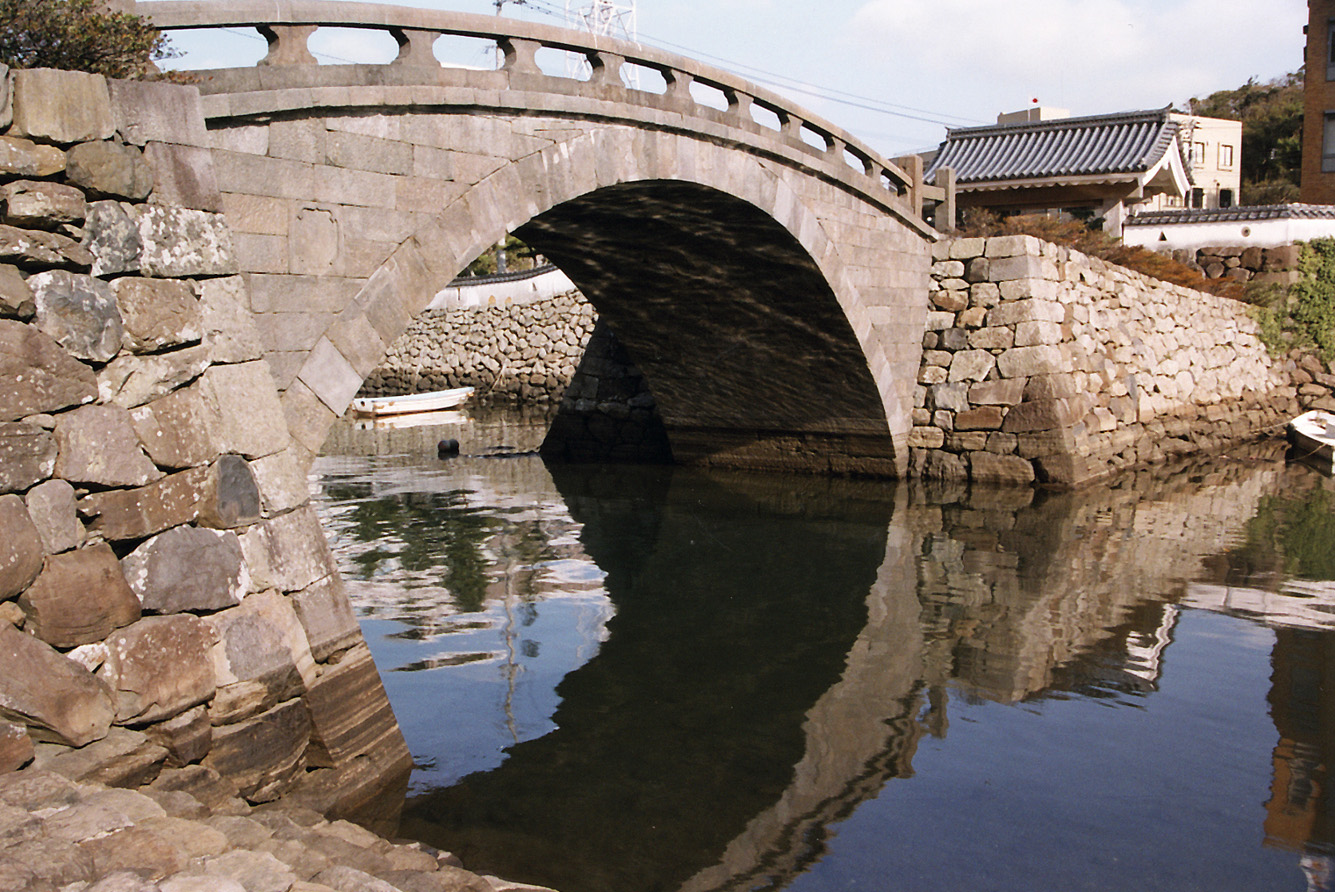
平戸アーチ橋
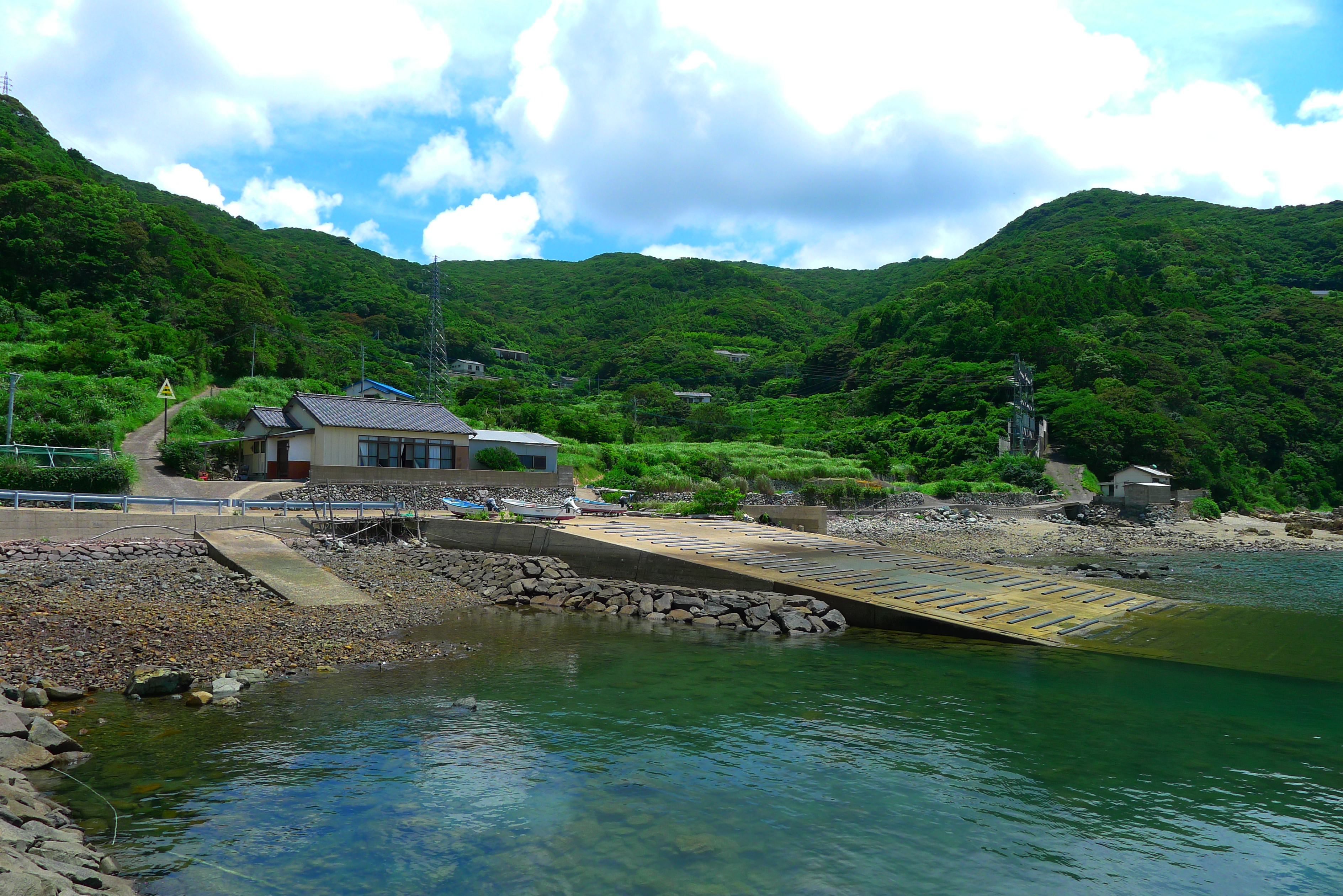
久賀島-野園地区
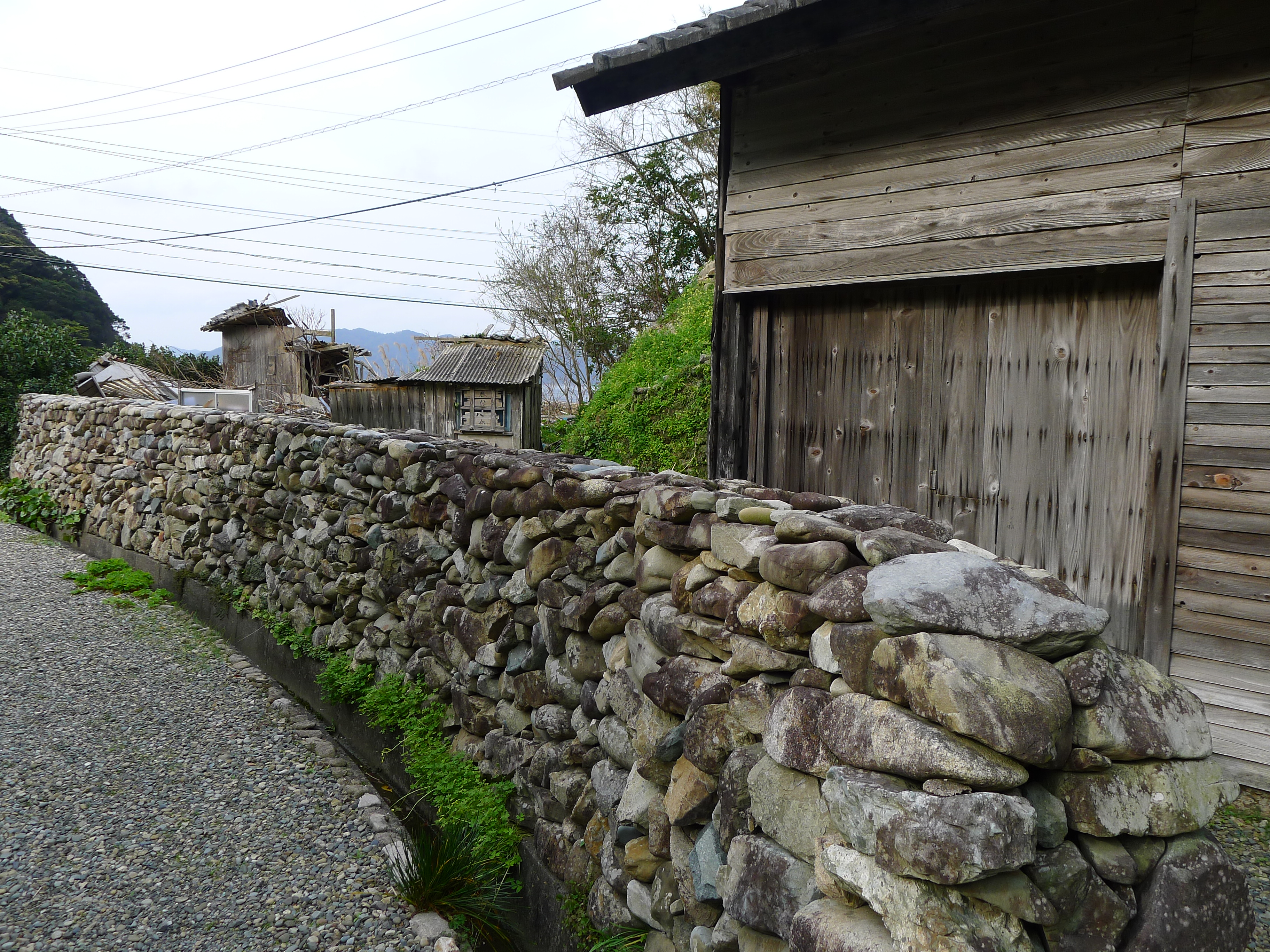
奈留島（江上集落）
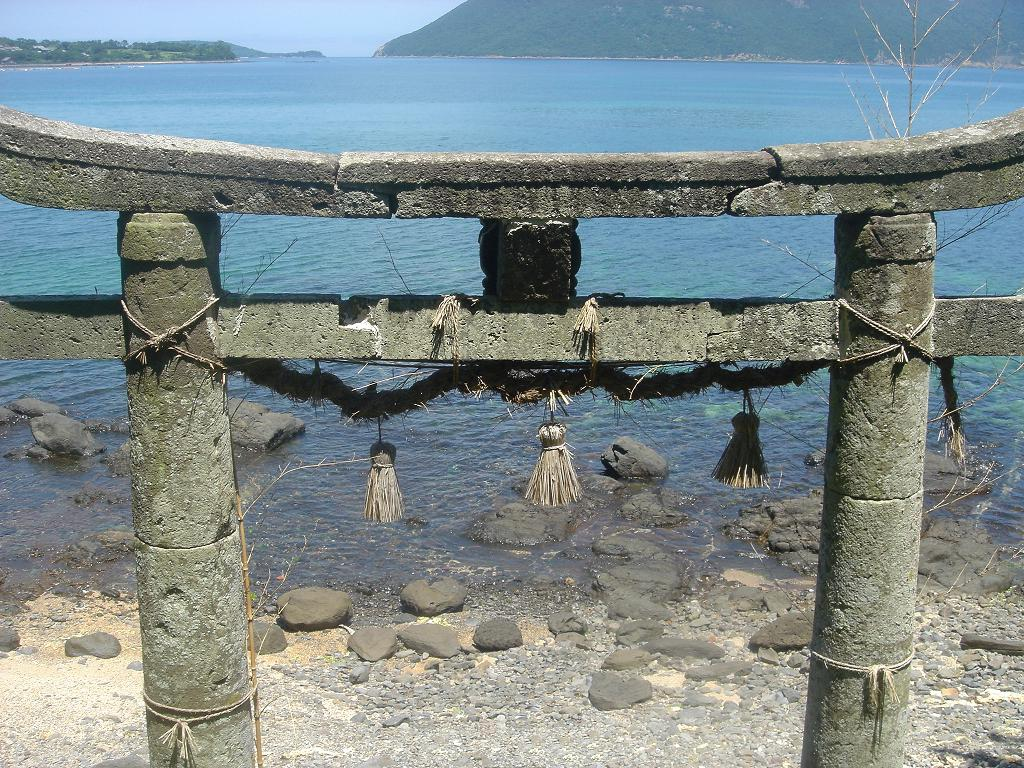
小値賀島
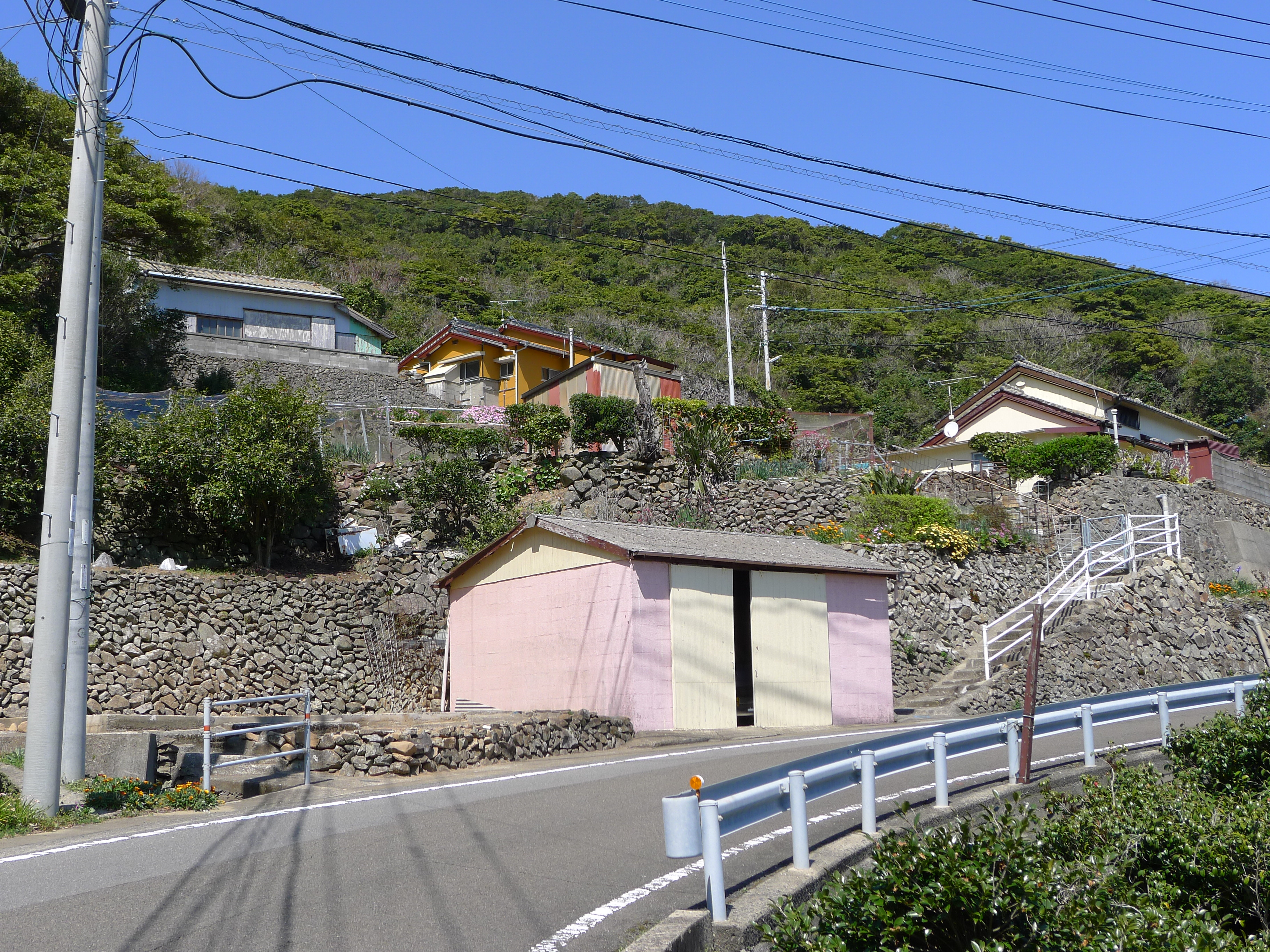
北魚目
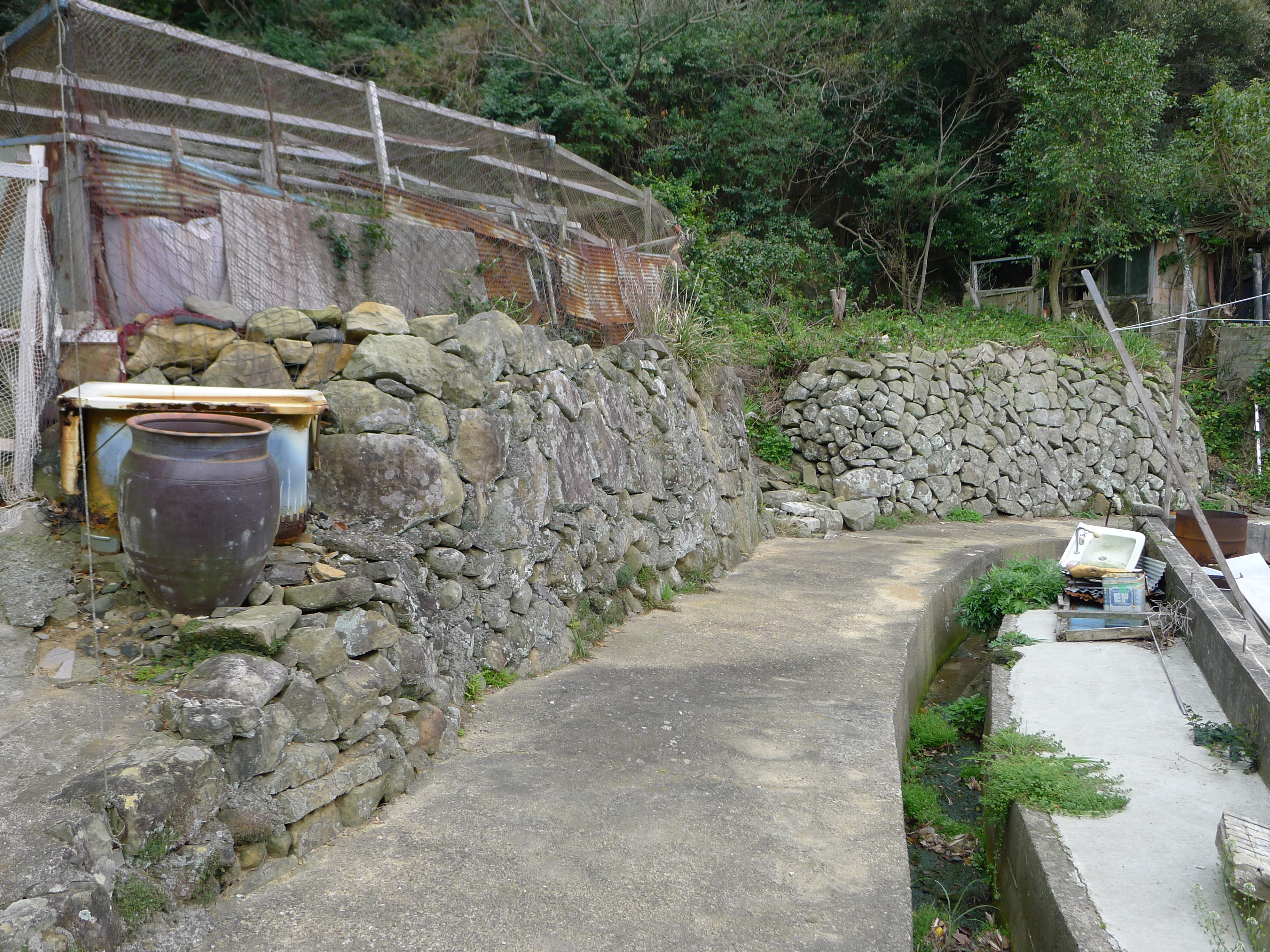
崎浦-赤尾地区
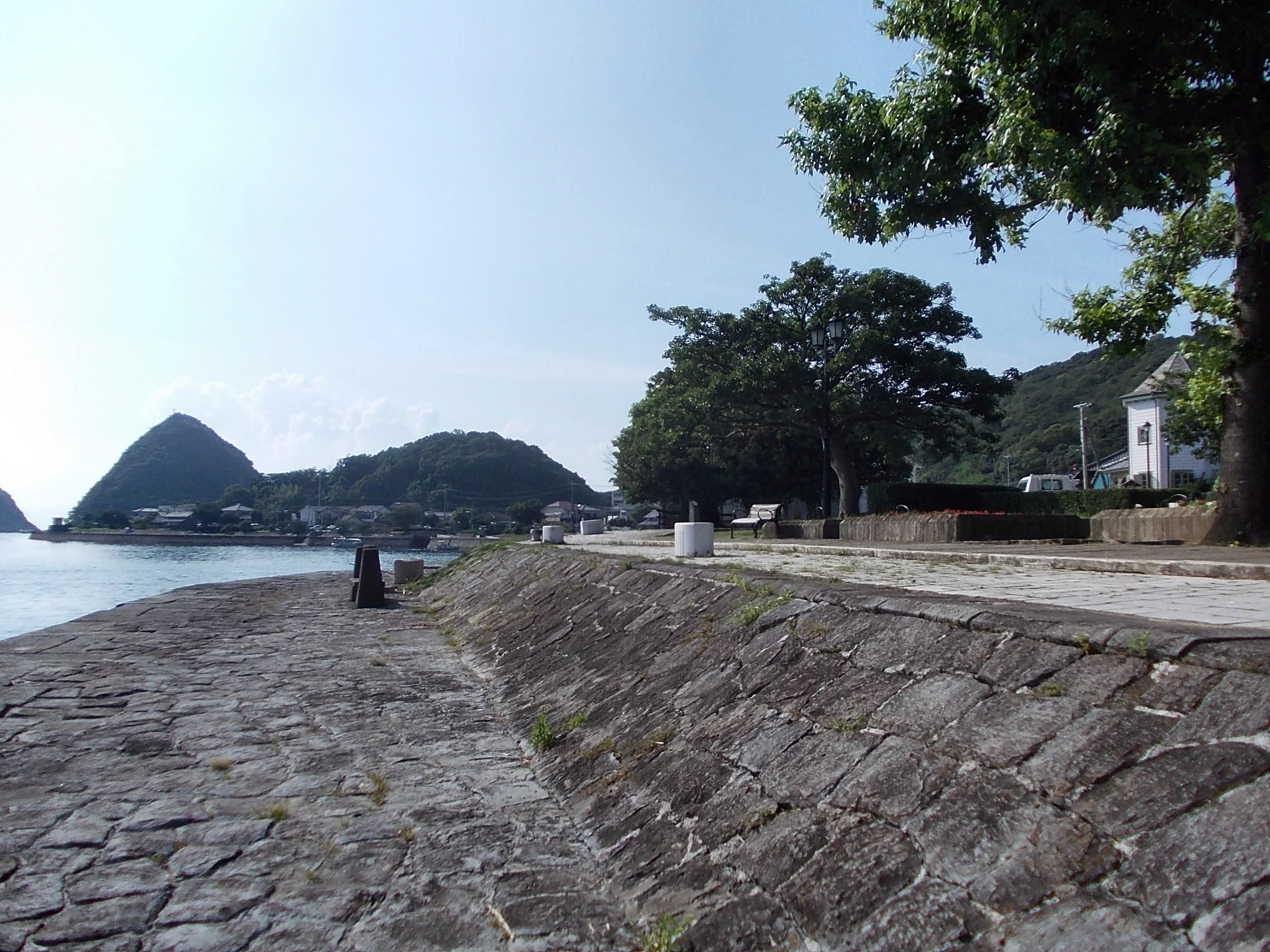
三角西港
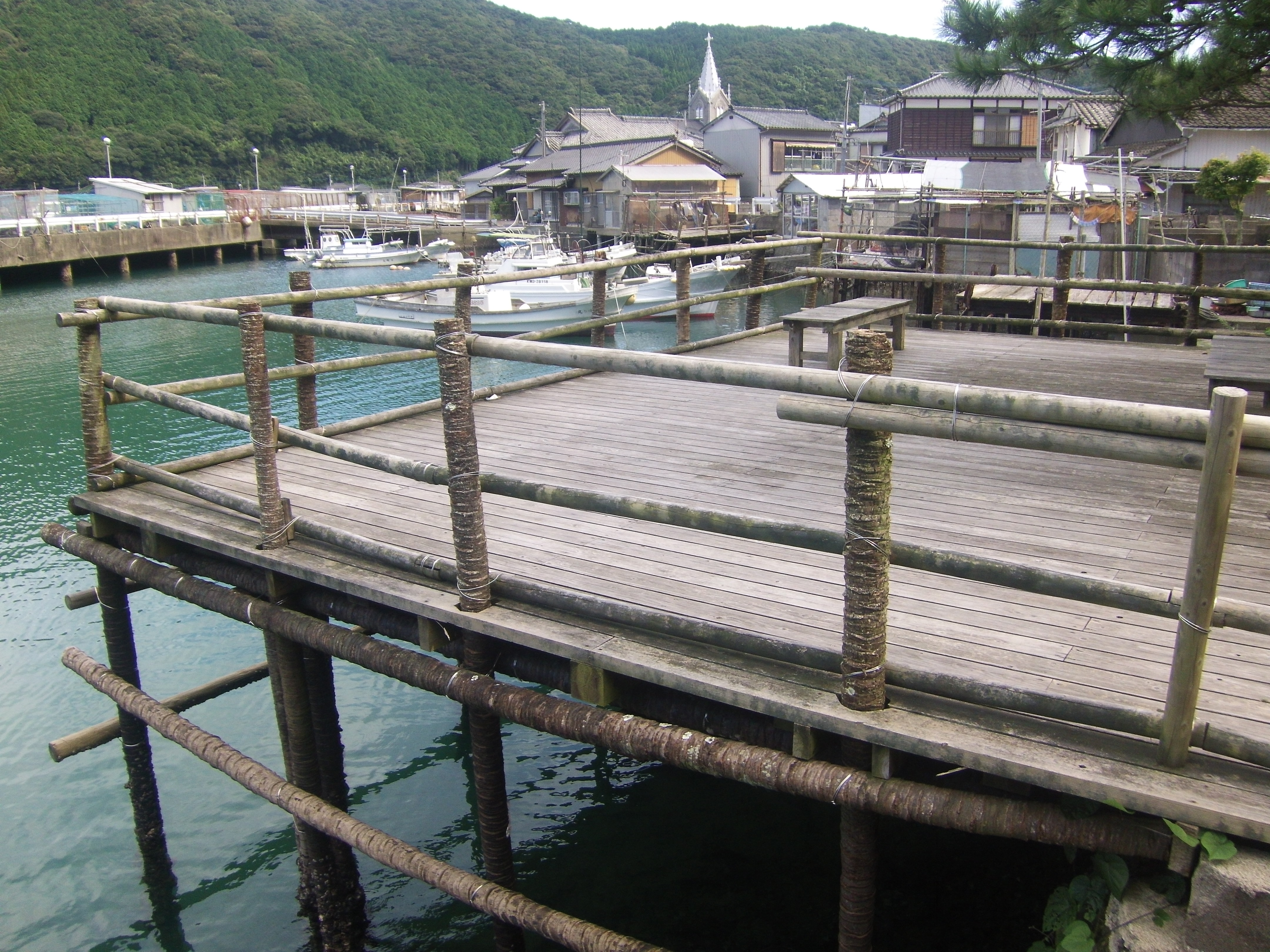
﨑津
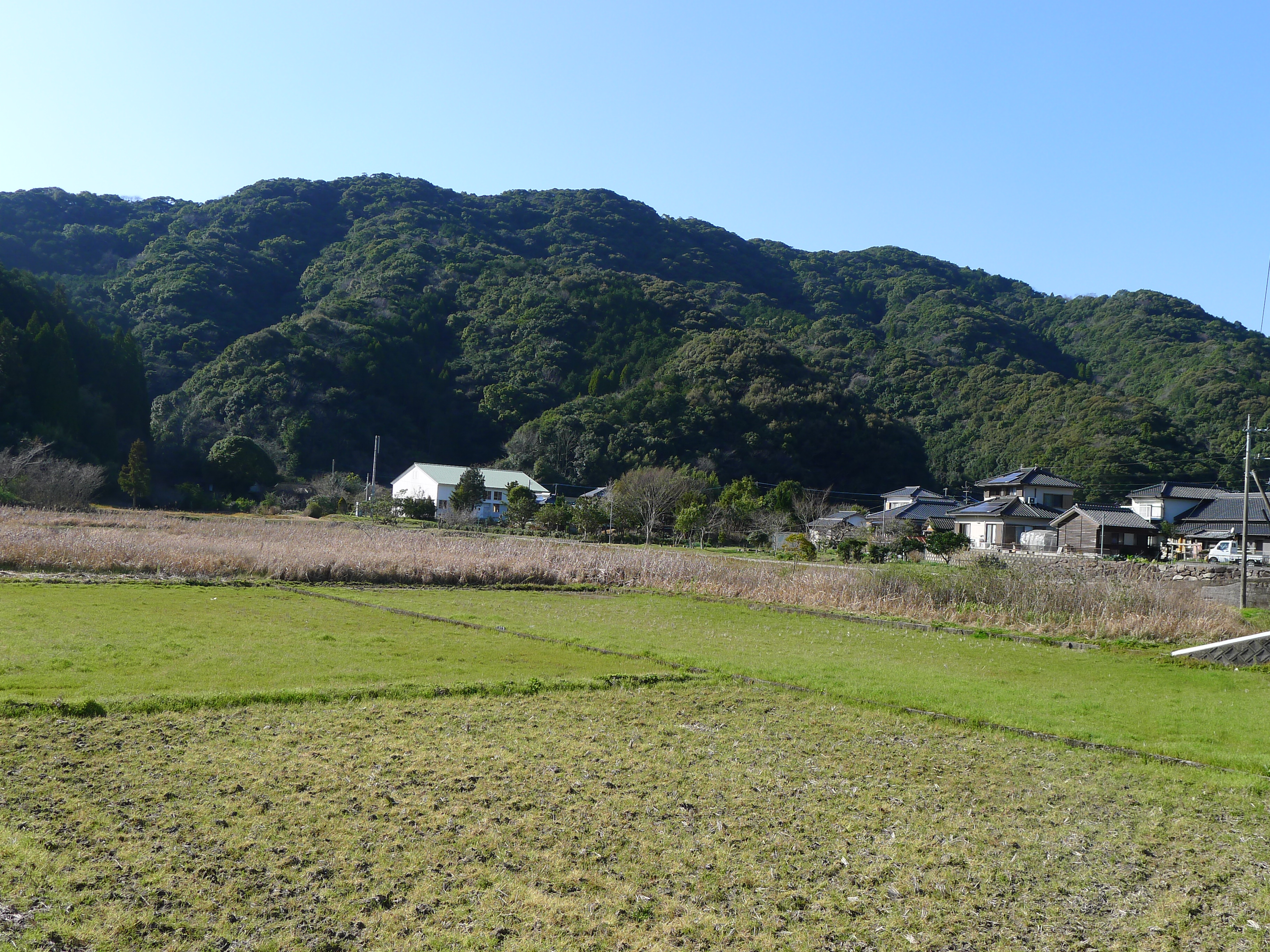
今富
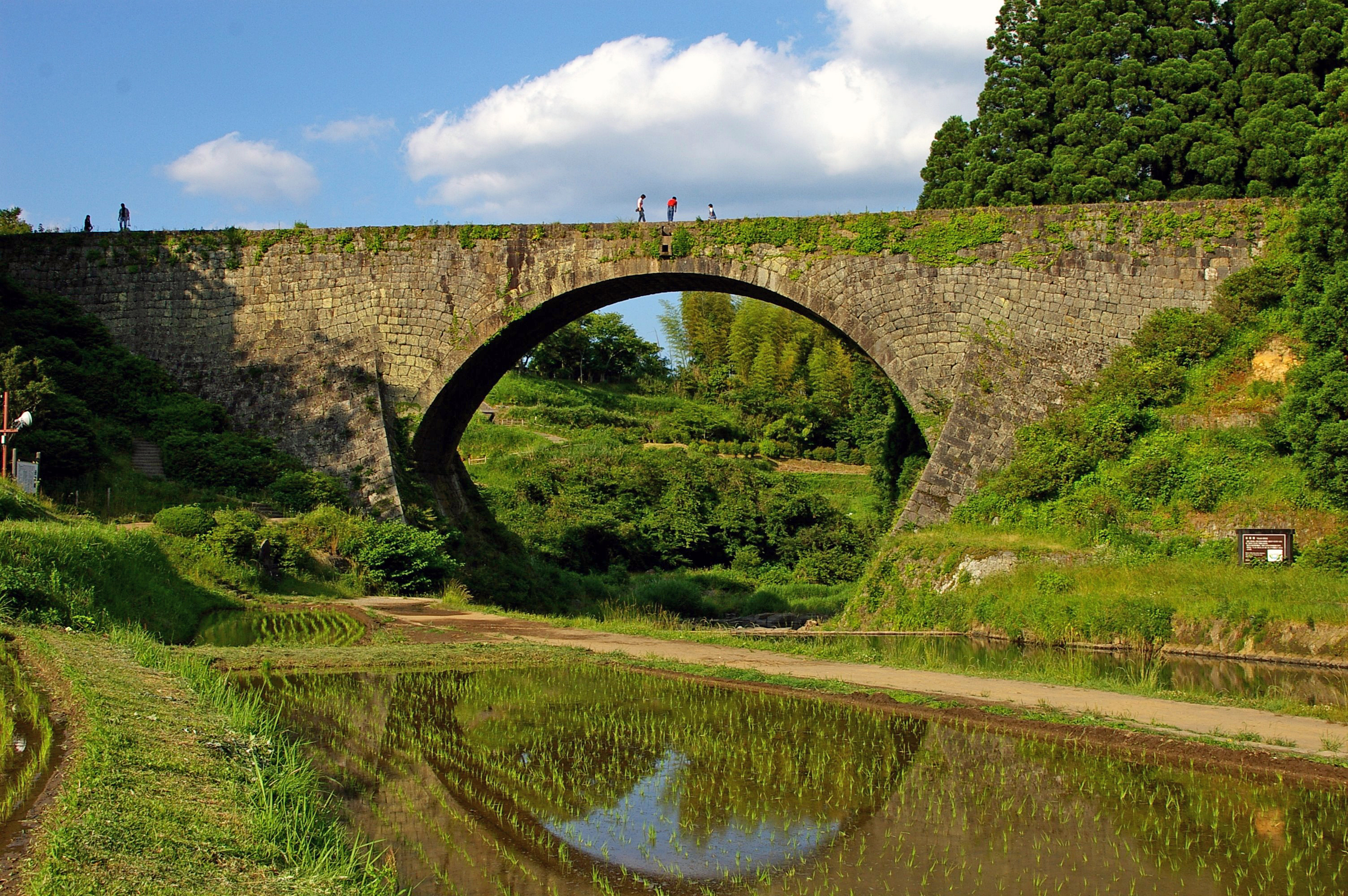
通潤橋
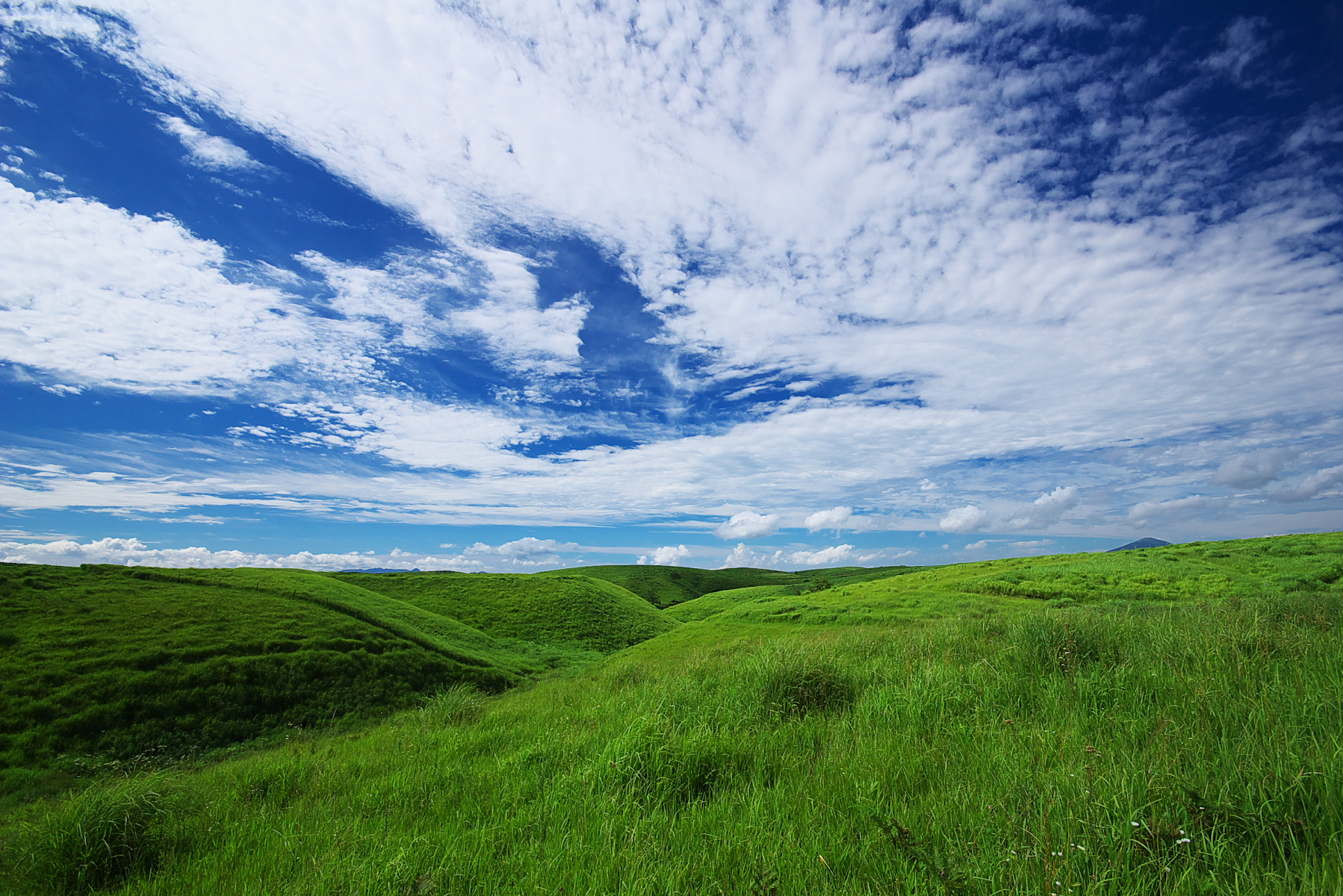
阿蘇の草原
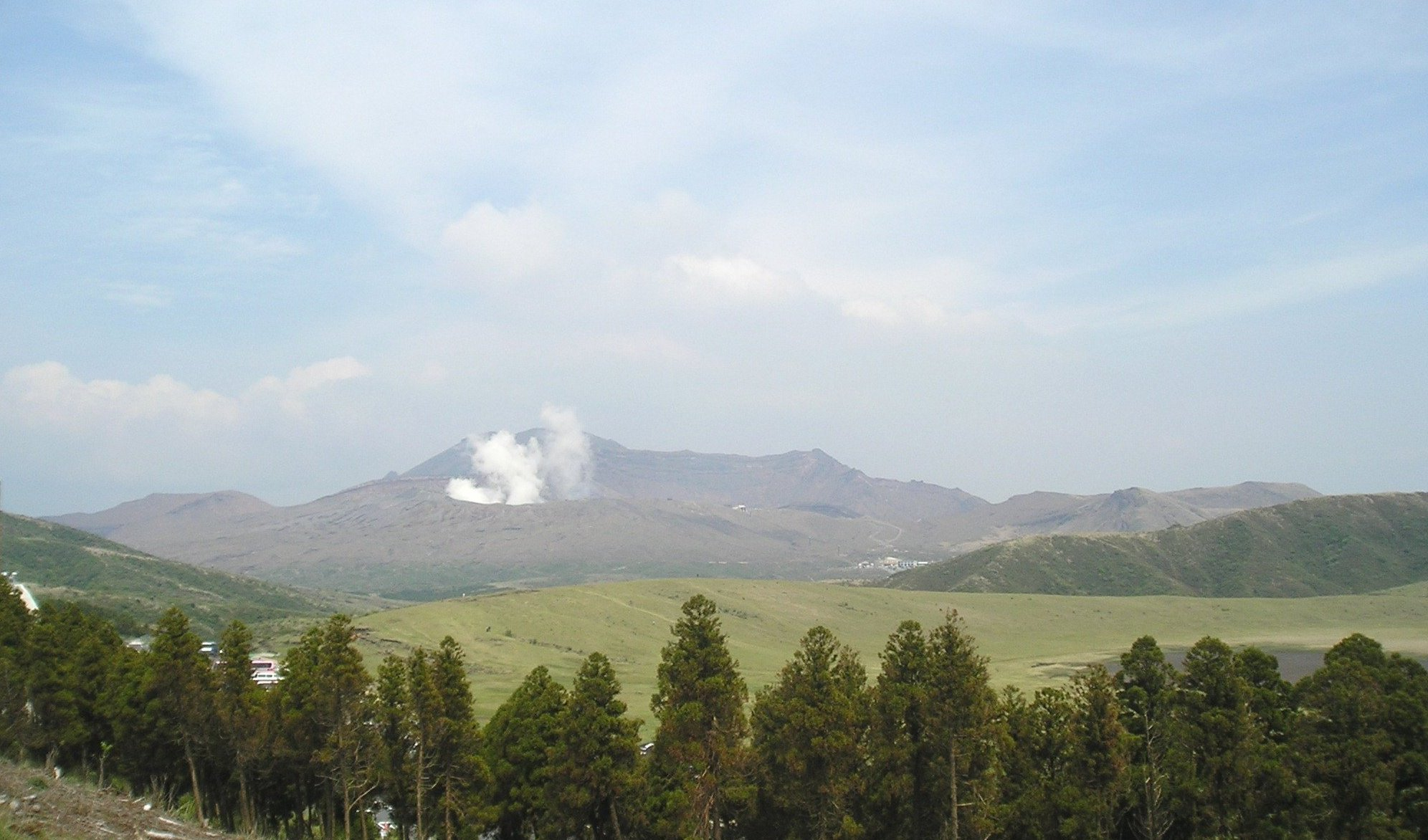
阿蘇の森林
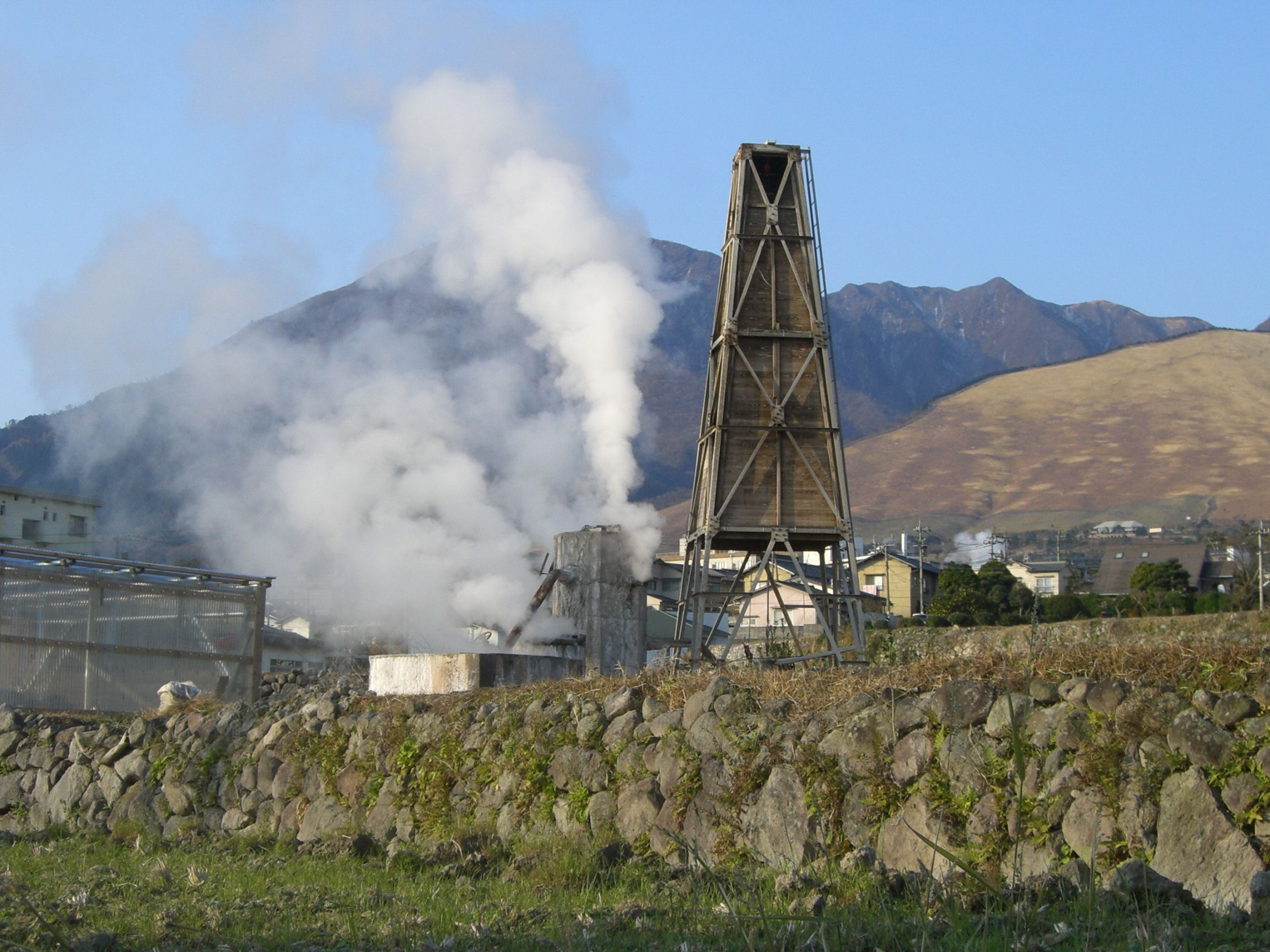
別府の湯けむり
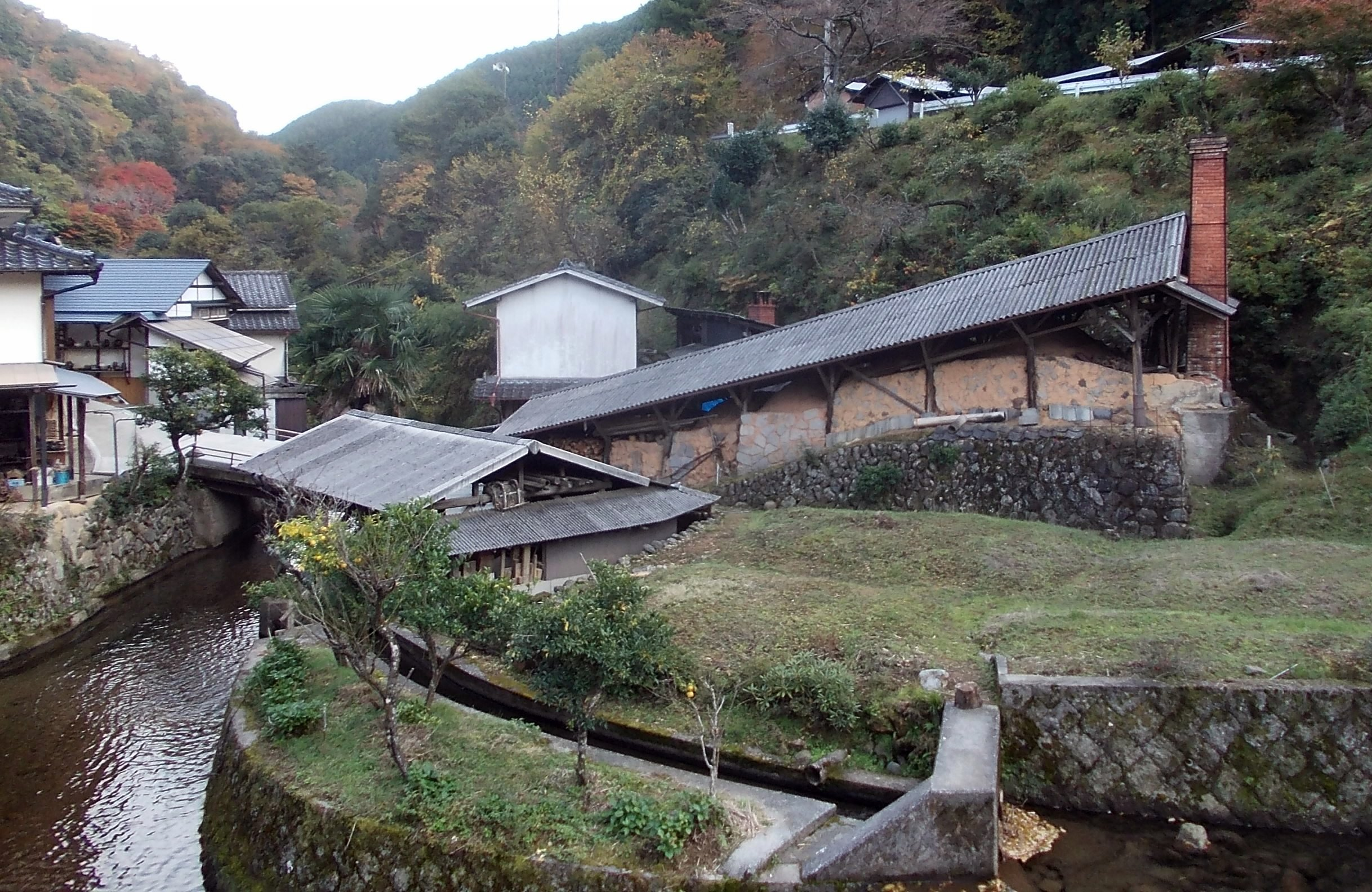
小鹿田焼の里
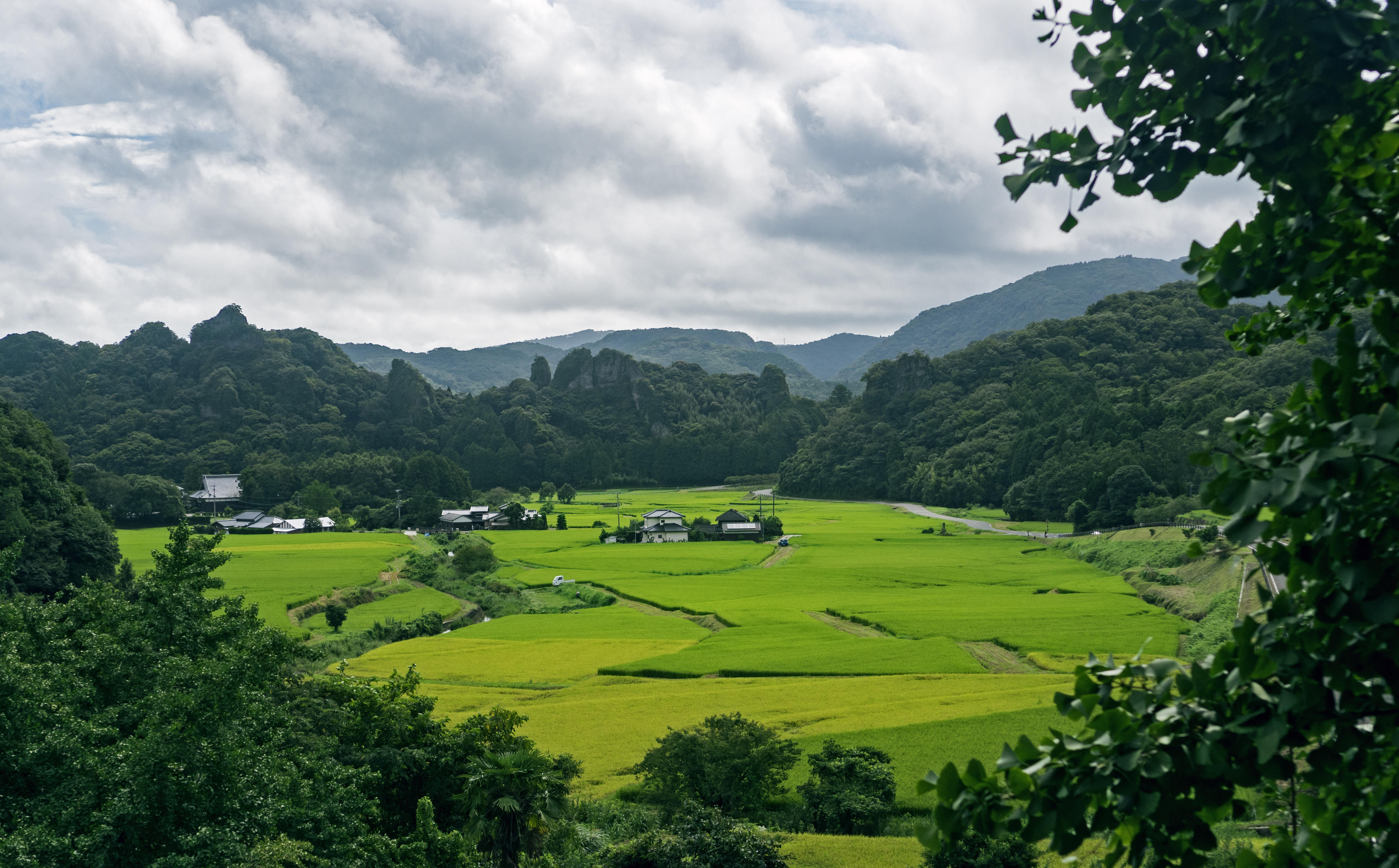
田染荘
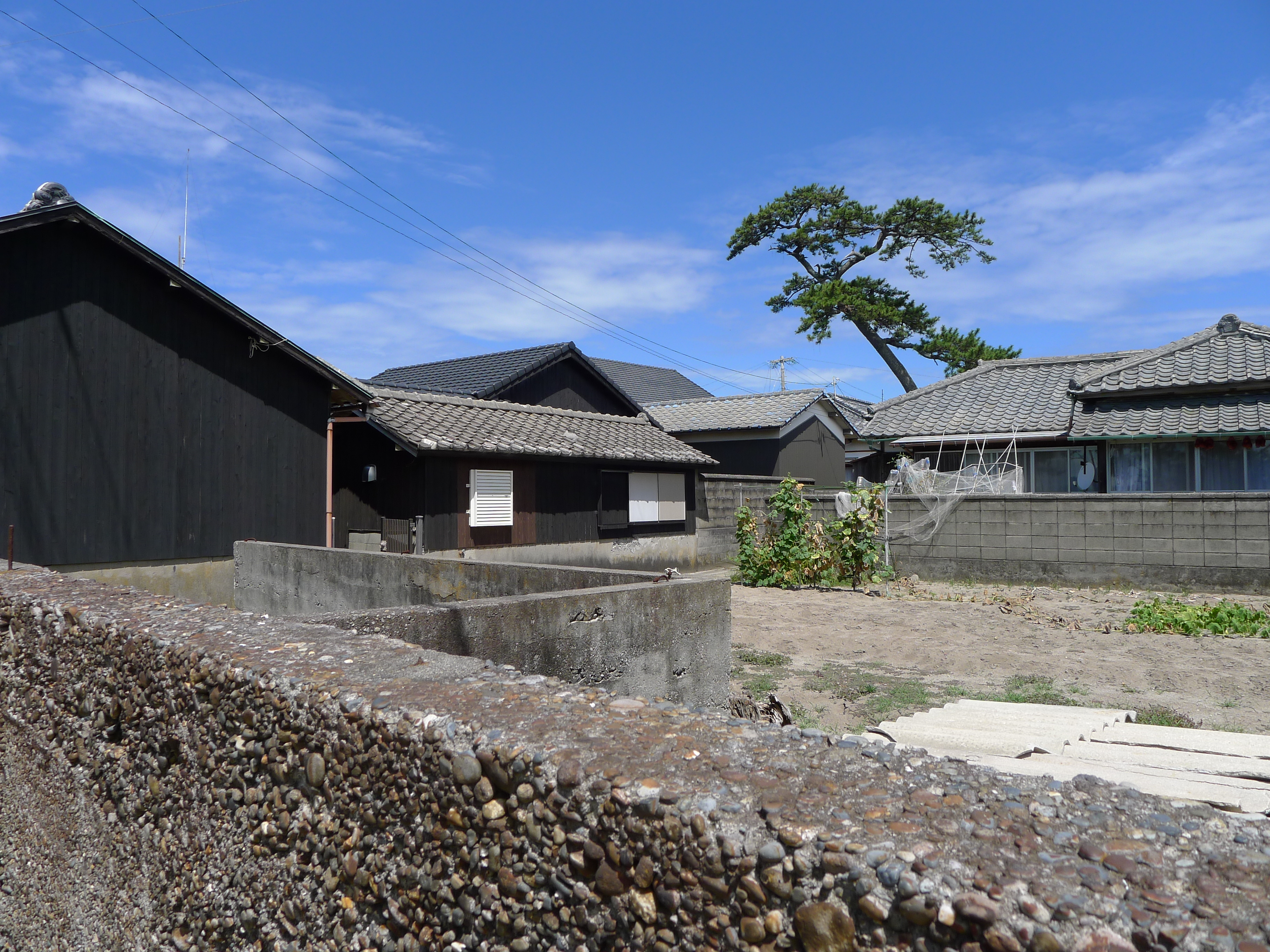
姫島の海村
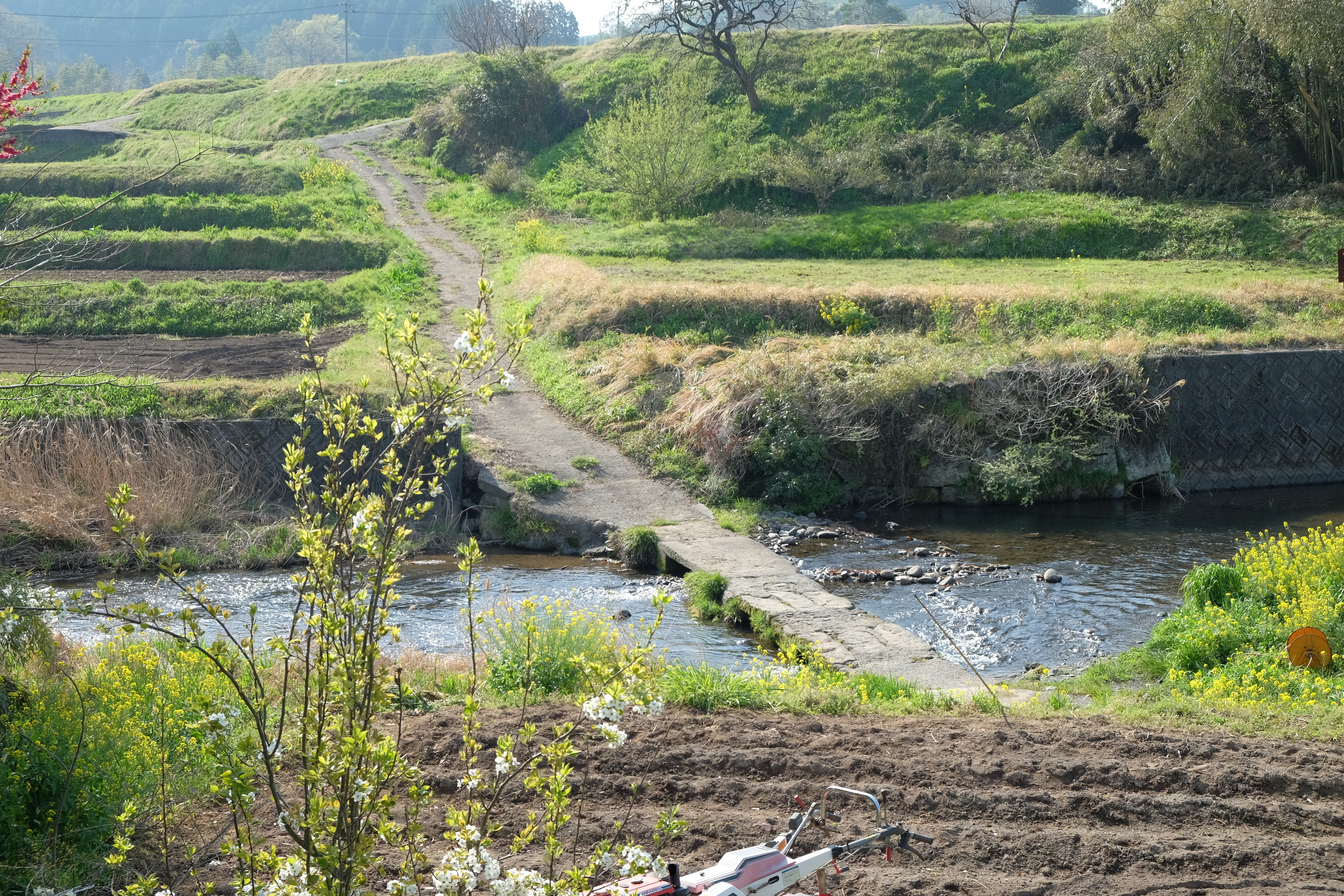
緒方川と田園風景
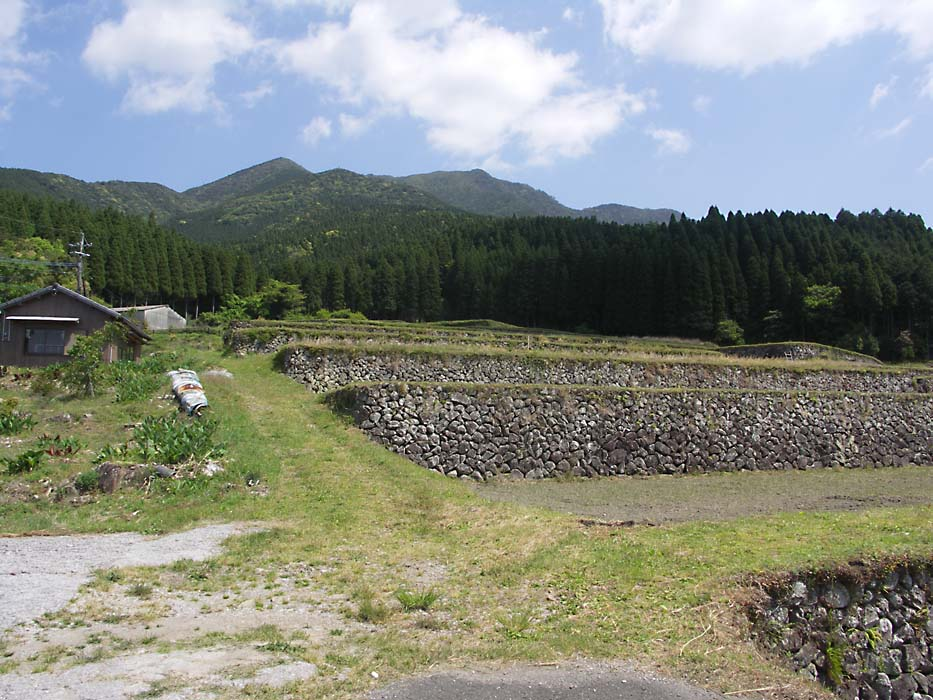
坂元棚田
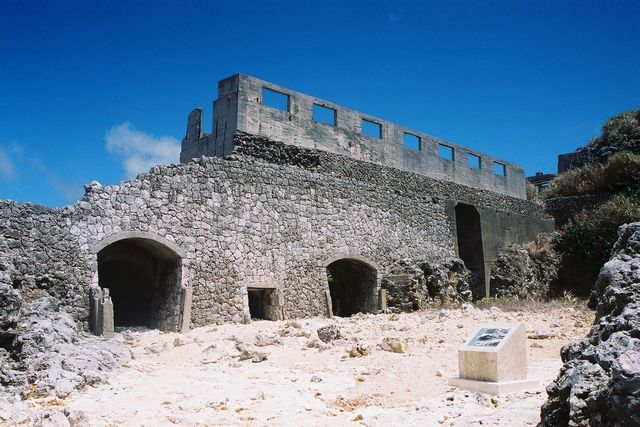
燐鉱石貯蔵庫跡 （北大東島）
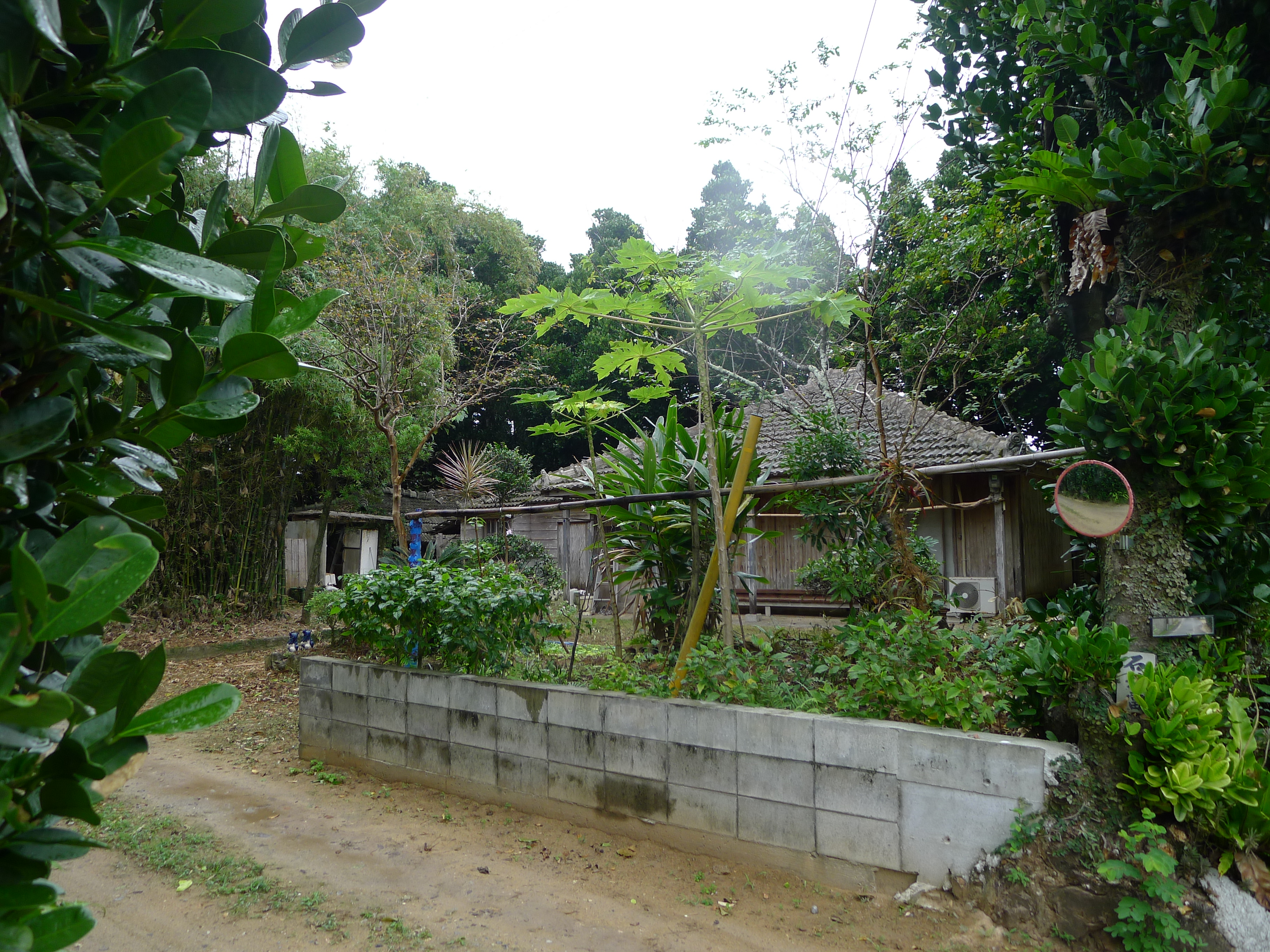
今泊のフクギ屋敷林

## 課題
重要文化的景観を推進する文化庁は、全ての都道府県に選定地を設け、総数100件超えを目指しているが、重要伝統的建造物群保存地区や日本遺産と比べると伸び悩みがあることは否めない。これは「景観」（本来は自然景観／文化的空間）という抽象的なものを対象としているため（実際には建造物・構造物など人工物を取り込んでの総合的な評価となっている）、その設定範囲の難しさに加え、電柱・鉄塔や横切る高速道路などの生活インフラが景観疎外物となり選定されない厳しさがある。また、一般的な文化財のように国による「指定」ではなく、当該地からの申請による制度のため、地方の小さな自治体では申請のノウハウがなく、コンサルタントなどに依頼する予算の確保も困難となっている。

## 弊害
令和5年台風第6号で被災した大分県の小鹿田焼の里では、復旧を急ぎたい窯元が文化財であることにより再建に際しての手続きの煩雑さと要する時間から「やめたいのが本心」という忌憚のない意見が出されている。さらに小鹿田では文化財行政を所管する立場の市教育員会が正しい認識を持ち合わせず、家屋改修の申し出に対して誤った指導を行い、希望通りの施工が叶わなかったばかりか工費が嵩み不必要な出費を強いられる事態も発生している（後日示談が成立し差額は返還されたが再改修は出来ていない）。

## その他
- 選定は市町村単位で行われるため、同一対象であっても四万十川や阿蘇のように複数自治体から個別に選定される。但し、選定後に同一対象を有する自治体間での連携は可能である（都道府県が仲介しても可）。
- 世界遺産に求められる法的保護根拠として重要文化的景観が適用されており、三角浦の文化的景観が明治日本の産業革命遺産 製鉄・製鋼、造船、石炭産業の三角港で、長崎市外海の石積集落景観・佐世保市黒島の文化的景観・平戸島の文化的景観・五島市久賀島の文化的景観・小値賀諸島の文化的景観・新上五島町崎浦の五島石集落景観・天草市崎津集落﨑津と今富の文化的景観が長崎と天草地方の潜伏キリシタン関連遺産に、佐渡相川の鉱山及び鉱山町の文化的景観・佐渡西三川の砂金山由来の農山村景観が佐渡島の金山に用いられている。